# Historia Budapesztu
Budapeszt powstał 17 listopada 1873 r. z połączenia leżących naprzeciwko siebie trzech naddunajskich miast: Budy i Óbudy na prawym brzegu i Pesztu na lewym. Dzisiejszy kształt granic miasto przyjęło 1 stycznia 1950 r. po przyłączeniu ponad 20 okolicznych miejscowości. Historia osadnictwa na terenie dzisiejszego miasta jest jednak dużo starsza. Na terenie obecnej III dzielnicy (Óbuda) istniało od II w.n.e. miasto rzymskie Aquincum, na miejscu którego Węgrzy (po przybyciu na te tereny w IX w.) zbudowali osadę zwaną Buda. Po najazdach tatarskich w XIII w. miasto (wraz z nazwą) przeniesiono na wzgórze, na którym obecnie znajduje się Stare Miasto i Zamek, zaś miasto na terenie dawnej Budy nazwano Óbuda, czyli Stara Buda. Z kolei na terenie dzisiejszej V dzielnicy (Belváros – historyczne centrum Pesztu) istniała twierdza rzymska Contra-Aquincum, na miejscu której ok. XI w. powstał Peszt.

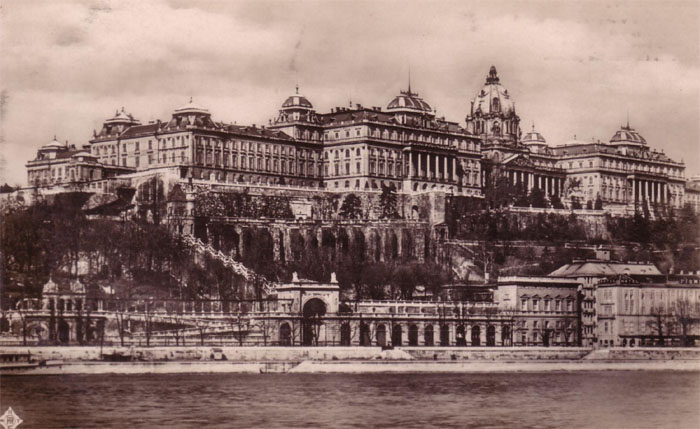
Zamek Królewski w Budapeszcie w latach 30. XX w.

## Czasy starożytne

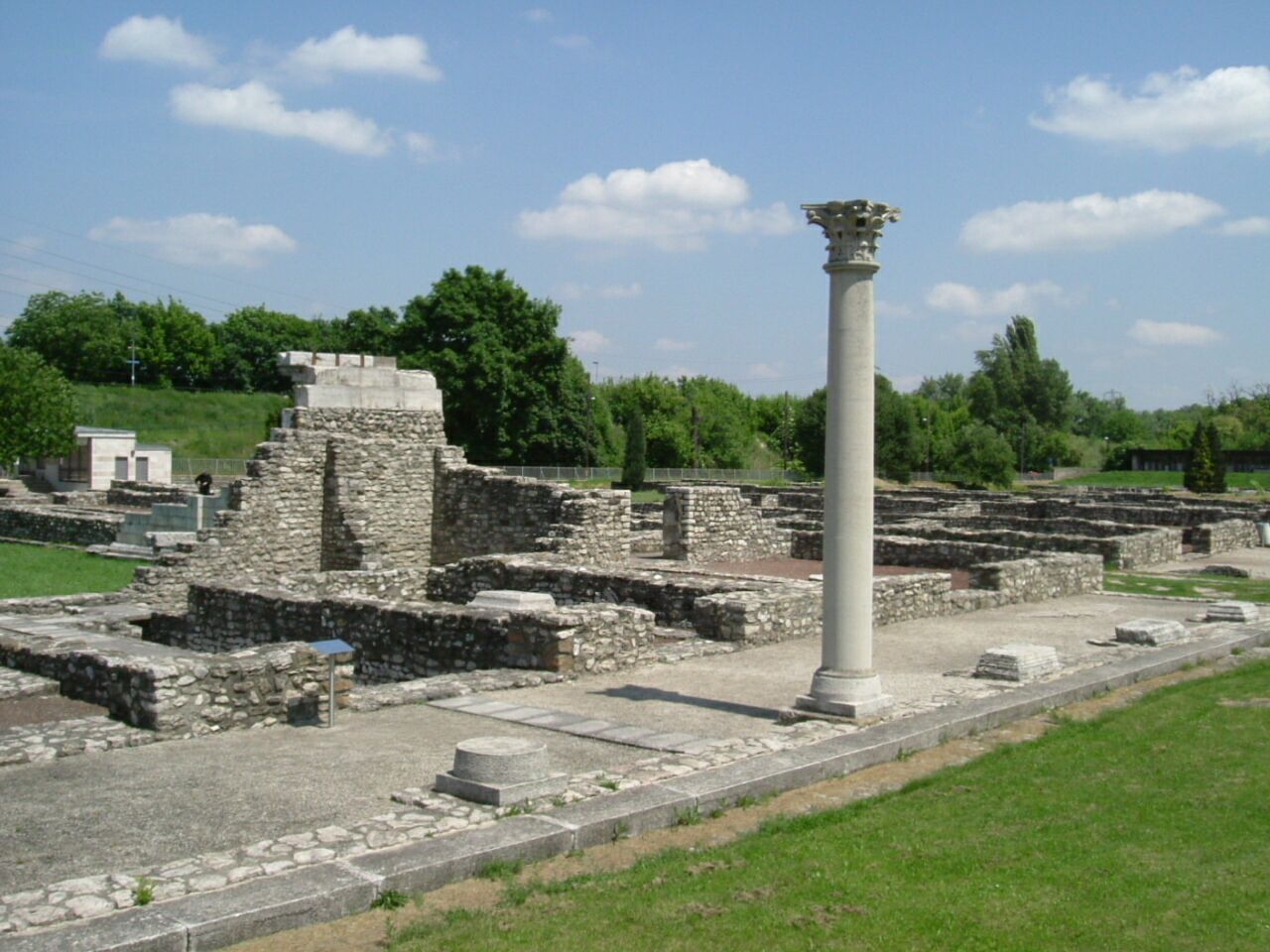
Aquincum

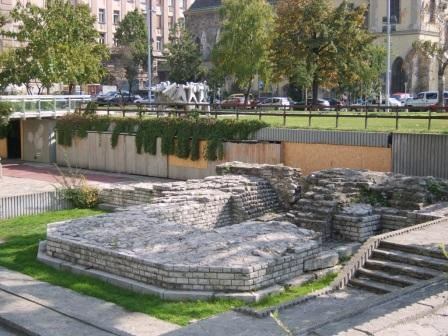
Contra-Aquincum

Już od IV w. p.n.e. na szczycie i południowych stokach Góry Gellerta istniała celtycka osada warowna, zasiedlona przez lud Erawisków. Typ takiej osady nazywano po łacinie oppidum. Zabudowana była gęsto domami z ziemi, kamienia i gliny, otoczona wałami. Wiele z pozostałości tej osady zniszczono podczas budowy cytadeli w połowie XIX w.
Rzymianie poszerzali swoje państwo na drodze czterostopniowej strategii: najpierw nawiązywali kontakty handlowe, potem zawierali umowy z wodzami plemion, następnie wprowadzali luźne oddziały żołnierzy, strzegących rzymskich obywateli, a na końcu wprowadzali stałe oddziały wojskowe i budowali twierdze strzegące limes. Taki proces trwał ok. 50 lat; w tym czasie ludność tubylcza uczyła się łaciny, wytwarzania towarów, które Rzymianie chcieliby kupować, i przejmowała wiele pożytecznych wynalazków rzymskich. Takie plemiona Rzymianie nazywali civitas.
Na obszarze dzisiejszego Kraju Zadunajskiego mieszkali Celtowie, Ilirowie, Panonowie. Tereny te Rzymianie opanowywali od końca I w. p.n.e. Świadczą o tym monety oraz ceramika znaleziona w jednym z magazynów oppidum, oznakowana stemplami z podobizną bogini Wiktorii, odciskanymi jeszcze przed wypaleniem naczyń.
Okolice Góry Gellerta były ważnym punktem przeprawy przez Dunaj – strzegło go właśnie oppidum Erawisków. Rzymianie dostrzegli strategiczność tego miejsca i konieczność obsadzenia okolicy wojskiem. Żołnierzy przysyłano już od I poł. I w. n.e., ale pierwsza duża warownia powstała na mocy dekretu cesarza Domicjana z r. 89. Na miejsce założenia warowni wybrano punkt na prawym brzegu Dunaju, przy północnym krańcu wyspy Óbudai. Warownię nazwano Aquincum. Stopniowo warownia zaczęła rozrastać się w duże miasto, przenosili się tam również Erawiskowie z oppidum na Górze Gellerta. Około r. 105 Aquincum zostało stolicą prowincji Pannonia Inferior. Pałac gubernatora znajdował się na wyspie Óbudai. Stołeczna ranga miasta znacznie przyczyniła się do jego rozwoju. W 124 r. cesarz Hadrian podniósł miasto do rangi municipium, czyli miasta, którego obywatele mieli pełne prawa obywateli Italii i swój samorząd. W III w., w okresie największego rozkwitu, miasto liczyło nawet do 60 000 mieszkańców.
Wraz z Aquincum powstały obozy pomocnicze wzdłuż prawego brzegu Dunaju. Na całym obszarze dzisiejszego Budapesztu było ich 7 i znajdowały się w okolicach dzisiejszych mostów budapeszteńskich. Dodatkowo prawdopodobnie za czasów Trajana powstała pierwsza twierdza pomocnicze po lewej stronie Dunaju – Contra-Aquincum (przy peszteńskim przyczółku Mostu Elżbiety), a za czasów cesarza Kommodusa druga – Transaquincum (przy peszteńskim przyczółku Mostu Arpada – przy północnym krańcu Wyspy Małgorzaty). Ta pierwsza twierdza jest nazywana przez Ptolemeusza Pession (w dziele Geographike Hyphegesis), co służy uczonym węgierskim za jedną z etymologii nazwy Peszt.
Z biegiem czasu w Aquincum zaczęło osiedlać się coraz więcej cudzoziemców, którzy wstępowali na służbę do wojska rzymskiego lub których cesarze sprowadzali do Aquincum z innych odległych prowincji. Za rządów Dioklecjana Panonia została podzielona na cztery prowincje – Aquincum zostało stolicą prowincji Valeria. Nastąpiła też rozbudowa fortyfikacji miasta i zbudowano nowy obóz na zachód od miasta – nowe techniki walki (np. lepsze katapulty) sprawiały, że stare mury były już za słabe, a miasto było za blisko Dunaju. Ciągłe ataki barbarzyńców sprawiły, że miasto zaczęło się wyludniać. Na miejsce starych mieszkańców sprowadzano zromanizowanych cudzoziemców. Jednak na pocz. V w. nawet i to nie przeszkodziło w wyludnianiu się terenów przygranicznych. Zajmowały je plemiona germańskie, a potem Hunowie. W roku 409 cesarstwo rzymskie oddało Valerię Hunom, a w 433 r. – resztę Panonii.
W 375 r. w Aquincum generałowie rzymscy wybrali na cesarza Walentyniana II.

## Okres wędrówki ludów
Według Pieśni o Nibelungach oraz średniowiecznych kronikarzy węgierskich, w okolicach Aquincum miał siedzibę (Etzelburg) wódz Hunów, Attyla. Od imienia jego brata, Bledy (Budy) ma pochodzić nazwa późniejszej osady Buda. Po odejściu Hunów, prowincją władali Longobardowie, potem Awarowie i Słowianie. Osady na terenie Budapesztu były mało znaczącymi prowincjonalnymi miejscowościami, zamieszkałymi przez ludy słowiańskie i Bułgarów. Węgrzy pojawili się w tych okolicach ok. r. 880.

## Czasy Arpadów (880-1301)

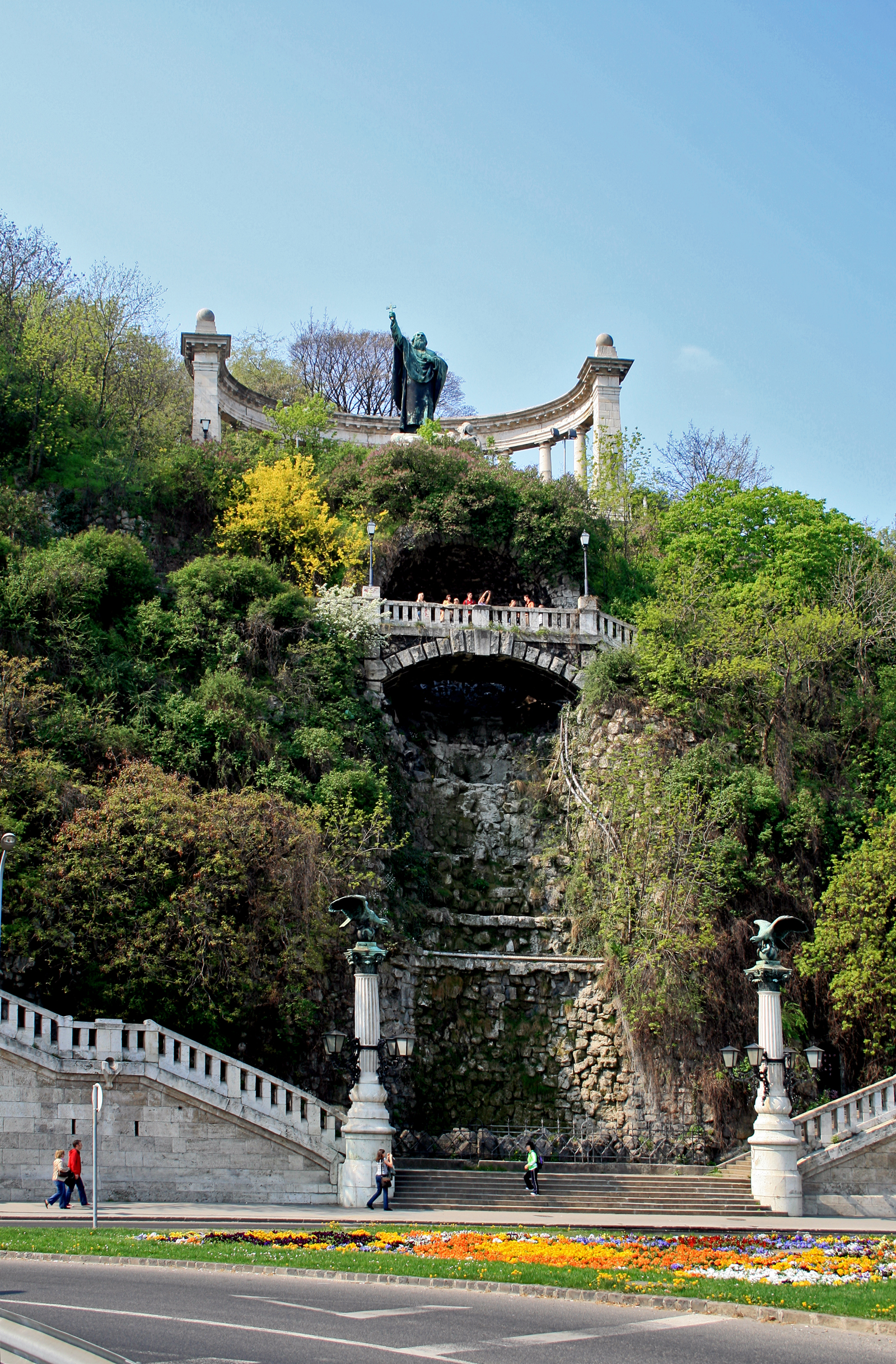
Pomnik św. Gellerta na zboczu Góry Gellerta

Według kronikarza węgierskiego, Anonymusa (autora Gesta Hungarorum, kroniki średniowiecznych Węgier), wódz Węgrów, Arpad, wybrał na swoją siedzibę właśnie dawny „zamek Attyli”. Powodem było centralne położenie osady w nowo zdobytym państwie. Arpad miał być pochowany (907 r.) w niedaleko położonym miejscu, zwanym Fehéregyház (Biały Kościół), które jest przeważnie identyfikowane z Óbudą, choć bywa też utożsamiane z Pesthidegkút (północno-zachodni kraniec Budapesztu) lub z górami Pilis (na północny zachód od miasta).
W tych czasach powstała pod Górą Gellerta przystań przeprawy przez Dunaj. Otrzymała nazwę Pest-rév – wówczas wzgórze nazywano Pest-hegy, ponieważ obfitowało w małe jaskinie i burzliwe źródełka, przynoszące na myśl piec – a właśnie słowem pest pierwsi Węgrzy określali to urządzenie (z kolei rév to przystań).
W 1030 r. biskupem na Węgrzech został Gellert, który od razu zaczął prowadzić misję chrystianizacyjną. 24 września 1046 r. zbuntowani poganie złapali biskupa, jadącego w towarzystwie trzech innych biskupów, w pobliżu wzgórza Pest-hegy, wsadzili do dwukołowego wózka i spuścili z góry, powodując śmierć biskupa. Od tego czasu wzgórze nosi imię biskupa.
Osady na terenie obecnego Budapesztu, które zasiedlali pierwsi Węgrzy, nosiły jeszcze ślady rzymskiego planowania. Buda była budowana na rzymskiej siatce ulic – właśnie w okolicach dawnego Aquincum, bliżej wyspy Óbudai. Jako miasto węgierskie jest wspominana po raz pierwszy pod datą 1141 (z tego roku pochodzi księga praw dla tego miasta: Budai törvénykönyv), Peszt natomiast – pod datą 1148. Od ok. stu lat był już ważnym ośrodkiem handlowym, zamieszkanym przez Słowian i Bułgarów, później przez Niemców. W 1230 r. stał się „wolnym miastem królewskim” na mocy dekretu króla Andrzeja II: oznaczało to, że miasto podlega tylko królowi, a jego mieszkańcy mogli zbudować mury obronne, organizować jarmark, zaś podatki płacili raz w roku królowi.

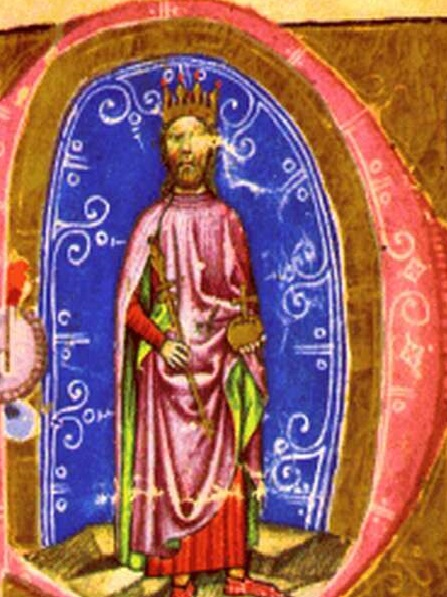
Król Béla IV na rysunku z XIV-wiecznej kroniki

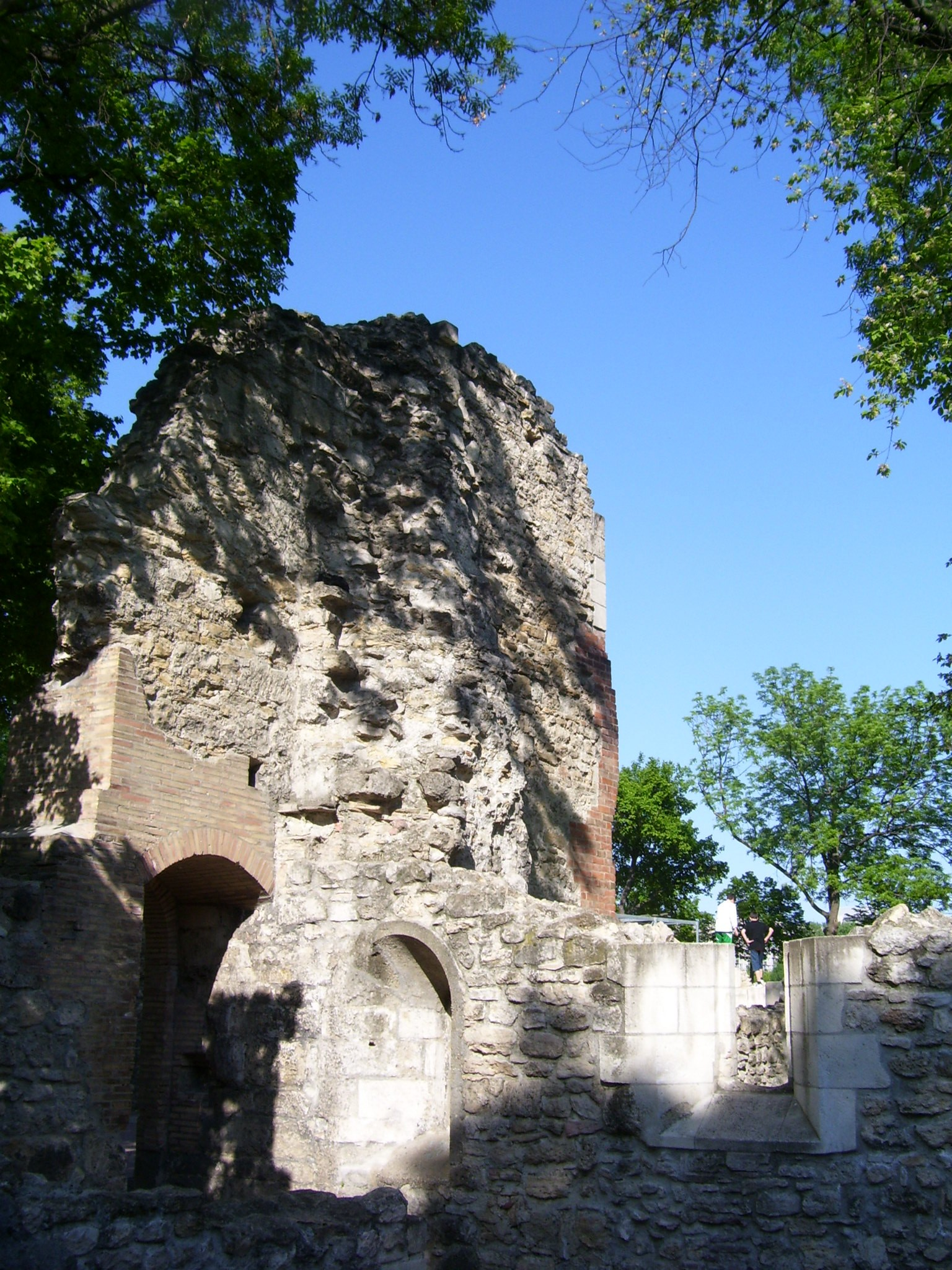
Ruiny klasztoru dominikanów na Wyspie Małgorzaty

W 1241 r. Węgry zostały najechane przez Tatarów. Najeźdźcy osiągnęli Budę i Peszt w marcu, spalili Vác, ale dzięki mocnym murom Pesztu wycofali się. W Budzie natomiast tłum zabił wielu Kumanów, bo podejrzewano ten lud (pochodzenia tureckiego) o sympatyzowanie z Tatarami. W kwietniu król Bela IV wyruszył z Pesztu przeciw Tatarom. Po klęsce w bitwie na równinie Mohi król uciekł do Austrii, a Tatarzy wrócili nad Dunaj i tym razem spalili Peszt. Wykorzystując z kolei ostrą zimę 1241/42 i zmarznięty Dunaj, przeprawili się na drugą stronę i spalili Budę.
Tatarzy wrócili na stepy Złotej Ordy w marcu 1242, król Béla IV zaś wrócił do kraju. Nauczony doświadczeniem, zaczął budować w kraju zamki. W 1243 r. rozpoczął budowę zamku na obecnym Wzgórzu Zamkowym. Budowę ukończono ok. 1260 r. Nowy zamek powstał w pobliżu dzisiejszego kościoła Macieja. Z kolei jako wypełnienie obietnicy złożonej podczas najazdu tatarskiego, król podarował Kościołowi Wyspę Zajęczą (Nyulak szigete), gdzie powstał klasztor dominikanów, do którego Béla oddał swoją córkę Małgorzatę – przyszłą świętą. W XIV w. wyspa otrzymała jej imię – od tego czasu nazywa się Wyspą Małgorzaty (Margit-sziget).
Elementem planu budowy zamku był nakaz przesiedlenia się ocalałej ludności Pesztu na wzgórze. Powstała tam osada, którą zaczęto nazywać Újbuda – Nowa Buda, zaś dotychczasową Budę – Óbuda, czyli Stara Buda. Wkrótce Újbuda przejęła nazwę Buda, zaś dawna osada zachowała nazwę Óbuda. Tak pozostało do czasów obecnych.

## Panowanie różnych dynastii (1301-1526)
Po wymarciu dynastii Arpadów (1301) rozpoczęła się walka o tron węgierski między czeską dynastią Przemyślidów (syn Wacława II, przyszły Wacław III) a neapolitańską linią Andegawenów (Karol Robert). Królewicza Wacława popierała Buda, zaś Karola Roberta – papież, dlatego Buda została obłożona interdyktem. Początkowo koronę zdobył Wacław, ale w 1305 r. (gdy został po śmierci ojca królem Czech) przekazał ją Ottonowi Bawarskiemu. Ten w 1307 r. uciekł do kraju.

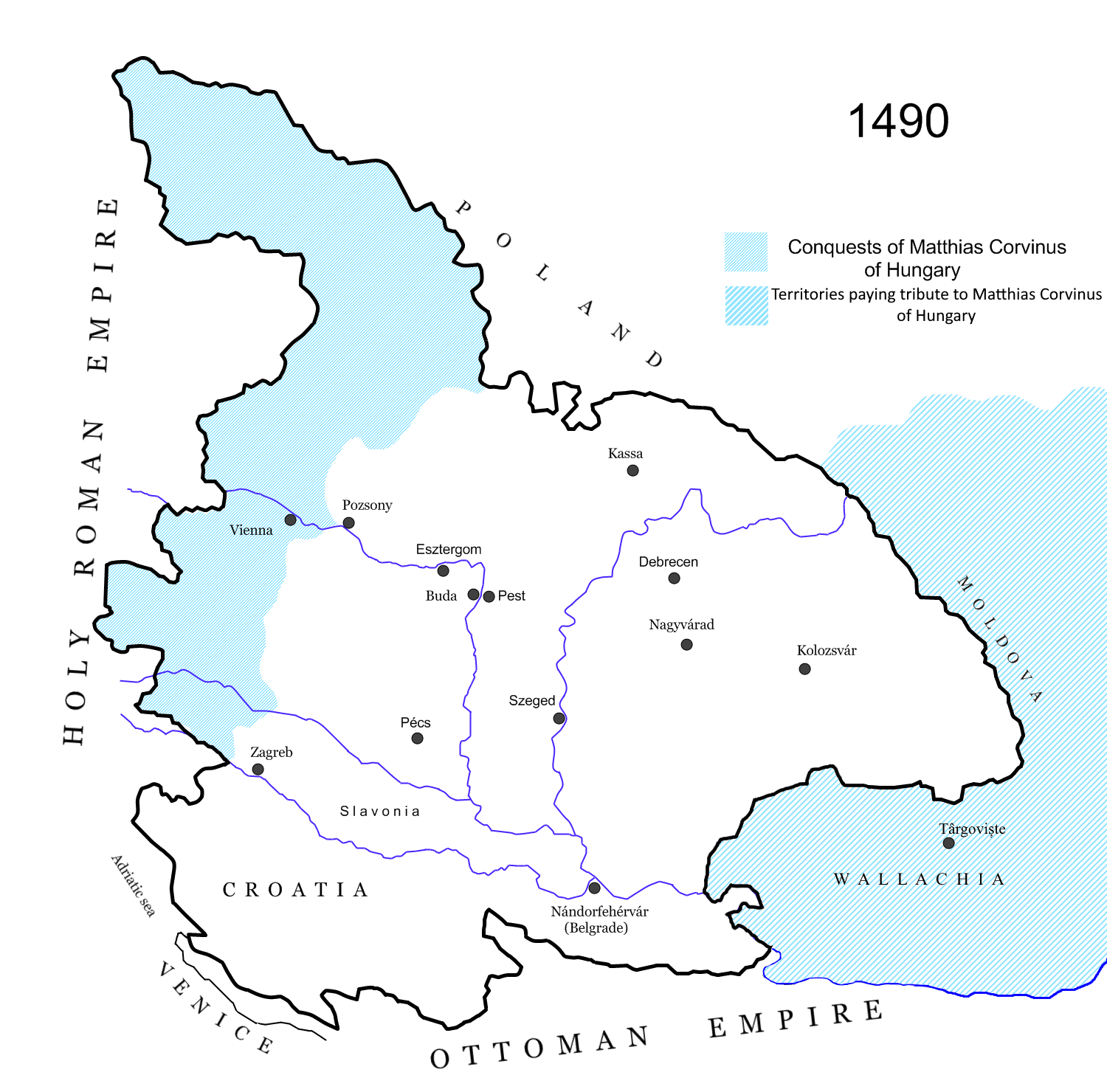
Królestwo Węgier pod koniec rządów Macieja Korwina (obejmowało także Austrię, Morawy, Dolny Śląsk i Łużyce)

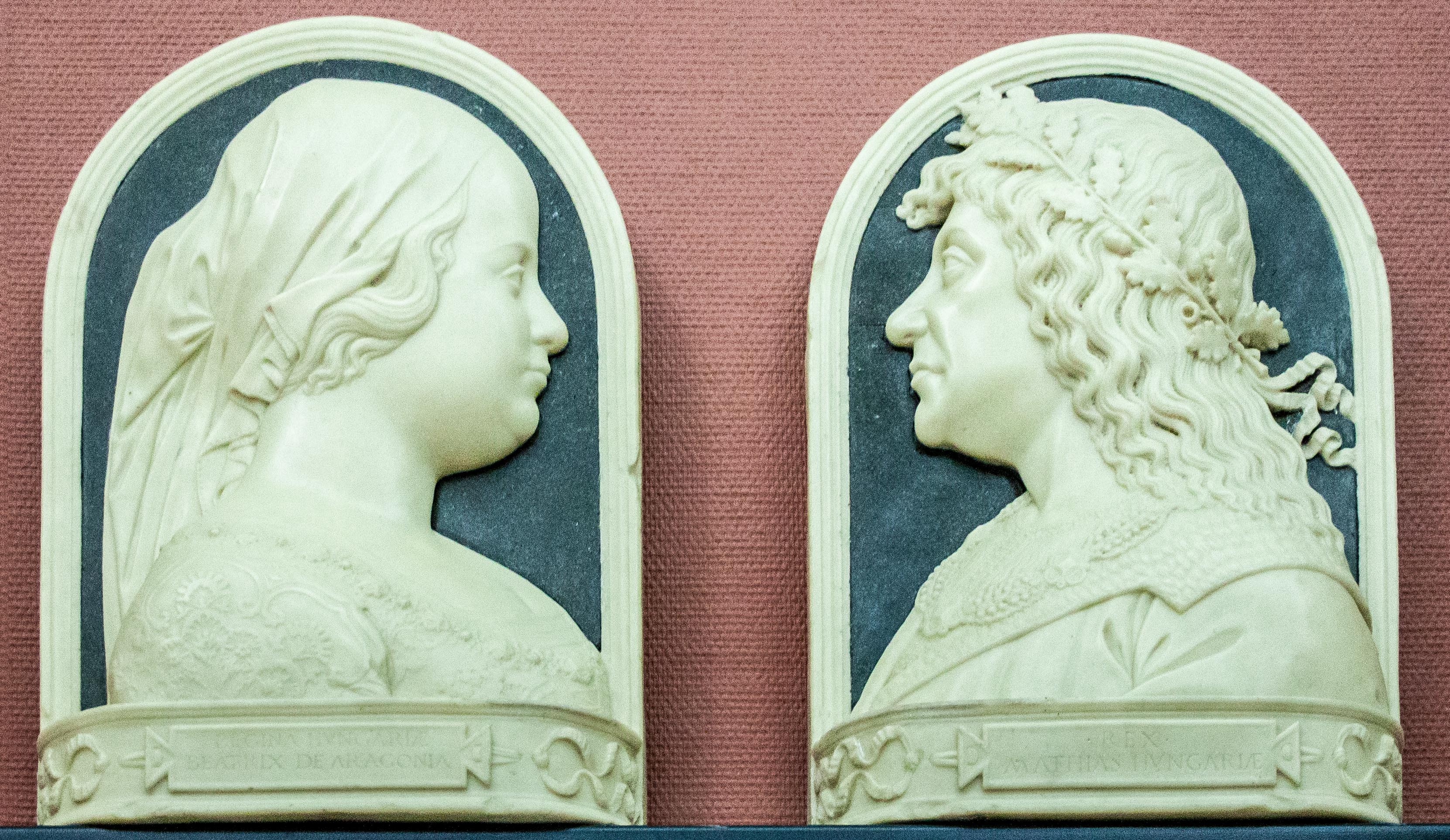
Maciej Korwin (po prawej) z żoną Beatrix Aragońską

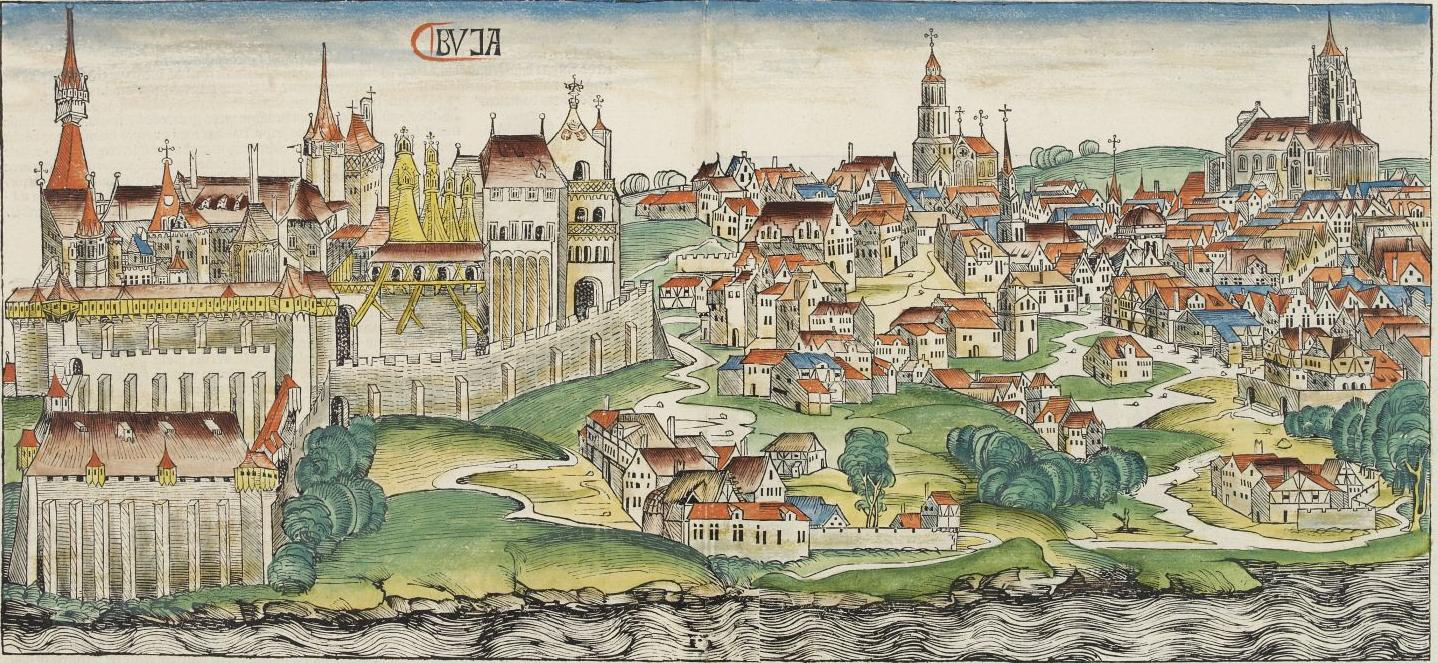
Buda pod koniec rządów Macieja Korwina według Kroniki Norymberskiej

Ostatecznie Karol Robert zdobył koronę Węgier – został koronowany w 1309 r., właśnie w Budzie, jako pierwszy, w kościele Najświętszej Marii Panny (obecnie zwanym kościołem Macieja). To, że nie koronował się w stolicy Węgier – Székesfehérvár – jego przeciwnicy wysuwali jako jeden z argumentów na bezprawność tej koronacji; aby dopełnić formalności, Karol Robert koronował się rok później, już w sprzyjających warunkach politycznych, jeszcze raz, już w Székesfehérvárze. Jego syn i następca, Ludwik I (Wielki), w latach 1347-1355 miał w Budzie swoją siedzibę (zwykle przebywał w Wyszegradzie). W 1370 r. przebudował kościół Najświętszej Marii Panny na styl gotycki.
Dla Budy zaczęły się najlepsze czasy. Wówczas miasto już było duże, mieszkali w nim rzemieślnicy i kupcy, oprócz Węgrów – Niemcy, Włosi i Żydzi. W 1387 r. królem Węgier został na 50 lat Zygmunt Luksemburski. W 1395 r. założył uniwersytet – ale nie w Budzie, lecz w Óbudzie. Był to pełnoprawny uniwersytet, z czterema wydziałami, zatwierdzony przez papieża. Jednak w 1402 r. w Budzie wybuchł bunt mieszczan, mający na celu dopuszczenie większej liczby mieszkańców do zarządzania miastem. Władze uniwersytetu wspierały bunt, dlatego król w 1403 r. zamknął uczelnię. Dopiero w 1410 r. bulla papieska przywróciła działalność uniwersytetu. Ale ok. 1420 r. zniknął on z kart historii – nie ma późniejszych danych o jego działalności. W styczniu 2010 r. nazwę Uniwersytet w Óbudzie (Óbudai Egyetem) przyjęła Budapeszteńska Techniczna Szkoła Wyższa po tym, jak parlament podniósł jej rangę.
W 1405 r. Zygmunt nadał Budzie przywileje wolnego miasta królewskiego, a w 1408 r. ostatecznie przeniósł tam swój dwór (do tej pory rezydencją królewską Węgier był Székesfehérvár). W ten sposób Buda stała się w pewnym sensie centrum Europy – Zygmunt był nie tylko królem Węgier, ale też królem Niemiec (od 1410 r.), królem Czech (od 1419 r.) i cesarzem rzymsko-niemieckim (od 1433 r.). Sam jednak dość rzadko bywał na Węgrzech – sprawami kraju zajmowali się mianowani przez niego palatyni.
1 stycznia 1440 r. sejm zebrany w Budzie wybrał na króla Węgier polskiego króla Władysława III (Warneńczyka). Był to pierwszy przypadek w historii Węgier, że w elekcji króla decydujący głos miała średnia szlachta.
W styczniu 1458 r. królem został wybrany Maciej Korwin – uważany za największego władcę Węgier. Za jego panowania (do 1490 r.) Buda (a także Wyszegrad) stała się jednym z centrów europejskiego renesansu. Król był człowiekiem wykształconym, uczniem pierwszych humanistów (w tym Grzegorza z Sanoka), znał języki obce, studiował we Włoszech. Wszystkie księgi, które zebrał, gromadził w bibliotece na zamku w Budzie – w ten sposób powstała Bibliotheca Corviniana, uważana za jeden z najbardziej znanych i najwspanialszych księgozbiorów renesansowych. W chwili śmierci króla liczyła ona ok. 3000 woluminów. W czasach późniejszych zbiory powoli topniały – były np. wyprzedawane humanistom spoza Węgier czy ambasadorom, potem zabrali je do Konstantynopola Turcy, którzy także powoli rozdawali poszczególne egzemplarze ambasadorom i władcom.
Maciej Korwin przebudował Zamek Królewski na styl renesansowy. Na dworze przebywali artyści i uczeni. Król interesował się też magią – gościł na dworze astrologów. Przebudował również kościół Najświętszej Marii Panny. Kazał tam umieścić swój herb – dlatego obecnie kościół jest nazywany jego imieniem (należy przy tym pamiętać, że nie jest to kościół świętego Macieja).
Również i Peszt zaczął podnosić się po najeździe tatarskim. W XV w. wyrósł na dostatecznie duże miasto, żeby otrzymać przywileje wolnego miasta królewskiego.

## Najazd turecki i upadek kraju (1526-41)

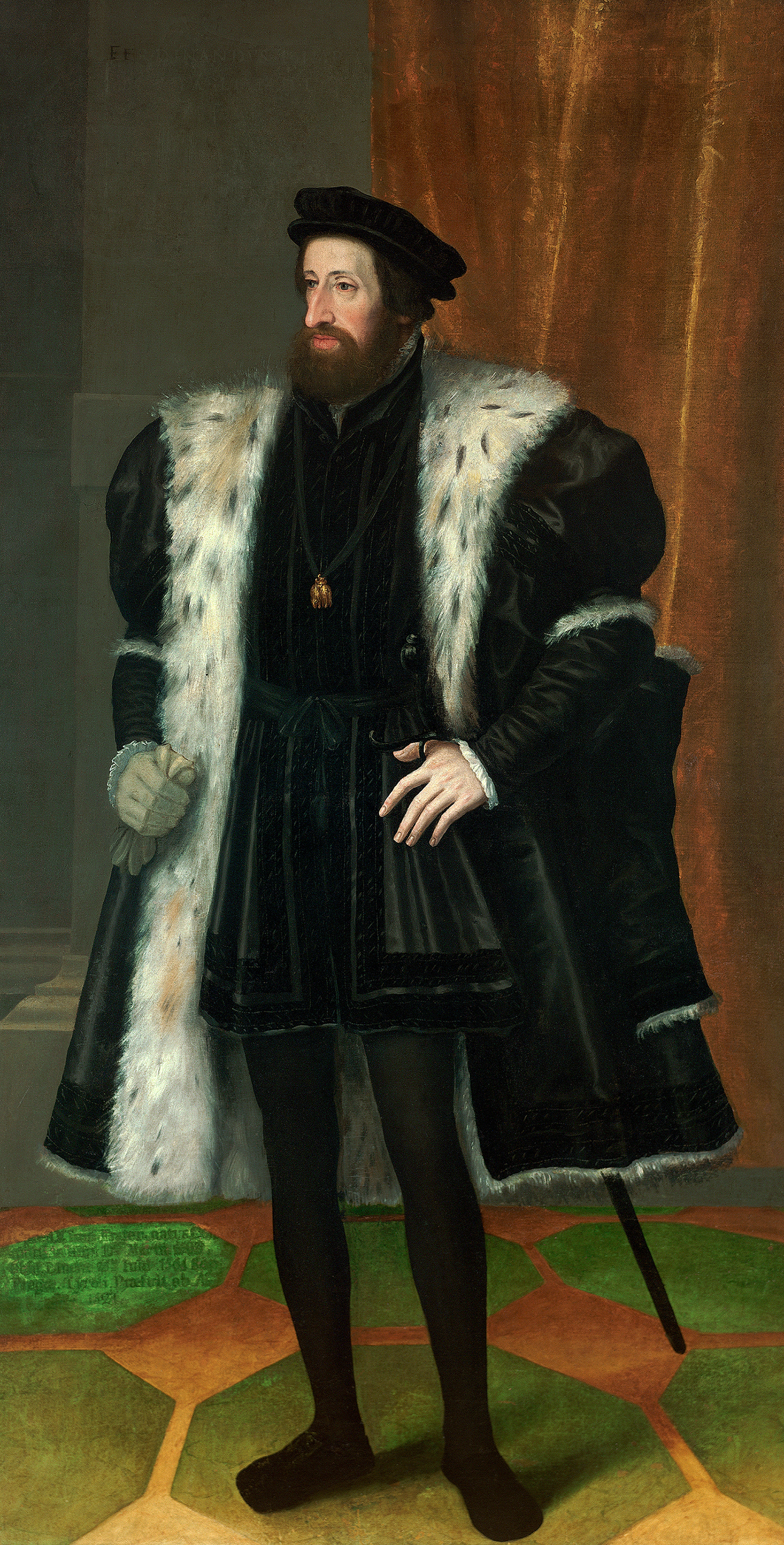
Ferdynand I Habsburg na obrazie Hansa Bockbergera Starszego

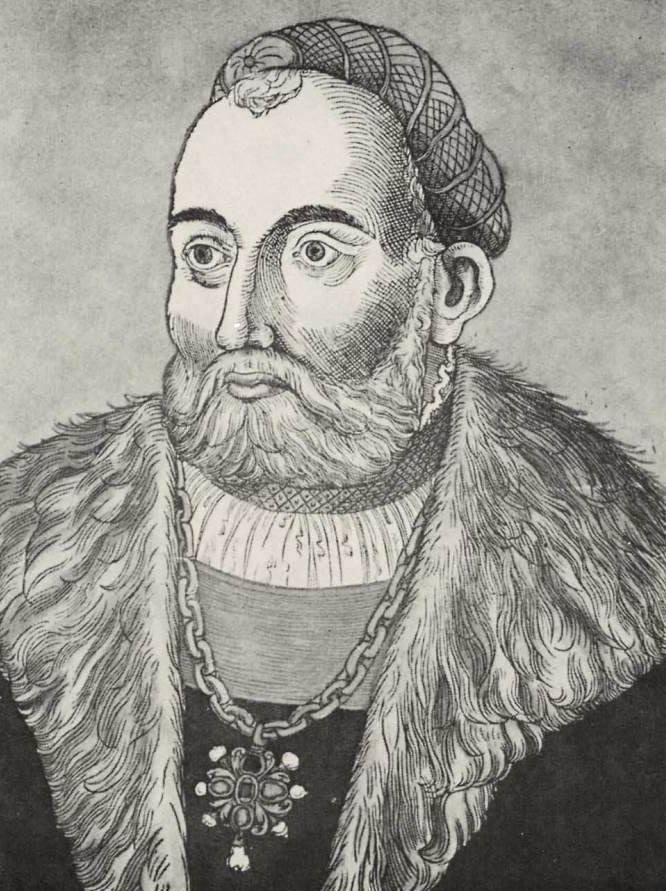
Jan Zápolya na drzeworycie Erharda Shöna

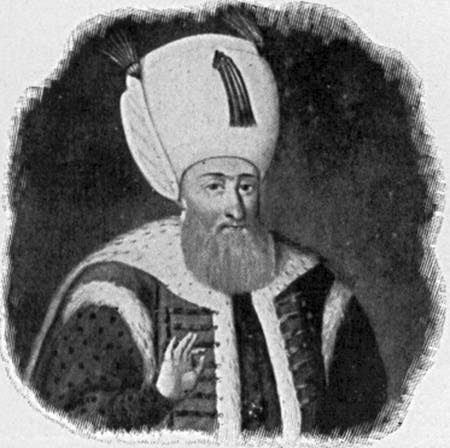
Sulejman I

Po śmierci Macieja Korwina państwo węgierskie zaczęło podupadać. Od południa wzrosło zagrożenie tureckie, czemu sprzyjały słabe rządy Władysława Jagiellończyka (1490-1516) i jeszcze słabsze – jego syna Ludwika II (1516-26). Ludwik w chwili objęcia tronu miał 10 lat – rządzili za niego magnaci i wychowawcy (głównie z rodu Habsburgów lub ten ród popierający), w rękach których stał się posłuszną marionetką, nawet gdy w 1521 r. został uznany za pełnoletniego. Dwór w Budzie znów stał się znany w Europie – ale tym razem dzięki rozprzężeniu obyczajów, które tam zapanowało.
W 1521 r. kraj zaatakowali Turcy. Powoli wdzierali się w głąb kraju, zajmując poszczególne twierdze pogranicza. W 1526 r. Węgrzy wydali im bitwę pod Mohaczem, w której ponieśli klęskę, a król został zabity. Bitwa oznaczała koniec państwa węgierskiego w dotychczasowym kształcie. Na razie jednak Turkom wystarczyło obrabować Budę (zabrali m.in. zbiory Bibliotheca Corviniana) i spalić Peszt. Sułtan Sulejman Wspaniały uważał, że miasto jest zbyt daleko od Stambułu i jego utrzymanie będzie trudne. Była to szansa na podźwignięcie się królestwa, ale teraz z kolei wybuchła wojna domowa między stronnikami Ferdynanda Habsburga a stronnictwem wojewody siedmiogrodzkiego Jana Zápolyi. Ferdynandowi po śmierci Ludwika II należała się korona Węgier zgodnie z układem między Władysławem II a cesarzem Maksymilianem Habsburgiem. Obaj pretendenci zostali koronowani i obaj są w historiografii węgierskiej uznawani za królów.
Zápolya panował w Budzie. Ferdynanda wspierał jego starszy brat – cesarz Karol V, który w 1527 r. podjął wyprawę przeciw Zápolyi. Zdobył Budę bez walki, wypędzając Zápolyę do Siedmiogrodu, a potem z Węgier. Zápolya (który na emigracji przebywał m.in. na zamku w Tarnowie) słał prośby o pomoc do różnych władców – bezskutecznie. Nie mając wyjścia, uznał się za wasala sułtana Sulejmana, co spowodowało, że do wojny wtrącili się Turcy. Sulejman wkroczył na Węgry, wypędzał z nich stopniowo Habsburgów, w 1529 r. zdobył Budę i oddał ją Zápolyi, a sam pomaszerował na Wiedeń. Walki toczyły się aż do 1538 r., gdy zawarto układ w Wielkim Waradynie: oddawał on Zápolyi większość kraju (z Budą) do jego śmierci – potem mieli go przejąć Habsburgowie. Układ został złamany, gdy w czerwcu 1540 r. umarł Zápolya, a jego stronnictwo obwołało królem jego syna – niemowlę, narodzonego trzy dni wcześniej Jana Zygmunta. W wyniku nowej wojny jesienią 1540 r. Habsburgowie znów oblegli Budę. Austriacy rozbili obóz w Óbudzie, atakowali miasto z lądu i z Dunaju (ze statków). Ich ataki nie przynosiły sukcesów – mieli za słabe uzbrojenie na silne mury Budy. W połowie listopada zajęli Peszt. Węgrzy natomiast poprosili o pomoc sułtana, który wysłał 25 galer z wojskiem. Na tę wieść dowódca austriacki odstąpił od oblężenia, ale na miejscu pozostała część oddziałów.
W marcu 1541 r. do Pesztu dotarły okręty tureckie. Turcy zaczęli przygotowywać oblężenie okupowanego przez Austriaków miasta. Turków wspomagała ogniem z dział załoga zamku budańskiego oraz z Góry Gellerta. Węgrom bardzo zależało na odbiciu Pesztu, bo okupacja przez Austriaków tak blisko położonego i obwarowanego murami obronnymi miasta utrudniała sytuację Budy. Peszt był jednak broniony z nadspodziewanym zapałem i Turcy, po naradzie z Györgym Martinuzzim, doradcą królowej-matki Izabeli (córki króla polskiego Zygmunta Starego), odstąpili od oblężenia i wycofali się do Kalocsy.
W Stambule przygotowywano następną wyprawę przeciw Austrii. Habsburgowie na tę wieść kazali przyspieszyć zdobycie Budy. Wyekspediowali wojsko pod dowództwem gen. Wilhelma von Roggendorfa oraz 50 statków. Austriacy rozbili obóz w Óbudzie na początku maja. Do oblężenia przyłączyły się też pozostające wciąż w Peszcie austriackie wojska okupacyjne. W kwietniu Austriacy zaplanowali atak od północy (na Bramę Wiedeńską – Bécsi kapu), od południa – z Góry Gellerta, zaś od wschodu – ze statków na Dunaju. Dodatkowo od zachodu ustawili oddział na Ptasiej Górze (Madárhegy, obecnie w XI dzielnicy, koło Budaörs), który miał wypatrywać nadchodzących Turków. Żaden z ataków nie odniósł skutku – nawet nie pomogło podkopywanie murów. Obrońców jednak powoli pokonywał głód, pragnienie i zaraza.
Jednak w czerwcu nadeszli z Kalocsy Turcy, którzy oblegali w marcu Peszt – doszli do Kelenföld, na południe od Góry Gellerta, a obóz rozbili na wyspie Czepel. Von Roggendorf zebrał wojska między Górą Gellerta a Zamkiem, zbudowali też most, aby umożliwić dotarcie oddziałom okupującym Peszt – jednak most zniszczyła wichura. Obecność Turków dodawała otuchy obrońcom Budy. Austriacy zaczęli się obawiać, że wkrótce zostaną wzięci w dwa ognie. Dodatkowo ze Stambułu wyruszył sułtan na czele armii, na początku lipca udało się obrońcom zrobić wypad poza mury i zdobyć żywność, a w pobliżu murów budańskich coraz śmielej poczynały sobie tureckie oddziały, których wspomagali obrońcy. Wszystko to wzmagało w Austriakach strach, że decydujący atak jest już blisko.
20 sierpnia rozpoczęła się ostatnia bitwa o Budę. Walki nie przynosiły rozstrzygnięcia. Gdy jednak następnego dnia von Roggendorf próbował przetransportować wojska przez Dunaj do Pesztu, zaatakowali go Turcy z wyspy Csepel, a wspomogli obrońcy Zamku. Wojska zostały rozbite, a dowódca, ciężko ranny, nakazał zakończenie oblężenia. Wycofywanie się wojsk austriackich nie było jednak dostatecznie osłonięte ogniem, na co zareagowali obrońcy Budy i Turcy, przeprowadzając zmasowany atak na Austriaków, który przerodził się w rzeź. Statki austriackie uciekły, a służących w armii von Roggendorfa Węgrów uratowali ich współziomkowie z Budy, ale Niemcy i Czesi zostali wycięci w pień. Ranny von Roggendorf umarł kilka dni później w Komárom.
22 sierpnia Turcy pod wodzą sułtana dotarli do Pesztu. Sulejman od pewnego czasu przestał już ufać węgierskim sojusznikom. Gdy dowiedział się, że węgierski król to jeszcze niemowlę, podjął ostateczną decyzję. Zaprosił do swojego namiotu na rozmowy królową-matkę wraz z królem-niemowlęciem i kilkoma panami węgierskimi, m.in. Györgym Martinuzzim. Towarzyszyła im większość straży zamkowej. Sulejman oświadczył zgromadzonym, że przejmuje Budę pod swój „patronat”, Węgrom zaś może zostawić Siedmiogród w zamian za roczną opłatę 10 tys. sztuk złota. Tymczasem silny oddział janczarów poprosił o możliwość obejrzenia miasta. Resztki straży nic nie mogłyby zdziałać, zresztą i tak nic nie podejrzewały, bo uważały Turków za sojuszników, tak więc wpuściły ich na zamek. Janczarzy natomiast zajęli go, część straży zabili, część obezwładnili. Tym razem Turcy pozostali na 150 lat. Symboliczny jest fakt, że stało się to 29 sierpnia – dokładnie w 15. rocznicę klęski pod Mohaczem.

## Panowanie tureckie (1541-1686)

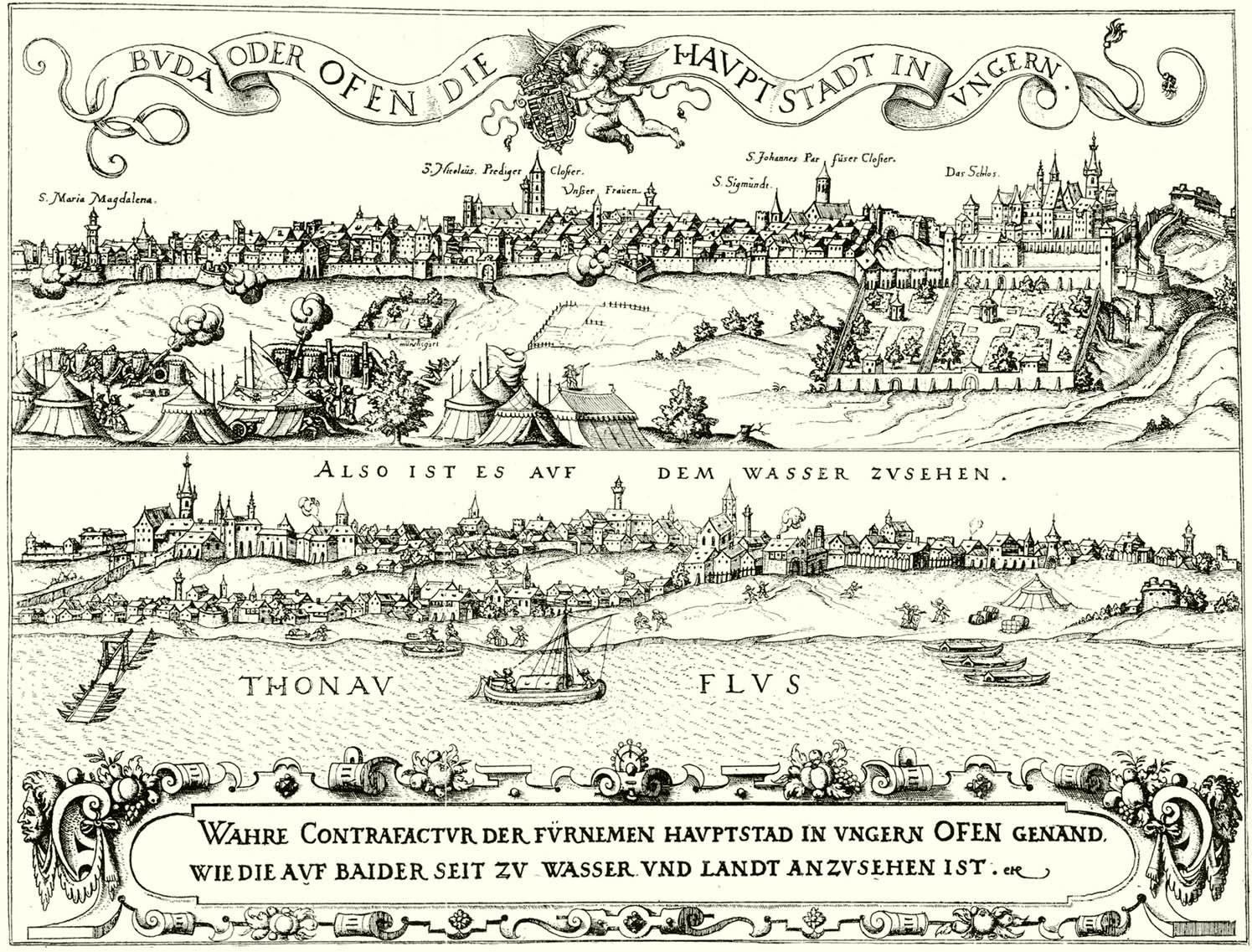
Oblężenie Budy w 1541 r: u góry – widok od zachodu, u dołu – od strony Dunaju

Zajęcie Budy stało się szokiem dla Europy. Wkrótce dwory podjęły działania, mające na celu pokojowe odzyskanie miasta, ponieważ siły austriackie praktycznie nie istniały, na zwerbowanie nowej armii trzeba było czekać, a armia cesarska była zajęta na innych frontach. Ferdynand oferował rekompensatę pieniężną, ale sułtana to nie przekonało. Królowa-matka Izabela zawarła nawet pokój z Ferdynandem.

### Oblężenie Budy w 1542 r.

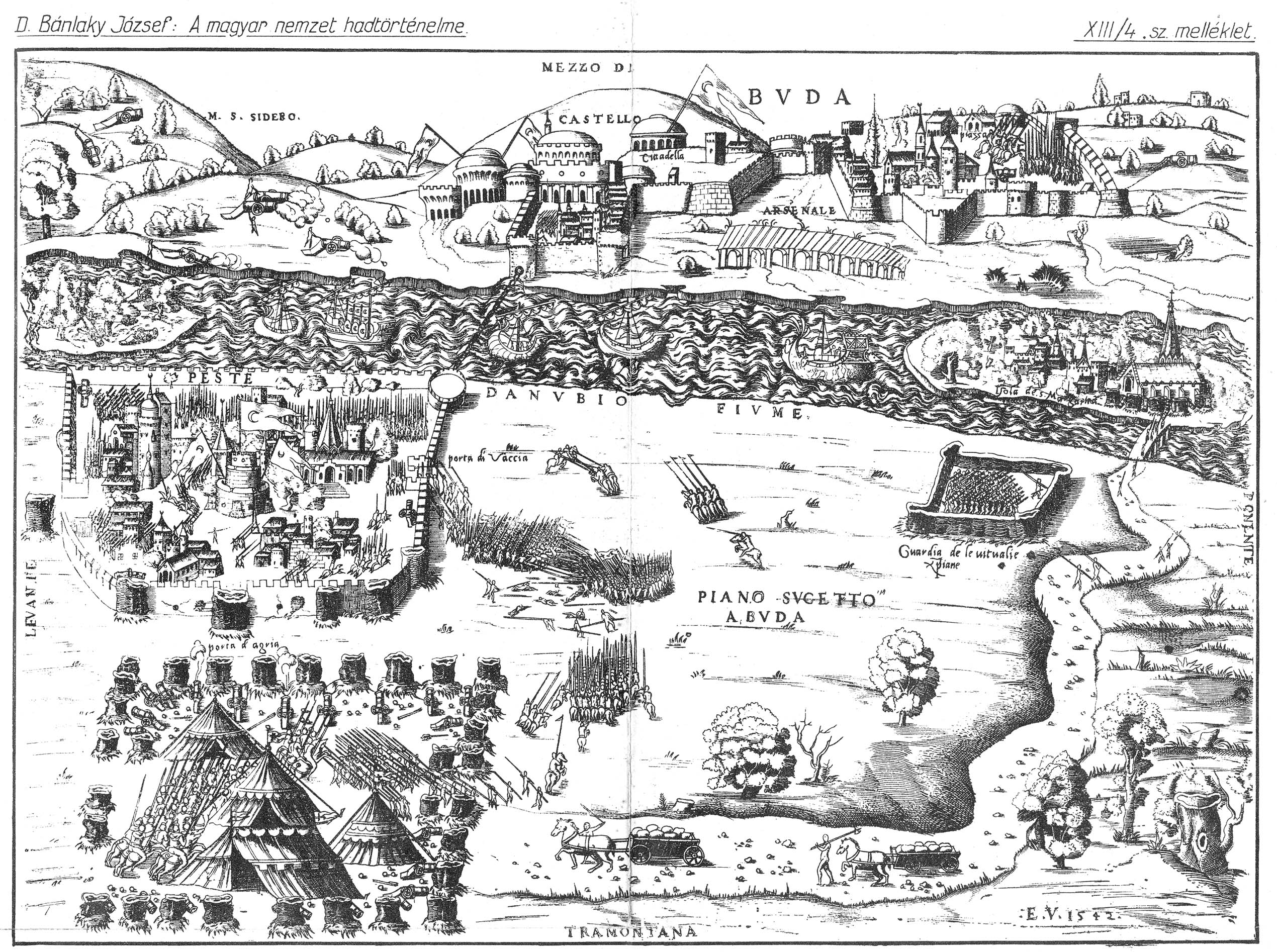
Oblężenie Budy i Pesztu w 1542 r.

Turcy natomiast podejmowali dalsze ataki. Ferdynand miał do wyboru: albo umocnić Ostrzyhom, albo odzyskać Budę. Zdecydował się na obie możliwości naraz – ale tymczasem przyszła zima, co było na korzyść Turkom. Zima, a także przedłużająca się organizacja wyprawy spowodowała, że ruszyła ona dopiero na wiosnę 1542 r. Sprzyjającą okolicznością była epidemia dżumy w Budzie, podczas której umarł bejlerbej miasta. Na czele wyprawy stanął niedoświadczony elektor brandenburski Joachim Hohenzollern. Od początku napotykał on trudności organizacyjne (braki w obiecanych armiach i w aprowizacji). Dopiero pod koniec sierpnia w Ostrzyhomiu zebrało się ok. 65 tys. wojska. Turcy dysponowali 2000 janczarów i ok. 10 000 żołnierzy nieregularnych.
Wojska wyruszyły 5 września. Zdecydowano się zająć najpierw słabiej broniony Peszt, bo Joachim obawiał się oblegać Budę: oblężenie dwa lata wcześniej nie przyniosło skutku, a rok wcześniej właśnie tam unicestwiono austriacką armię. Pod Szentendre przeprawiono się na lewy brzeg, a stamtąd część wojsk podążyła do Pesztu. 26 września zaatakowano miasto. Dowódca obrony, Bali Pasza, nie mógł długo bronić Pesztu z powodu braków w zaopatrzeniu. Jednak Turcy rozpowszechniali wśród oblegających plotki, że sułtan już jest w Belgradzie, co wzbudzało wśród niemieckiego dowództwa lęk przed „powtórką z przeszłości”.
Do oblegających dołączył ban Chorwacji, Miklós Zrínyi i rozbił obóz na północ i północny wschód od Budy. Statki szykowały się do ataku na Wyspę Małgorzaty, której bronili janczarzy: wyspa była strategicznym miejscem zarówno ze względu na możliwości ataku Budy, jak też osłony wojsk koalicji przed atakami Turków z Budy. Po krótkiej bitwie janczarzy zostali wyparci do Óbudy. Peszt wciąż był w rękach tureckich, jego obrońcy ostrzeliwali wojska koalicji z armat, wspomagani przez działa na Wzgórzu Zamkowym i na Górze Gellerta. Ponieważ mury Pesztu były słabe, Turcy kopali w ich obrębie fosy.
1 października włoska piechota podeszła pod północne mury Pesztu, ostrzeliwana przez działa tureckie. Gdy coraz więcej Turków włączało się do bitwy, dowódca włoski zatrąbił odwrót, a gdy ścigający Włochów Turcy byli dostatecznie daleko od bram, do ataku ruszyli huzarzy węgierscy i konnica cesarska. Przewaga turecka była na tyle duża, że podstęp prawie się nie udał, ale w samą porę pojawili się Chorwaci Zrínyiego. Żołnierze koalicji zepchnęli Turków do Dunaju i większość zabili. Pesztu jednak nie zdobyli.
Ale akcja ta była praktycznie jedyną znaczącą podczas oblężenia Budy. Nie przyniosła jednak trwałych efektów. Zaskakujące było to, że nie uczestniczyło w niej więcej wojsk niemieckich oprócz Sasów i wojsk cesarskich, co można tłumaczyć waśniami etnicznymi (w wojnie brały udział wojska Austrii, Bawarii, Saksonii, Brandenburgii i Hesji).
3 października rozpoczął się ostrzał murów Pesztu. W dwóch miejscach udało się zrobić wyłom w murach, ale atak piechoty nie powiódł się, bo Turcy byli na niego przygotowani, poza tym wspomagali ich obrońcy Budy. Dwa dni później koalicja podjęła atak. Wyróżniali się zwłaszcza Włosi. Walczyli, mimo że Niemcy zatrzymali się pod murami, a Węgrzy wycofali się. Włosi przełamali obronę, ale sami nie mogli zdobyć miasta, więc też się wycofali. Niezdecydowanie atakujących kosztowało ich duże straty.
Wojska koalicji opuszczała już wola walki. Tylko Włosi i Węgrzy byli za kontynuowaniem oblężenia, zaś wszystkie wojska niemieckie – za wycofaniem się. 8 października rozpoczął się odwrót – wojska ostrzeliwane przez Turków, osłaniane przez Węgrów, uciekały, a ich dowódca, elektor brandenburski, był pierwszy. Wszyscy oskarżali się nawzajem o błędy.

### Wilajet budański

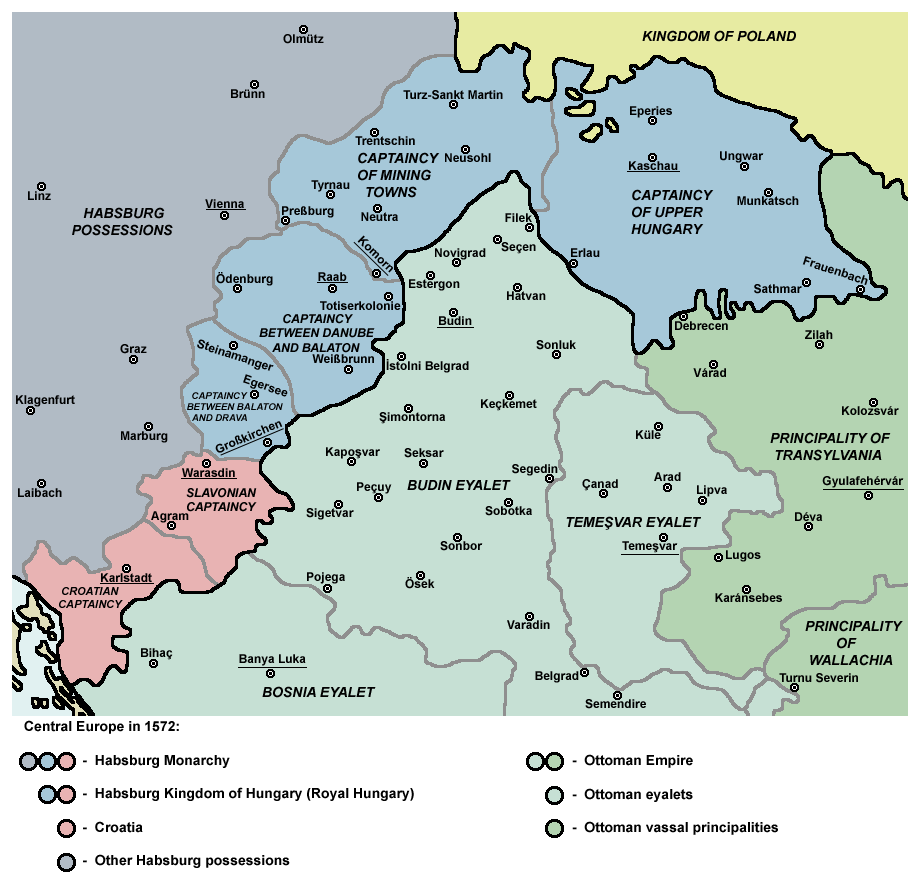
Podział Węgier między Habsburgów a Sułtanat Turecki. Tereny na południe od czarnej linii należą do Turcji (widać wilajet budański, temeszwarski i Księstwo Siedmiogrodu), na północ i zachód – do Habsburgów

Wojna zakończyła się pokojem w Adrianopolu w 1547 r. Węgry zostały podzielone na trzy części. Słowacja i wąski pas wzdłuż granicy z posiadłościami Habsburgów zostały pod nazwą Królewskie Węgry pod władzą Ferdynanda Habsburga. Siedmiogród pozostał pod nazwą Wschodnie Królestwo Węgier, a potem Księstwo Siedmiogrodzkie jako lenno tureckie pod władzą węgierską (Jan Zygmunt Zápolya, a potem ród Batorych). Reszta kraju została anektowana do Sułtanatu Osmańskiego – Turcy utworzyli z niej wilajet budański. Z biegiem czasu sułtanat powiększał swoje terytorium o kolejne ziemie węgierskie, tworzono następne wilajety.
Podczas okupacji tureckiej Buda i Peszt nie zostały znacząco przebudowane, chociaż w 1578 r. wybuch prochu w arsenale zamkowym zniszczył cały zamek. Na Górze Gellerta Turcy wznieśli niewielką fortecę. Do zamku dobudowano kilka wież i baszt. Ważniejsze odcinki murów zostały podwojone, wzmocnione wałami. Obszar między Zamkiem a Dunajem został podzielony małymi murami, podobnie cytadela – co miało wzmocnić zdolności obronne. Garnizon zamkowy liczył ok. 2000 osób. Z kolei Peszt nie miał takiego znaczenia, jak Buda – był otoczony pojedynczym murem, który biegł mniej więcej wzdłuż dzisiejszych alej Károly körút, Muzeum körút i Vámház körút (tzw. Kiskörút). Miał gęsto rozmieszczone wieże, garnizon liczył ok. 1 500 osób.
Buda stała się jednym z bardziej znaczących miast europejskiej części Imperium Osmańskiego. Kwitło rzemiosło i handel. Peszt – wręcz przeciwnie, bardzo stracił na znaczeniu: dawny ośrodek handlowy był teraz tylko wspomnieniem. W obu miastach Turcy osiedlali Żydów i muzułmanów. Za panowania tureckiego powstało wiele meczetów i łaźni – niektóre z tych łaźni istnieją do dziś, np. łaźnia Rudas. Ogólnie Turcy byli tolerancyjni wobec ludów zamieszkujących ich państwo i wyznawanych przez nie religii, choć władze wymagały bezwzględnego posłuszeństwa, a innowiercy płacili specjalny, dość dotkliwy podatek.
Istotnym wydarzeniem z tamtych czasów był wybuch prochu strzelniczego w Zamku w 1578 r., w Zielone Świątki. Po długim okresie suszy przyszła silna burza, podczas której piorun uderzył w jedną z wież, w której przechowywano proch. Siła wybuchu była tak silna, że zniszczona została nie tylko znaczna część Zamku, ale także most pontonowy na Dunaju. Za karę sułtan skazał paszę budańskiego, Mustafę Sokollu, na śmierć.

### Walki w latach 1598-1604

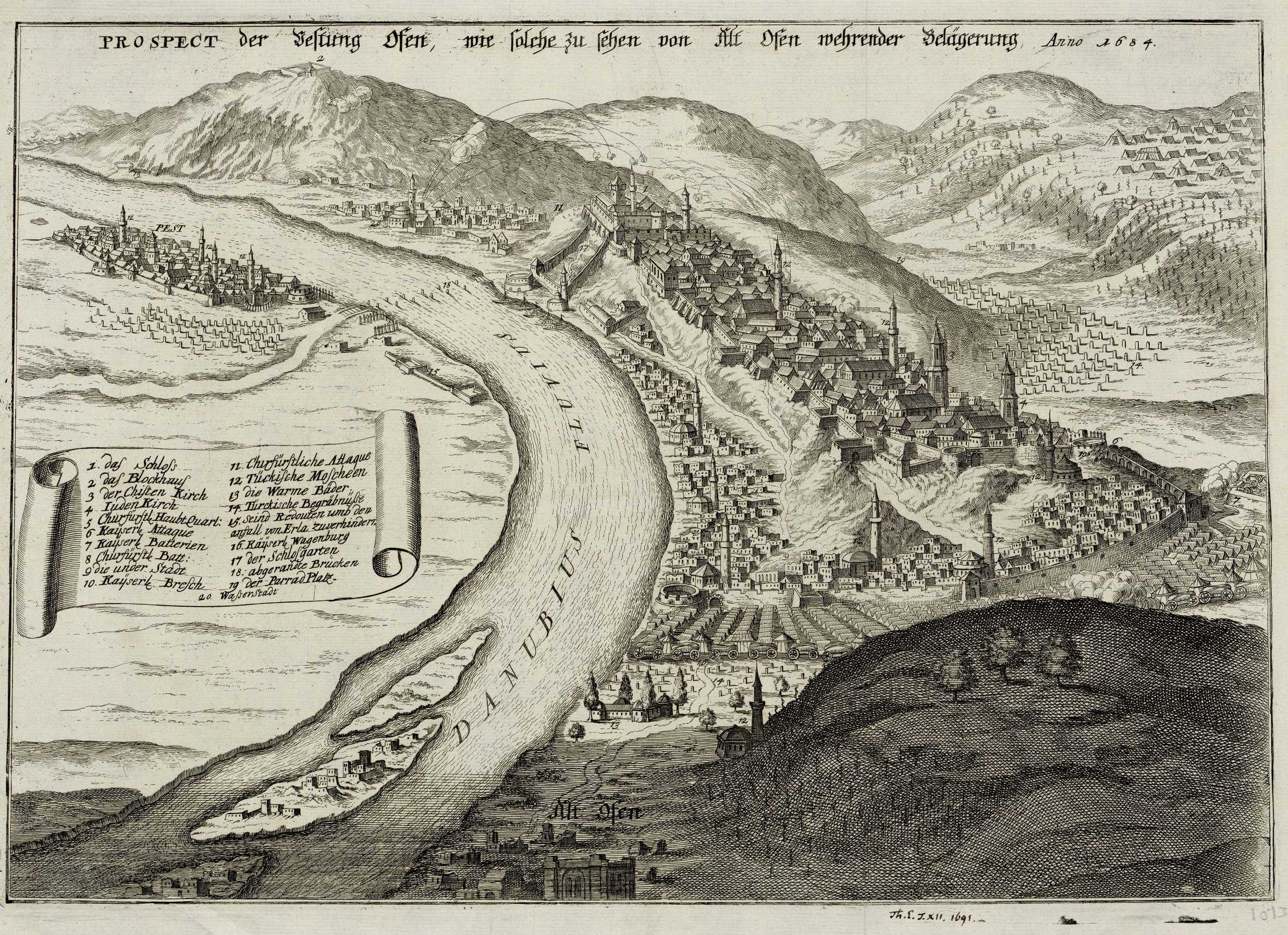
Peszt (po lewej) i Buda w 1684 r. Peszt znajdował się w okolicach wschodniego przyczółka dzisiejszego Mostu Elżbiety

Turcy i Austriacy walczyli ze sobą aż do końca XVIII w., przy czym Węgier dotyczyły wojny toczone do 1699 r., a bezpośrednio Budy i Pesztu – dwie: 1591-1606 (tzw. piętnastoletnia lub „długa”) i 1683-99. Pierwsza rozpoczęła się atakiem bejlerbeja Serbii na Chorwację, będącą pod władaniem Habsburgów (tzw. Królewskie Węgry). Walki toczyły się ze zmiennym szczęściem. Austriacy podejmowali w ich trakcie trzy wyprawy na Budę. Po raz pierwszy oblegali ją przez miesiąc jesienią 1598 r. Po raz drugi przyszli w październiku 1602 r. – oblegli Budę i zajęli Peszt. Turcy nie byli w stanie odzyskać Pesztu ani uratować Budy, tak więc wycofali się do obozów na zimę. Austriakom z kolei nie udało się zdobyć Budy, więc też się wycofali. Trzecią wyprawę podjęli w 1603 r. We wrześniu dotarli pod Peszt. Wtedy też do Budy przybyli Turcy z żywnością i uzbrojeniem. W tej sytuacji Austriacy uznali oblężenie za bezcelowe. 28 września doszło do bitwy na wyspie Csepel, którą wygrali Austriacy, w wyniku czego usadowili się tu na dłużej. We wrześniu 1604 r. pod Budę podeszły główne siły tureckie. Wyczerpani Austriacy nie byli w stanie stawić znaczniejszego oporu, tym bardziej, że w Siedmiogrodzie wybuchło powstanie antyhabsburskie pod wodzą Istvána Bocskaya – oddali więc Peszt i kilka innych miast (Vác, Ostrzyhom, Hatvan). Jednak siły tureckie też się już wyczerpywały, sułtanatowi zagrażała od wschodu Persja, umarł energiczny sułtan Mehmed III, a jego syn i następca, Ahmed I miał dopiero 13 lat. Dlatego rozpoczęto negocjacje pokojowe, zakończone pokojem w Zsitvatorok (1606). Pokój ten stabilizował granicę austriacko-turecką na 50 lat.

### Zajęcie Węgier przez Austrię

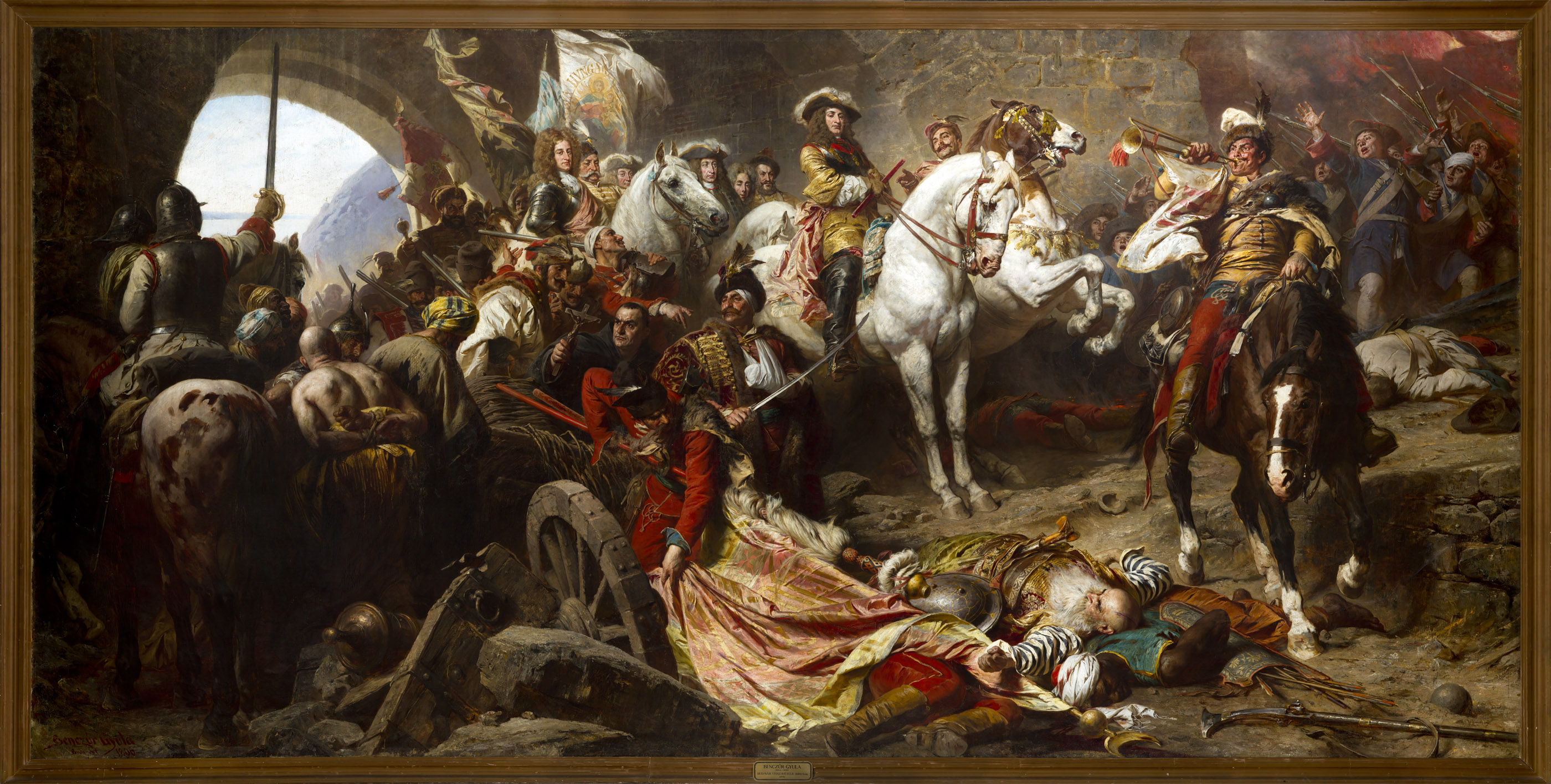
Zdobycie Budy w 1686 r. Na koniu – ks. Karol Lotaryński

Najdotkliwsza jednak dla węgierskiej stolicy była wojna, która wybuchła w 1683 r. W wyniku wojny z lat 1663-1664 Imperium Osmańskie nieco powiększyło swoje włości kosztem Habsburgów. W 1683 r. sułtan Mehmed IV, m.in. korzystając z niezadowolenia szlachty węgierskiej wobec absolutystycznych rządów cesarza Leopolda I, podjął wyprawę na Wiedeń. Wojska tureckie poniosły 12 września klęskę pod Wiedniem i wycofały się do Budy, a za nimi podążały wojska polsko-austriackie, które ponownie pokonały Turków pod Parkanami 9 października. Oddziały Karola Lotaryńskiego zajęły na krótko Peszt, ale wycofały się z powodu złej pogody. Podobnie było w następnym roku, gdy próbowano oblegać Budę. Ale po Europie rozeszła się plotka, że Turkom w obronie Budy pomagali Żydzi, co wywołało pogromy w wielu miastach Europy (np. w Padwie). Podejrzenia o współpracę nie musiały być zresztą bezpodstawne – Imperium Osmańskie było znane ze swojej tolerancji dla Żydów, zaś Habsburgowie byli postrzegani przez Żydów jako antysemici (do czego zresztą sami się przyczynili – np. Ferdynand I wydał w 1559 r. edykt o wygnaniu Żydów z ziem dziedzicznych Habsburgów, potwierdzony przez Rudolfa II 25 lat później). Zresztą sam Evliya Çelebi, kronikarz turecki z tamtych czasów, pisze, że atakujących ostrzeliwała z armaty m.in. pewna Żydówka, na pamiątkę czego postawiono przy Bramie Wiedeńskiej armatę udekorowaną kwiatami.
18 czerwca 1686 r. 80-tys. armia dowodzona przez Karola Lotaryńskiego i elektora bawarskiego Maksymiliana Wittelsbacha, złożona z żołnierzy prawie z każdego kraju Europy, rozpoczęła oblężenie Budy, bronionej przez 12000 Turków. Miesiąc później pokonali idące z odsieczą wojska wielkiego wezyra, zaś 2 września podjęli ostateczny atak, który złamał turecką obronę. Jednak Zamek, Buda i Peszt zostały kompletnie zniszczone, zaś cała ludność – nie tylko muzułmanie i Żydzi, ale także chrześcijanie – zabita lub wypędzona. István János Werlein pisał do kancelarii dworu w Wiedniu w raporcie z inspekcji, że nie pozostał ani jeden dach, pokój, ani nawet pojedyncza belka; wszystko wypalone do fundamentów, do piwnic[niewiarygodne źródło?].
Mimo że Turcy zostali wypędzeni z Budy i Pesztu w 1686 r., wojna zakończyła się dopiero faktycznie w 1697 r. (bitwa pod Zentą), a formalnie – w 1699 r., pokojem karłowickim. W jego wyniku prawie całe Węgry z Siedmiogrodem (ale bez Banatu) znalazły się pod panowaniem austriackim.

## Panowanie austriackie

### Wiek XVIII

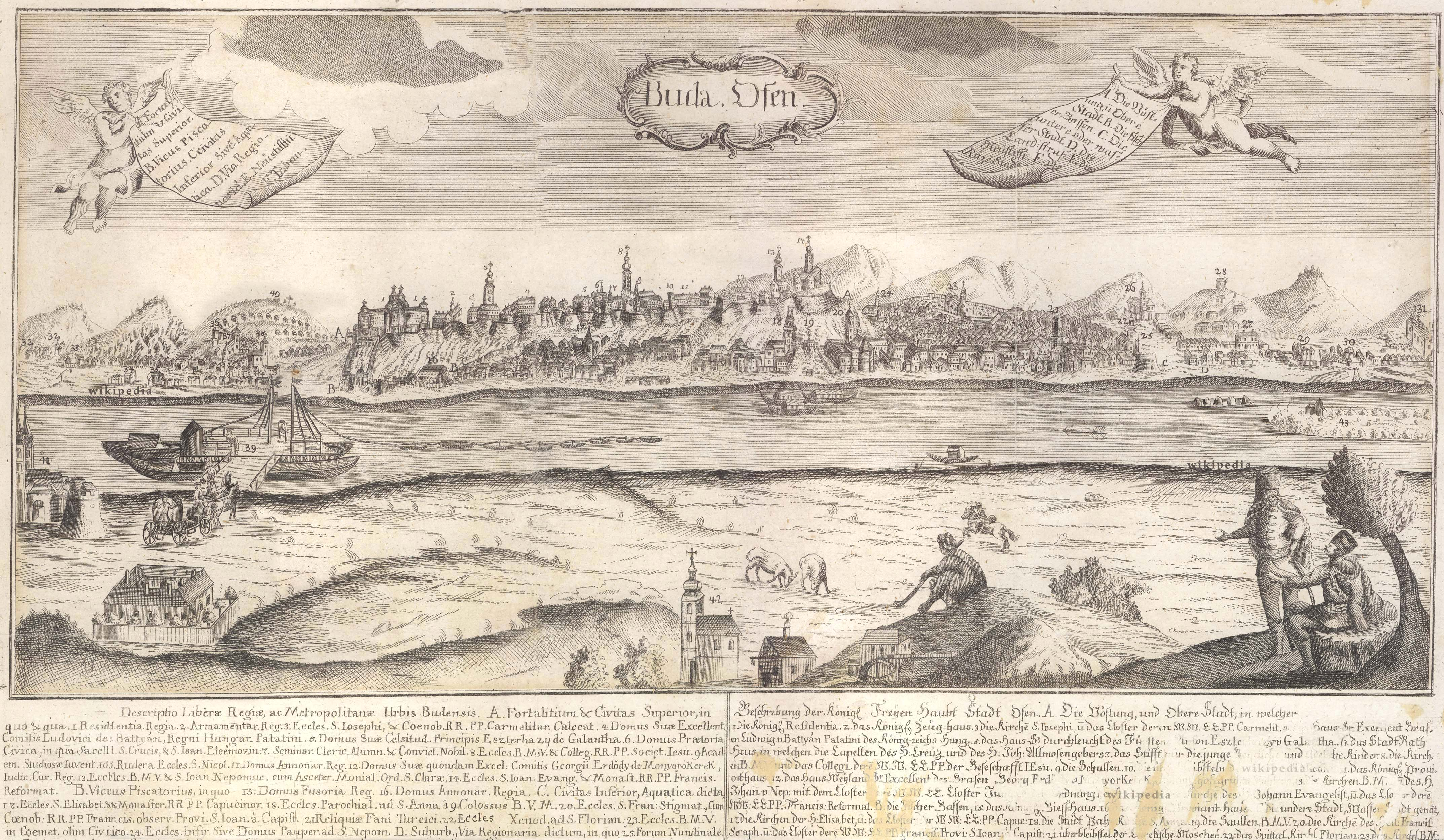
Buda w połowie XVIII w.

Oba miasta z trudem stawały na nogi. Potrzebne do rozwoju przywileje otrzymały dopiero po 20 latach – w 1703 r. Peszt stał się wolnym miastem królewskim (po raz trzeci w historii). Na początku lat 90. XVII w. w ruinach mieszkało tylko kilkuset Niemców, podczas gdy pod koniec panowania tureckiego mieszkało w samej Budzie 56 tys. ludzi. Władze austriackie osiedlały głównie Niemców, ale też i Serbów – w Budzie zamieszkali w podgrodziu Tabán, w Peszcie zaś w okolicach dzisiejszej cerkwi na ul. Serbskiej (przy południowym końcu Váci utca). Epidemia dżumy w 1710 r. sprawiła jednak, że w Peszcie zostało tylko 300 osób. Oba miasta, a także Óbudę, odbudowywano w stylu barokowym, parterowymi lub jednopiętrowymi domami z małymi placykami i zaułkami. Podstawowe dochody zapewniała obsługa podróżnych, kupców i handlarzy bydłem; przeprawa promowa między dwoma miastami była jedną z najruchliwszych na Dunaju.
W celu poprawienia warunków bytowania, w 1692 r. władze zabroniły składowania śmieci na ulicach. W 1697 r. zabroniono budowania dachów ze słomy i trzciny, a istniejące rozbierano. W 1700 r. rozpoczęto brukowanie ulic – każdy właściciel domu odpowiedzialny był za wybrukowanie odcinka przed domem na szerokości sążnia. W tym samym roku nakazano budowanie ceglanych kominów, a niezastosowanie się groziło konfiskatą domu.
W 1720 r. w Budzie i Óbudzie mieszka niecałe 10 tys. ludzi, w Peszcie ok. 2500. Liczba ludności wyrównuje się w 1790 r. (po ok. 25 tys.). Ale już w 1840 r. w Budzie i Óbudzie mieszka 38 tys. osób, a w Peszcie już 68 tys. Początkowo przeważała ludność niemieckojęzyczna, zwłaszcza w Budzie – a nawet w Peszcie aż do poł. XIX w. stanowiła ponad połowę mieszkańców. Węgrzy zaczęli masowo napływać dopiero w drugiej połowie XIX w., wskutek szybkiego uprzemysłowienia kraju. W Peszcie Węgrzy, Żydzi, Serbowie, Grecy stanowili bardziej znaczący procent. Dzięki żydowskim, greckim i serbskim kupcom to właśnie Peszt rozwijał się szybciej i stawał się centrum handlowym kraju. W odróżnieniu od Peszteńczyków, mieszkańcy Budy zajmowali się głównie uprawą winorośli i produkcją wina, zaś Óbudy – uprawą roli.
W 1773 r. odbyły się pierwsze wybory na burmistrza Pesztu (do tej pory miastem zarządzał wójt – bíró). Pierwszym burmistrzem został József Mosel. Burmistrz Budy był mianowany (zwykle był nim oficer).
W latach 1748–1777 Maria Teresa przebudowała (a właściwie odbudowała) zamek w Budzie w stylu barokowym, w obecnej postaci. Początkowo mieścił się tam uniwersytet, który przeniosła z Nagyszombat, jednak w 1784 r. jej syn i następca Józef II przeniósł go do Pesztu. Był to początek obecnego Uniwersytetu L. Eötvösa, wiodącej uczelni węgierskiej. Zamek natomiast stał się rezydencją rodziny panującej.
Z kolei w ramach wydziału humanistycznego uniwersytetu w Budzie powstał w 1782 r. instytut o nazwie Institutum Geometricum – poprzednik politechniki budapeszteńskiej (BME). Była to pierwsza instytucja cywilna w Europie kształcąca inżynierów – o 12 lat wcześniejsza niż paryska École polytechnique.
Oprócz tego Józef II przeniósł do Budy Radę Regencyjną (Helytartó tanács), pełniącą rolę rządu węgierskiego, oraz Kancelarię Węgierską – choć sejm obradował wciąż w Preszburgu.

### Przełom XVIII i XIX w. – okres reform

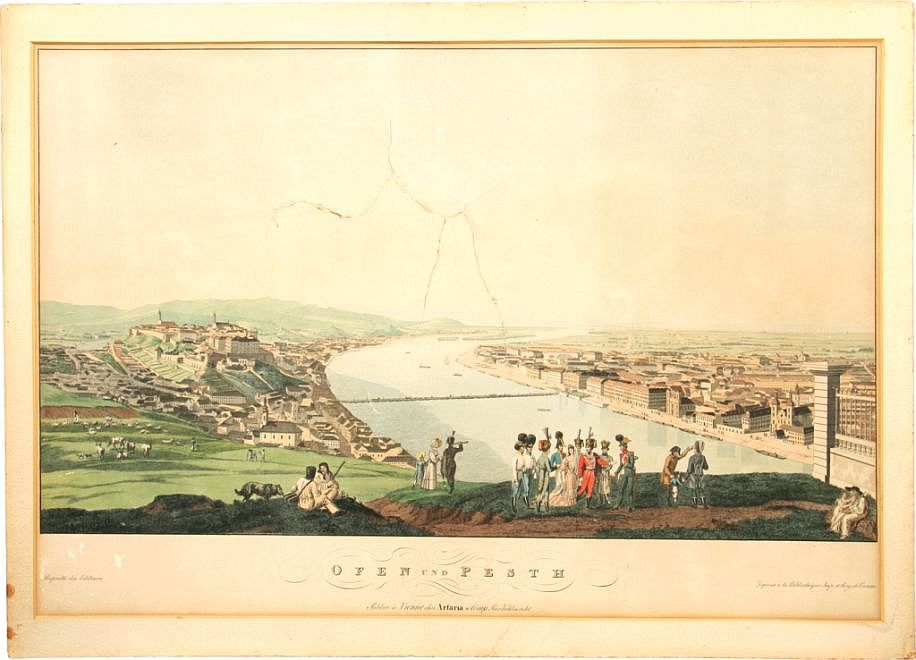
Widok Budy i Pesztu w latach 30. XIX w.

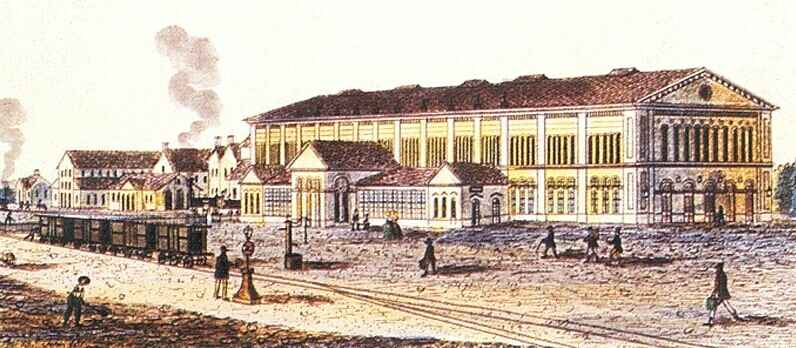
Pesti Indóház – poprzednik dzisiejszego Dworca Nyugati

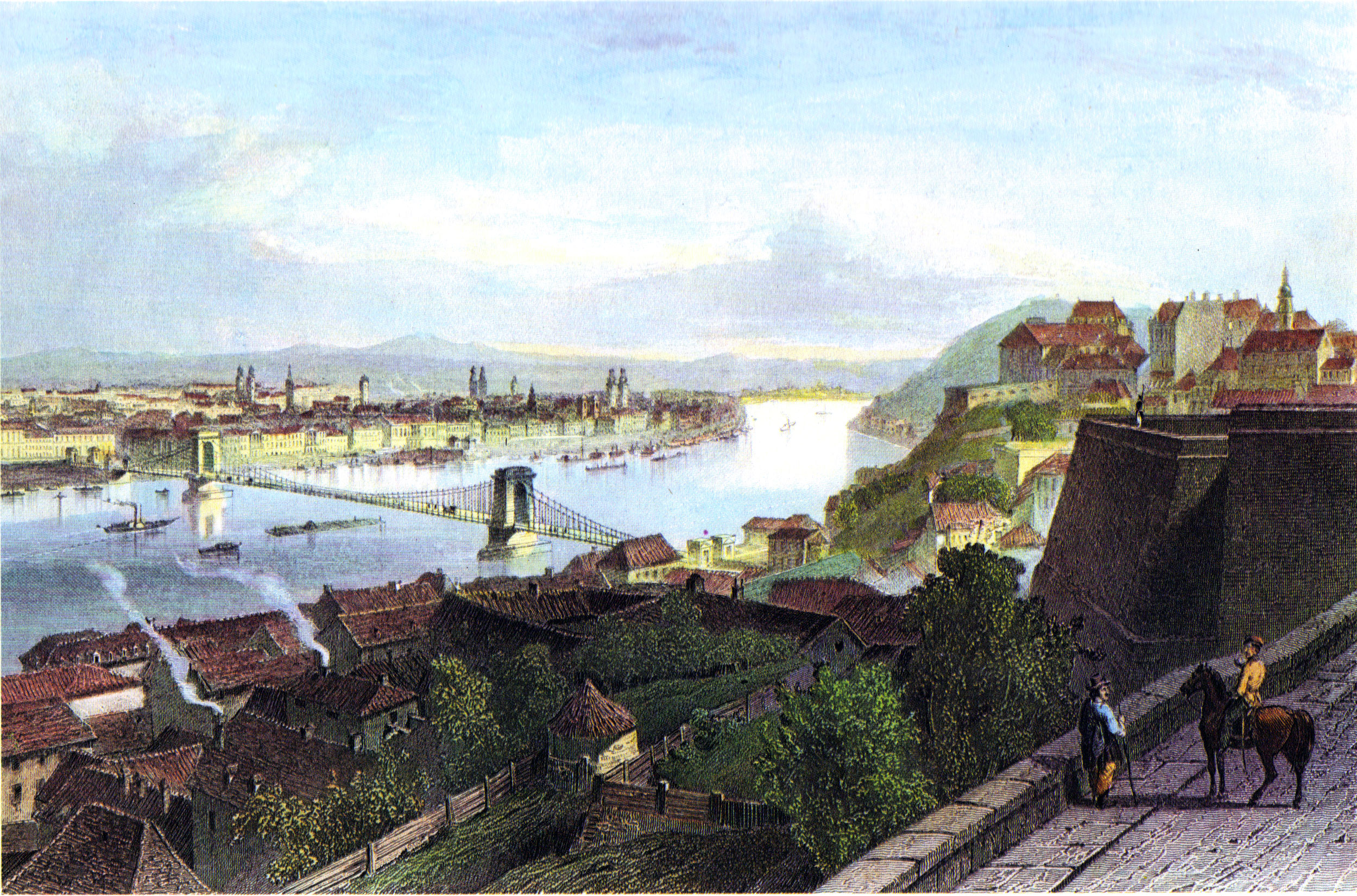
Buda i Peszt ok. 1850 r., widoczny Most Łańcuchowy

Podniesienie rangi administracyjnej Budy spowodowało przyspieszenie rozwoju obu miast, choć głównie skorzystał na tym Peszt, który miał lepsze warunki terenowe do rozbudowy i ugruntowaną pozycję centrum handlowego kraju oraz status wolnego miasta królewskiego. W 1767 r. powstał pierwszy most pontonowy na Dunaju, a na brzegu Dunaju – dzielnica Lipótváros (1790). W 1799 r. osuszono podmokłe tereny na północny wschód od miasta i utworzono park Városliget, a w 1808 r. wyburzono mury miejskie – na ich miejscu powstał tzw. Kiskörút (mała obwodnica – Károly krt., Muzeum krt. i Vámház krt.). Powstał teatr, tor wyścigów konnych, stocznia. Rozwoju miasta nie zatrzymała wielka powódź, która zalała Peszt w 1838 r. Nawet przeciwnie – na terenach zrujnowanych przez powódź, a więc „oczyszczonych” z niskich budynków w stylu barokowym, budowano teraz pałace w stylu klasycystycznym, dwu-, trzypiętrowe, bardziej pasujące do wielkomiejskiej metropolii. Rozwój obu miast był jednym z owoców tzw. okresu reform w historii Węgier (reformkor), w którym patriotycznie nastawieni przedstawiciele szlachty wspierali kulturę i naukę węgierską. Najjaskrawszym przykładem jest hr. István Széchenyi, który oddał cały roczny dochód ze swoich majątków ziemskich na utworzenie Węgierskiej Akademii Nauk (1825). Buda i Peszt stały się literackim i duchowym ośrodkiem narodu, którego rozwój szlachta postawiła sobie za jeden z celów.
W połowie lat 40. XIX w. dopiero zaczynano budować urządzenia komunalne. Do zaprojektowania sieci kanalizacyjnej wezwano specjalistów z Wiednia. Na większości ulic ścieki płynęły otwartymi rynsztokami. Ulice i chodniki były wybrukowane (kostką granitową) w większości tylko w Terézváros (przede wszystkim na Al. Królewskiej, równoległej do dzisiejszej al. Andrássyego), na pozostałych ulicach, zwłaszcza bocznych, królowały wyboje, nawierzchnia z piasku, błoto.
15 lipca 1846 r. otwarto pierwszą linię kolejową Pest-Vác – datę tę uważa się za historyczny początek kolei węgierskich. Początkowy dworzec nazwano Pesti indóház („dom odjazdów”). Stał on na miejscu dzisiejszego dworca Nyugati. Z dworca tego odjeżdżały też pociągi do Szolnok (przez Cegléd) – linię tę otwarto rok później.
W 1848 r. praktycznie zakończono budowę stałego mostu na Dunaju – Mostu Łańcuchowego: pierwszego nie tylko w dzisiejszym Budapeszcie, ale na całym węgierskim odcinku Dunaju (prace wykończeniowe przerwał wybuch rewolucji w marcu 1848 r.). Most przygotował grunt pod niedalekie połączenie Budy i Pesztu. Stał się symbolem tamtych czasów, a z biegiem lat – również rozpoznawalnym na całym świecie symbolem Budapesztu. Zwracał uwagę nie tylko swoją estetyką, ale koncepcją techniczną, która postawiła przed konstruktorami poważny problem do rozwiązania. Był to pierwszy na świecie metalowy most wiszący o takich rozmiarach.
I połowa XIX w. to także początki przemysłu węgierskiego. Jednym z pierwszych, powstałych wówczas ważniejszych przedsiębiorstw była stocznia na wyspie Óbuda, założona z inicjatywy hr. Széchenyiego w 1836 r. Działała aż do 1999 r. W 1845 r. zaś Abraham Ganz założył w II dzielnicy, k. obecnego Mostu Małgorzaty, fabrykę produkującą wagony kolejowe, maszyny, dźwigi, statki.

### Rewolucja 1848-49

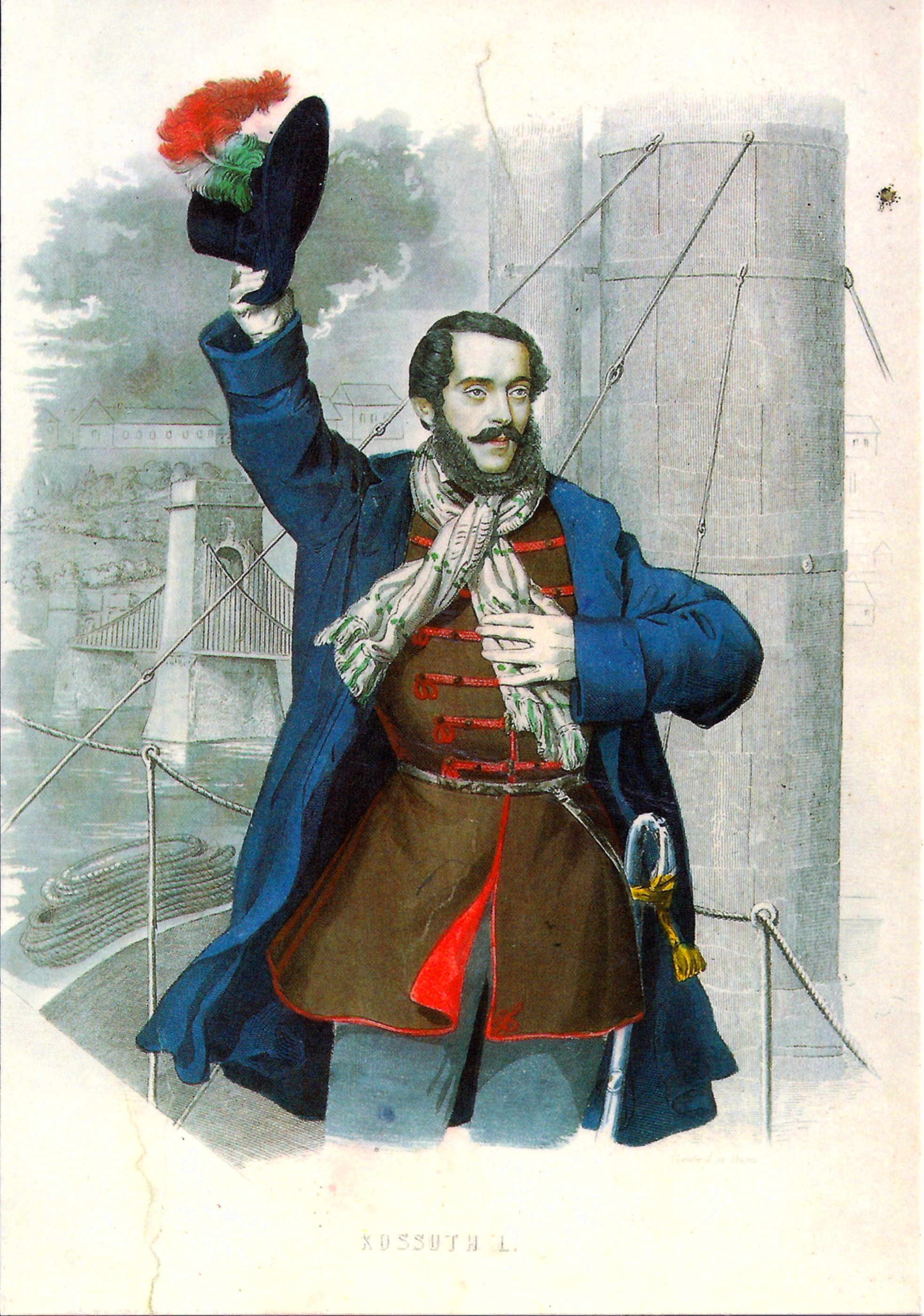
Lajos Kossuth

Okres reform był czasem, w którym dojrzewała świadomość narodowa szlachty i jej gotowość do walki o niepodległość. Węgry były tylko częścią imperium habsburskiego o dość ograniczonej autonomii. W ciągu dwudziestu lat przed Wiosną Ludów szlachta opracowała cele i program działania. Impuls do walki dała rewolucja lutowa 1848 w Paryżu. 3 marca Lajos Kossuth przedstawił żądania obozu reformatorskiego. 13 marca zaś wybuchła rewolucja w Wiedniu, która poskutkowała dymisją i ucieczką kanclerza Metternicha.
15 marca radykalna młodzież Pesztu, na wieść o rewolucji w Wiedniu, zdobyła bez rozlewu krwi drukarnię Landerer&Heckenast, gdzie wydrukowała 12 punktów – odezwę z żądaniami „narodu węgierskiego”, zredagowaną przez Sándora Petőfiego – a następnie rozkleiła plakaty z nią w mieście. W Peszcie również wybuchła rewolucja. 17 marca cesarz Ferdynand Habsburg, przestraszony sytuacją, mianował hr. Lajosa Batthyánya premierem rządu węgierskiego i obiecał, że poprze reformy. Rząd podlegał nie cesarzowi, ale sejmowi węgierskiemu w Preszburgu. 11 kwietnia natomiast cesarz zaaprobował tzw. ustawy kwietniowe, które wcielały w życie większość z 12 punktów i czyniły z Węgier praktycznie niepodległe państwo.
W czerwcu odbyły się wybory powszechne do sejmu węgierskiego, który 5 lipca zebrał się w Peszcie. Posiedzenia odbywały się w tym mieście do 31 grudnia – potem przeniosły się do Debreczyna wskutek wprowadzenia stanu wojennego.
W lecie jednak rząd austriacki doszedł do wniosku, że sytuacja na Węgrzech zaszła za daleko. Austriacy prowadzili wtedy także wojnę z Piemontem (jeden z owoców Wiosny Ludów) – po ich zwycięstwie pod Custozzą (25 lipca) sytuacja na froncie włoskim ustabilizowała się i mogli zająć się Węgrami. 31 sierpnia cesarz wydał ultimatum: albo sejm w Peszcie cofnie ustawy kwietniowe, albo kraj zostanie zajęty przez wojsko. Ultimatum zostało odrzucone, wobec czego od południowego zachodu wkroczyła armia pod dowództwem generała cesarskiego, bana Chorwacji Josipa Jelačicia, zaś Batthyány zarządził mobilizację wojska. Armie walczyły przez cały wrzesień na terenie Kraju Zadunajskiego – Austriacy zostali wypędzeni.
Ale we wrześniu dymisję złożył też rząd Batthyánya, atakowany przez parlament za nieskuteczne negocjacje. Na miejsce rządu powstał Komitet Obrony Narodowej (Országos Honvédelmi Bizottmány, OHB), na czele której stanął Lajos Kossuth. Gospodarka przeszła na produkcję wojenną.

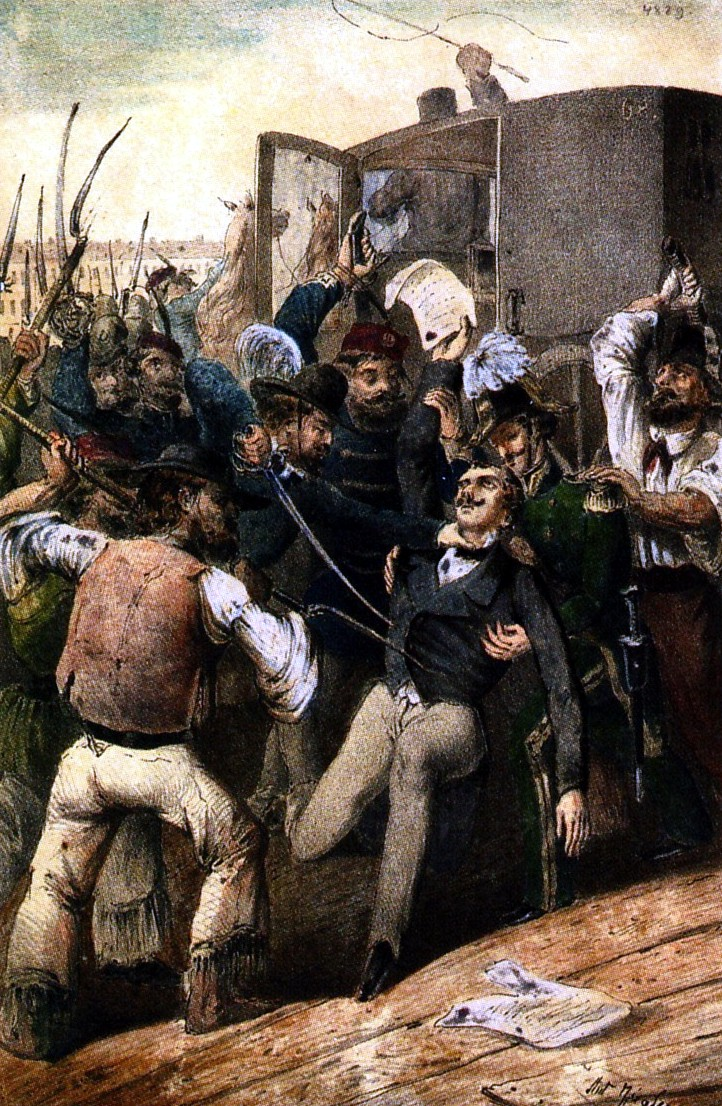
Zabójstwo F. F. Lamberga na moście pontonowym

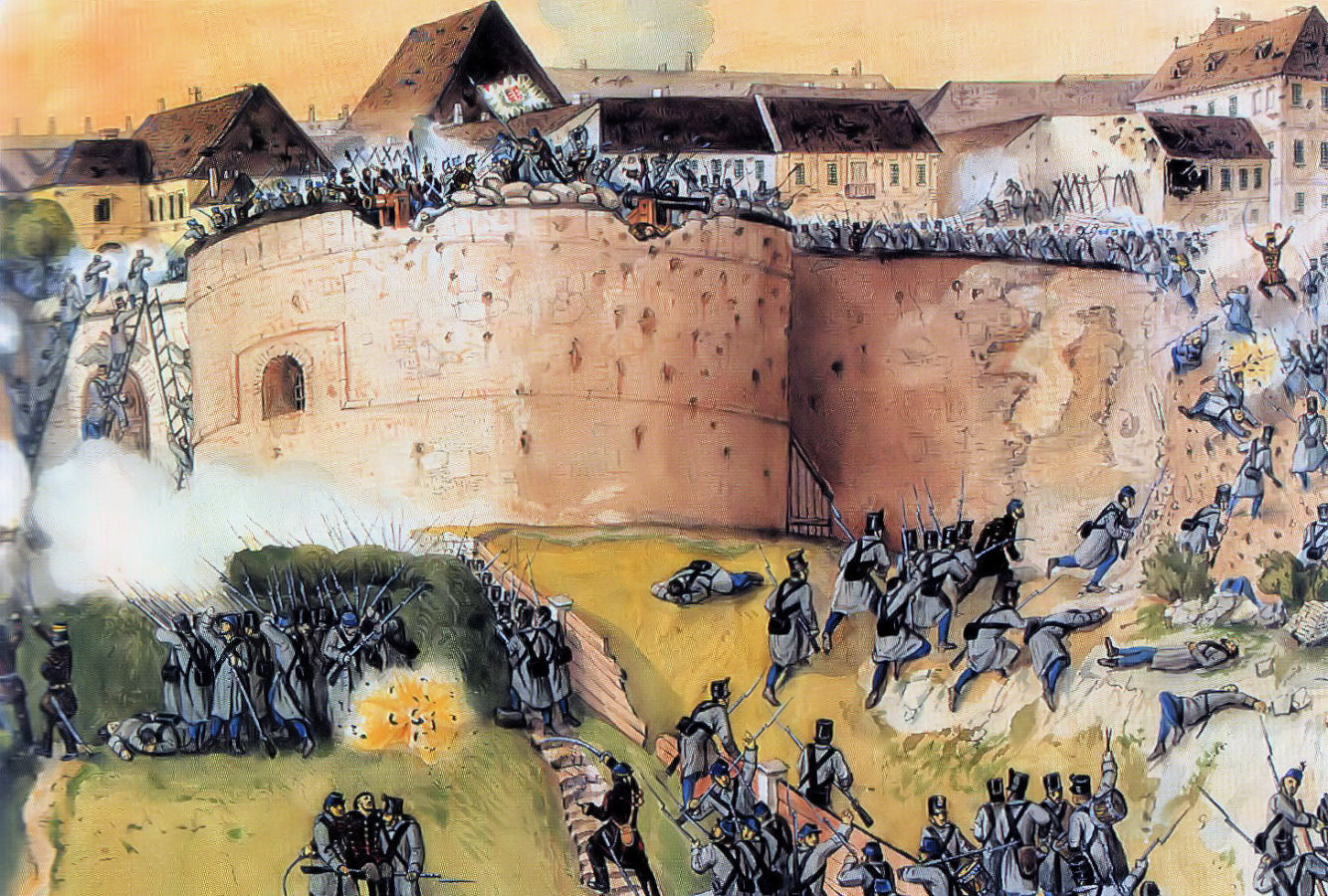
Oblężenie Zamku Budańskiego w maju 1849 r.

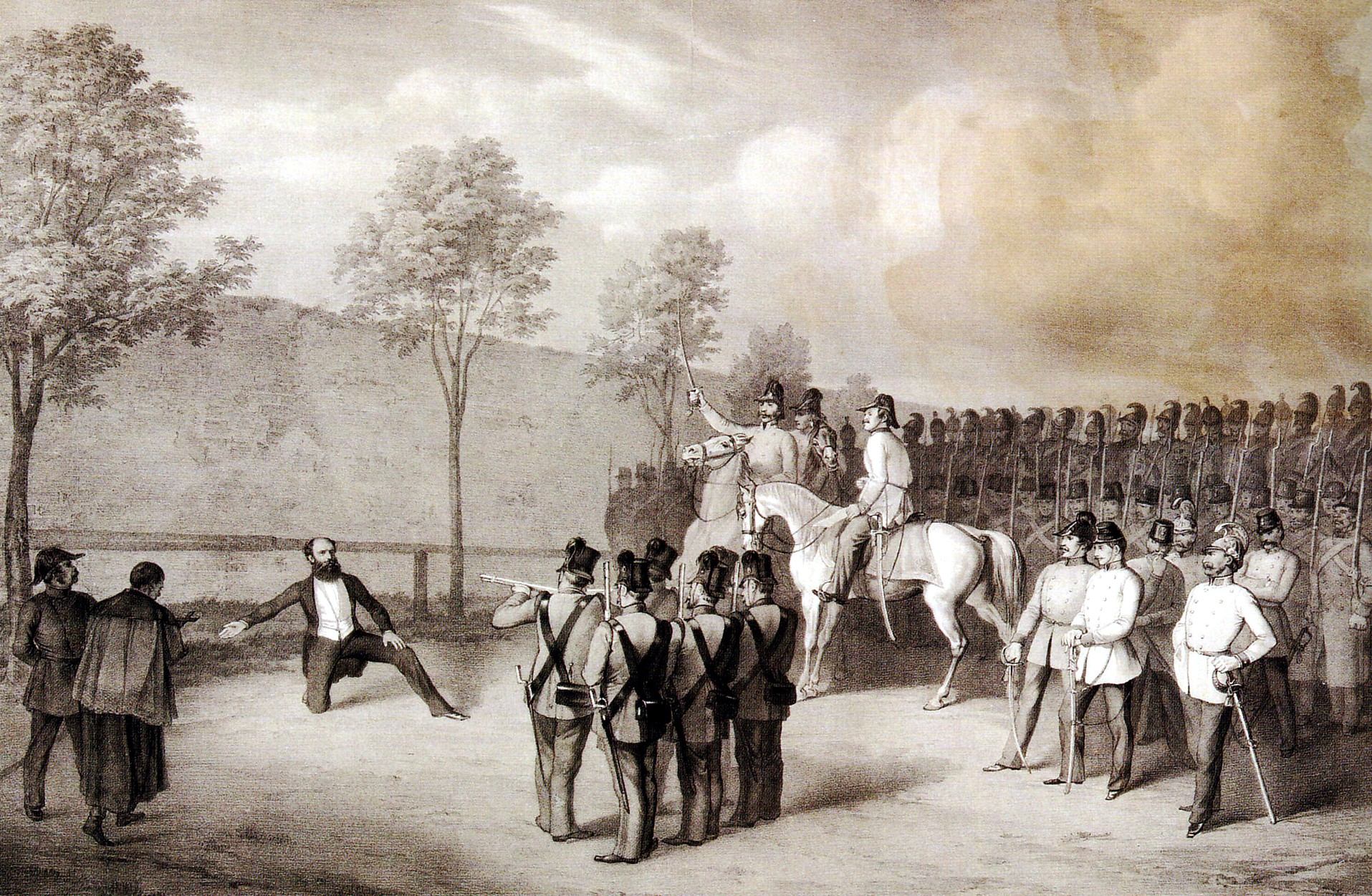
Egzekucja L. Batthyány’a w Újepület

25 września dwór wiedeński mianował palatynem Budy gen. Ferenca Lamberga. Nominacji tej nie potwierdziła OHB ani sejm węgierski – mimo to Lamberg postanowił objąć urząd. 3 października, jadącego mostem pontonowym, rozpoznała ludność i w złości zlinczowała. Śmierć Lamberga otworzyła nowy rozdział w rewolucji węgierskiej – zgasiła istniejące jeszcze chęci Wiednia do negocjacji. Cesarz formalnie rozwiązał parlament węgierski i mianował Jelačicia regentem na Węgrzech i głównodowodzącym wojsk węgierskich. Oczywiście, decyzje te miały wydźwięk tylko propagandowy, bo Węgrzy do żadnej z nich się nie zastosowali – teraz mogli zostać formalnie uznani za buntowników.
2 grudnia cesarz Ferdynand abdykował, a jego następcą został jego bratanek, Franciszek Józef I (Węgrzy uznawali Ferdynanda za króla Węgier do kwietnia 1849 r.). W innych krajach rewolucje już wygasły, w samych Węgrzech też przybywało przeciwników rewolucji. Od razu po objęciu tronu przez nowego cesarza na Budę i Peszt ruszyła armia pod dowództwem gen. ks. Alfreda Windischgrätza. Kossuth podjął decyzję o opuszczeniu Pesztu i Budy, bo uznał miasta za zbyt trudne do obrony, a sama obrona dodatkowo wiązałaby zbyt wielu żołnierzy. Rząd i sejm przeniósł się do Debreczyna. W ten sposób Windischgrätz przejął oba miasta bez walki. Wszystkie nazwy zostały zamienione na niemieckie, obywatelom zabroniono prawie wszystkiego. Austriacy ustanowili w Budzie swoją kwaterę główną.
Zamek budański już podczas walk w 1686 r. nie był nowoczesny, jednak w 1848 r. był po prostu przestarzały. Nie było urządzeń przeszkadzających w bezpośrednim ataku ani samodzielnego zaopatrzenia w wodę, a sam zamek mógł łatwo być ostrzeliwany z okolicznych wzgórz. Mimo to, przy odpowiednim zaangażowaniu obrońców mógł być zdobyty tylko w drodze regularnego oblężenia. Windischgrätz postanowił odnowić mury i baszty zamku, wybudował też system ochrony ujęcia wody.
Dalsze walki toczyły się na wschód od Dunaju. W zimie gen. Józef Bem pokonał Austriaków w Siedmiogrodzie, a na wiosnę 1849 r. gen. Artur von Görgey na nizinach węgierskich. Zwycięstwa skłoniły rząd węgierski do całkowitego zerwania z monarchią habsburską – 19 kwietnia w Debreczynie zdetronizowano Franciszka Józefa i powołano republikę z Lajosem Kossuthem jako prezydentem i Bertalanem Szemere jako premierem.
Na początku kwietnia Węgrzy zbliżyli się do Pesztu. 10 kwietnia Windischgrätz wysłał awangardę na przedmieścia Pesztu, aby oceniła liczebność atakujących. Akcja zakończyła się niepowodzeniem. Tego samego dnia Węgrzy zdobyli Vác. Windischgrätza zastępuje na stanowisku dowodzącego gen. Ludwig Welden von Hartmann, który uważa, że głównym celem Węgrów jest zdobycie Budy. Jednocześnie 22 kwietnia udało się Węgrom przerwać oblężenie Komárom. Tak więc następnego dnia Austriacy zdecydowali o opuszczeniu Pesztu, a miasto zajęli Węgrzy.
Rozpoczęło się oblężenie Budy. Wojska węgierskie otoczyły miasto pierścieniem od strony lądu. 4 maja Görgey wysłał oddział do spalenia systemu zaopatrywania Zamku w wodę, czego dokonać się nie udało, podobnie następnego dnia. 8 maja przybyło pięć ciężkich armat spod oswobodzonego Komárom. 16 maja rozpoczął się ostrzał. Udało się zrobić wyłom w murach, jednak był on za wąski na to, aby przedostała się przez niego szybko odpowiednio duża liczba żołnierzy, a dodatkowo ich drabiny były za krótkie.
Decydujący atak nastąpił 21 maja o świcie, z czterech stron: od północy, południa, w kierunku wyłomu i na system dostarczania wody. O siódmej Zamek był już w rękach węgierskich. Do Pesztu przeprowadził się rząd i parlament.
W roku 1992 węgierski rząd ustanowił 21 maja Dniem Wojska Węgierskiego.

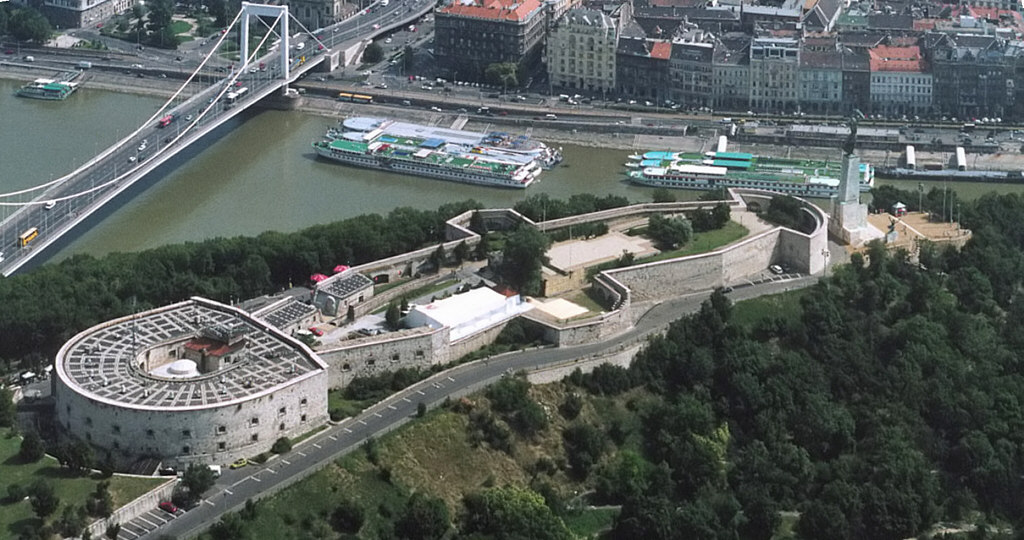
Cytadela na Górze Gellerta – stan obecny

Cesarz Franciszek Józef przestraszył się rozwoju sytuacji na tyle, że tego samego dnia wezwał na pomoc wojska rosyjskie. W połowie czerwca 200-tys. armia pod dowództwem gen. hr. Fiodora Rydygiera i ks. marsz. Iwana Paskiewicza wkroczyła na Węgry. Wojsko powstańcze nie było w stanie stawić dostatecznego oporu takim siłom. Walka toczyła się jeszcze 3 miesiące, ale jej los był przesądzony. 13 lipca Buda i Peszt znalazły się ponownie w rękach austriackich. 13 sierpnia wojska węgierskie poddały się Rosjanom pod Világos (ob. Șiria k. Aradu w zach. Rumunii).
Do Pesztu wkroczyły wojska włoskie. Stał się on siedzibą władz austriackich. Na Górze Gellerta Austriacy zbudowali cytadelę, która miała pilnować buntujące się miasta. Węgrów uczestniczących w powstaniu osadzano w tzw. Nowym Budynku (Újépület) – zbudowanym w Lipótváros za czasów Józefa II w kształcie ogromnego prostokąta, który do wybuchu powstania pełnił funkcję koszar (na mapie widoczny jest jako biały kwadrat w Lipótváros). 6 października rozstrzelano tam Lajosa Batthyánya. Budynek zburzono w 1897 r., obecnie znajduje się na jego miejscu pl. Wolności (Szabádság-tér).

### Rozwój w 2 poł. XIX w.

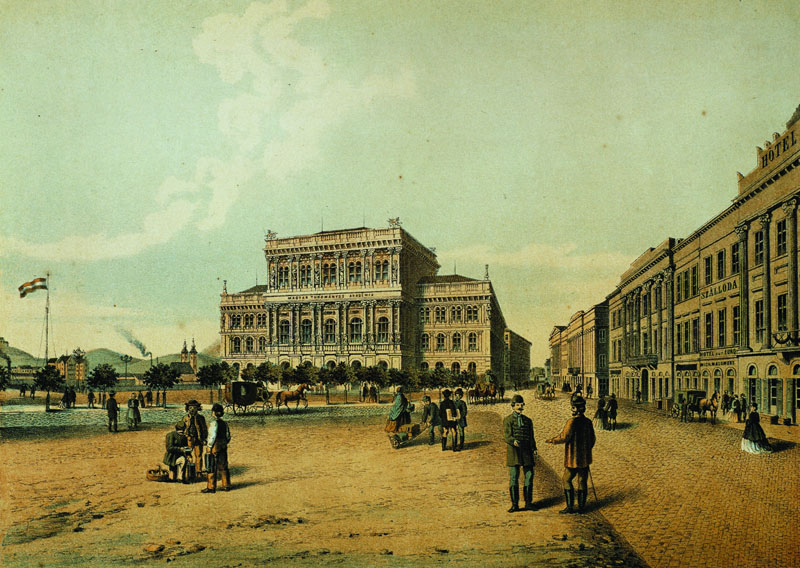
Siedziba Węgierskiej Akademii Nauk

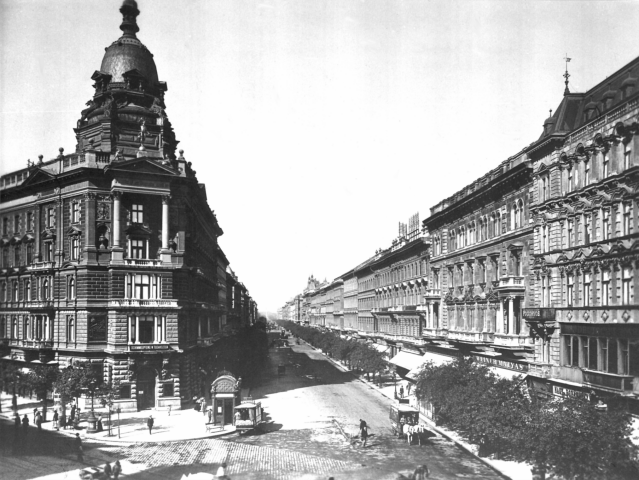
al. Andrássyego (na lewo – Váci út, ob. Bajcsy-Zsilinszky út)

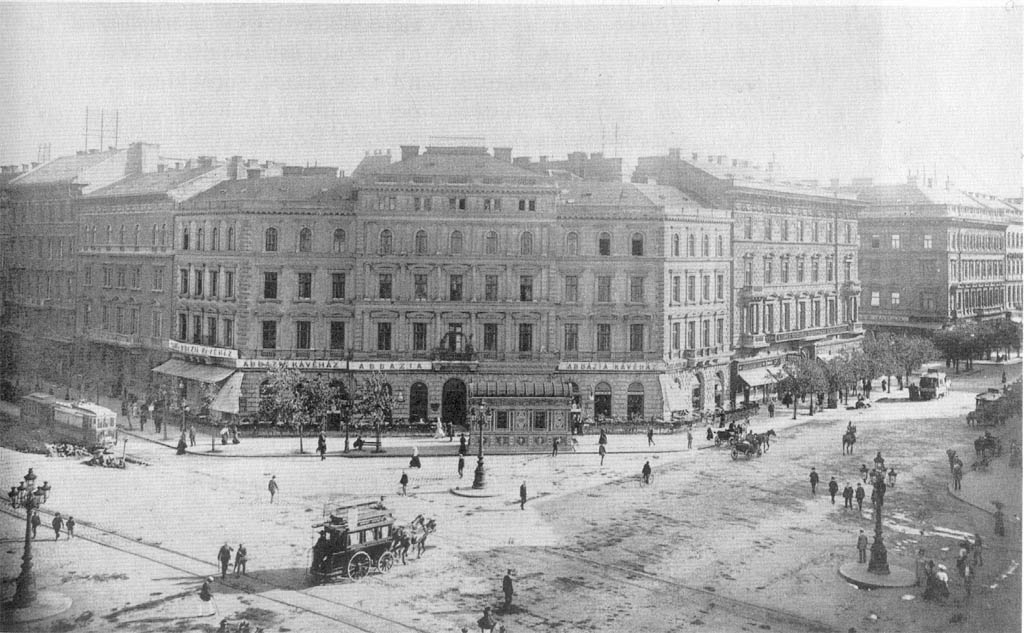
Oktogon w 1900 r.

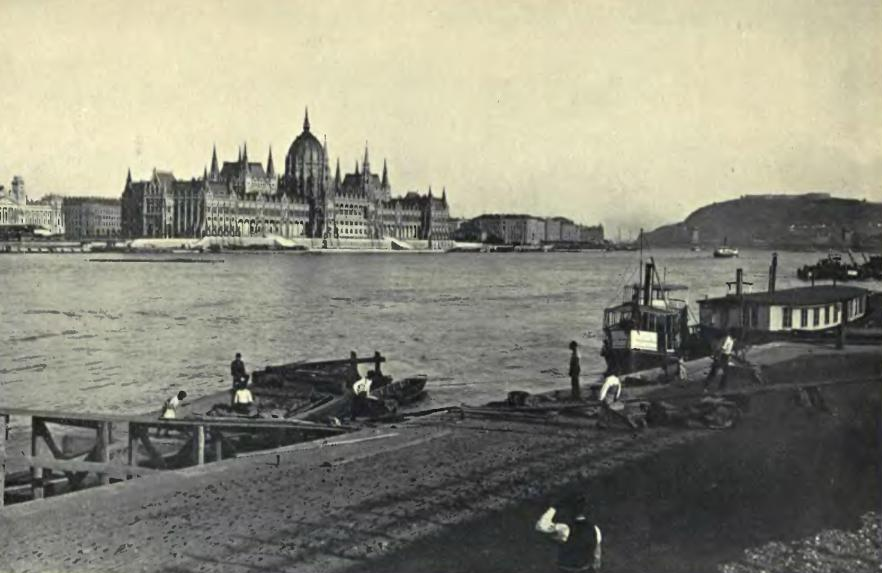
Budynek Parlamentu ok. 1900 r.

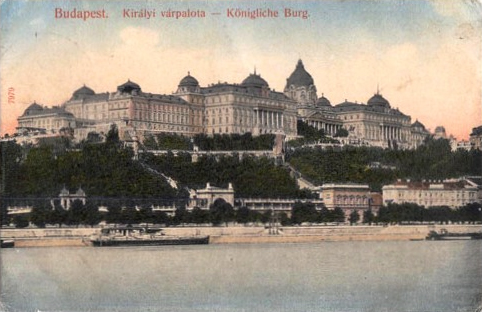
Zamek Królewski w 1909 r.

W ciągu następnych 18 lat Austria przegrała dwie wojny (z Francją w 1859 i z Prusami w 1866). Niepotrzebne jej były do tego bunty, które mogłyby wzniecić – korzystając z sytuacji – niezadowolone narody Monarchii. Dlatego w lutym 1867 r. cesarz Franciszek Józef zawarł z Węgrami tzw. Kompromis, który stał się podstawą istnienia państwa związkowego austro-węgierskiego. Na mocy Kompromisu m.in. powstał odrębny parlament węgierski w Peszcie, a Franciszek Józef musiał koronować się na króla Węgier, co oznaczało, że Węgry faktycznie stały się odrębnym państwem w unii personalnej z Austrią (wspólne też były ministerstwa: spraw zagranicznych i wojny).
Data Kompromisu wyznacza symboliczny koniec zastoju w rozwoju Budy i Pesztu. Od tego momentu miasta rozwijają się najszybciej ze wszystkich stolic Europy, zwłaszcza Peszt. Silne uprzemysłowienie kraju sprawiło, że miasto przekształciło się w centrum gospodarcze Węgier, a dodatkowo niekorzystne dla małorolnych chłopów zmiany w rolnictwie i rozwój komunikacji sprzyjały zmasowanemu osiedlaniu się tu ludności. W 1850 r. w Peszcie mieszkało 127 tys. ludzi, w 1870 – już 200 tys., a w 1890 – 400 tys. Z kolei w Budzie i Óbudzie w 1850 r. mieszkało tylko 50 tys., w 1870 r. – 70 tys., w 1890 r. 90 tys. Miało to swoje odzwierciedlenie również w zmianach językowych. Aż do powstania Austro-Węgier językiem robotników i przemysłowców był niemiecki, bo dużą część mieszkańców stanowili Niemcy z Austrii i Spiszu oraz Żydzi (w 1850 r. ponad połowa ludności to byli Niemcy, Węgrów była tylko 1/3). Ale wystarczył okres jednego pokolenia, aby całkowicie się zmadziaryzowali. Poza tym coraz więcej przybywało chłopów, którzy porzucili uprawę roli. Poskutkowało to odwróceniem proporcji językowych: w 1880 r. to Węgrzy stanowili połowę ludności, a Niemcy 1/3.

#### Zjednoczenie trzech miast
Zarówno Peszt, jak i Budę określano już od pocz. XIX w. wspólną nazwą Pest-Buda – taka kolejność oznaczała, że ważniejszym miastem jest Peszt, który był stolicą kraju, Buda zaś była siedzibą króla. Ponieważ jednak język węgierski nie lubi zbitek spółgłoskowych, wygodniejszą w użyciu nazwą stała się forma Buda-Pest (zmianę tę propagował hr. István Széchenyi).
Połączenie obu miast w jeden organizm o charakterze zarówno reprezentacyjnym (Buda – rezydencja króla węgierskiego), jak też będący rzeczywistym centrum gospodarczo-przemysłowym kraju (Peszt), stało się tylko kwestią najbliższego czasu. W grudniu 1872 r. parlament przegłosował decyzję o połączeniu Pesztu, Budy i Óbudy w jedno miasto. Decyzja formalnie weszła w życie 1 stycznia 1873 r. We wrześniu odbyły się wybory samorządowe, a w październiku rada wybrała burmistrza (Károly Kamermayer) i nadburmistrza (Károly Ráth). 17 listopada odbyło się pierwsze posiedzenie rady zjednoczonego miasta – ten dzień obecnie świętuje się w mieście jako Dzień Budapesztu.

#### Budynki
Peszt rozbudowuje się w stylu eklektycznym, neorenesansowym, czasem neogotyckim. Powstające budynki mają często charakter monumentalny. Jednym z pierwszych tego typu jest siedziba Węgierskiej Akademii Nauk w stylu neorenesansowym, powstała niedaleko Mostu Łańcuchowego w 1864 r.
W 1871 r. zaplanowano budowę nowej reprezentacyjnej ulicy Pesztu – do tej pory była to al. Królewska (Király út), która jednak w połowie XIX w. stała się zbyt zatłoczona. Nową aleję zaprojektowano kilkaset metrów na północ i nadano jej nazwę Sugárút (al. Promienista). W 1885 r. otrzymała nazwę Andrássy út, która obowiązuje też dziś. Ulicę zabudowywano w stylu neorenesansowym i eklektycznym (jednym z takich budynków jest gmach Opery, budowany w latach 1875-1885).
Również w 1871 r. wytyczono tzw. Nagykörút (duża obwodnica: Szent István krt., Teréz krt., Erzsébet krt., József krt., Ferenc krt.), zabudowywany w podobnym stylu, jak przyszła al. Andrássyego. Na skrzyżowaniu obu alej powstał ośmiokątny plac, nazwany Oktogonem.
W 1896 r. obchodzono 1000-lecie państwa węgierskiego. Z tej okazji na północnym końcu al. Andrássyego powstał plac Bohaterów (Hősök tere) z monumentalnym Pomnikiem Tysiąclecia, a także Pałac Sztuki (Műcsarnok) – stylizowana na bazylikę sala wystawowa w stylu neoklasycystycznym.
Również na 1000-lecie państwa węgierskiego odbyło się pierwsze posiedzenie sejmu w nowym budynku. Budowa trwała od 1885 do 1904 r., tak więc to posiedzenie odbyło się w budynku jeszcze nieukończonym. Parlament (Országház) jest jednym z symboli Budapesztu, zbudowany w stylu neogotyckim, nad samą rzeką. Dzięki położeniu i kształtowi przypomina budynek parlamentu w Londynie. W chwili oddania do użytku był drugą pod względem wysokości budowlą Węgier (po bazylice w Ostrzyhomiu).
Przez prawie cały wiek XIX trwała budowa bazyliki budapeszteńskiej. Plany powstały już ok. 1817 r., gdy powstała parafia w Lipótváros. Wcielenie ich w życie było jednak uniemożliwiane przez powódź i rewolucję, tak więc budowa rozpoczęła się dopiero w 1851 r. i trwała aż do 1905. bazylika nosi imię św. Stefana, jest zbudowana w stylu klasycystycznym.
Wszystkie opisane rozbudowy dotyczyły Pesztu. W Budzie działo się pod tym względem niewiele. Warto wspomnieć o trzech inwestycjach, bo dotyczą one najbardziej znanych budowli Wzgórza Zamkowego. Jedną z nich jest przebudowa Zamku. Po powstaniu zaczął on niszczeć, bo nie rezydował tam już dwór królewski. Przebudowę nakazał Franciszek Józef po koronacji na króla Węgier. W latach 90. XIX w. rozbudowano Zamek z myślą o zbliżającym się millenium – tak, by symbolizował wielkość Węgier: służył temu monumentalny plac z bramą od strony Dunaju.
Drugą inwestycją była przebudowa kościoła Macieja. Koronował się w nim w 1867 r. na króla Węgier cesarz Franciszek Józef, który sam nakazał przebudowę. Trwała ona w latach 1873-1896 i dzięki niej kościół zyskał obecny, neogotycki kształt.
Trzecią inwestycją była przebudowa Baszty Rybackiej (Halászbástya). Oryginalna baszta pochodziła z czasów króla Beli IV (XIII w.). Od czasów tureckich powoli niszczała, a po powstaniu Austro-Węgier postanowiono ją odbudować, ale nie jako element umocnień Zamku, ale atrakcję turystyczną. Odbudowę zakończono w 1902 r. Baszta ma charakter neoromański.
W 1910 r. wprowadzono elektryczne oświetlenie ulic w całym mieście.

#### Mosty

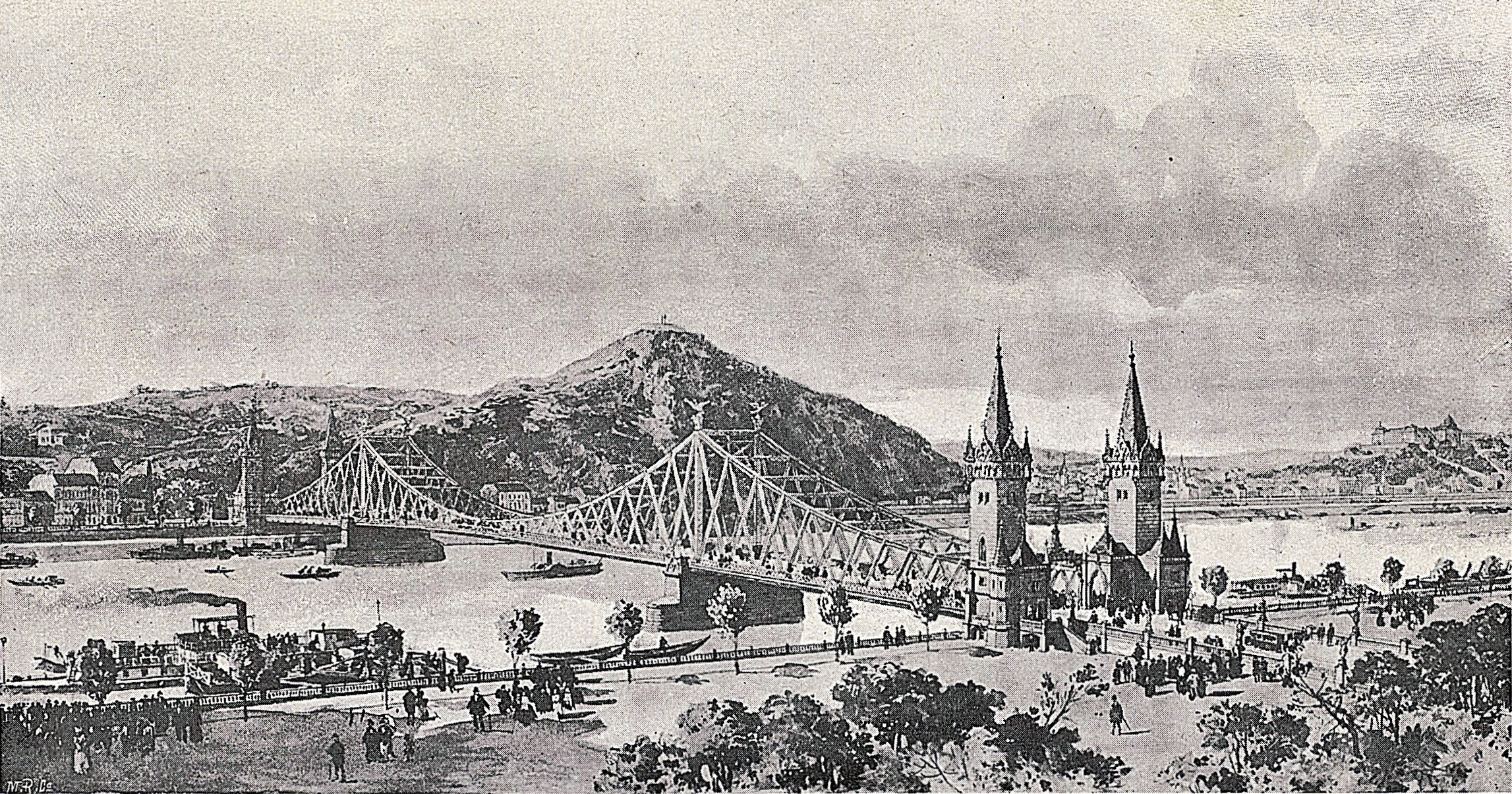
Most Franciszka Józefa

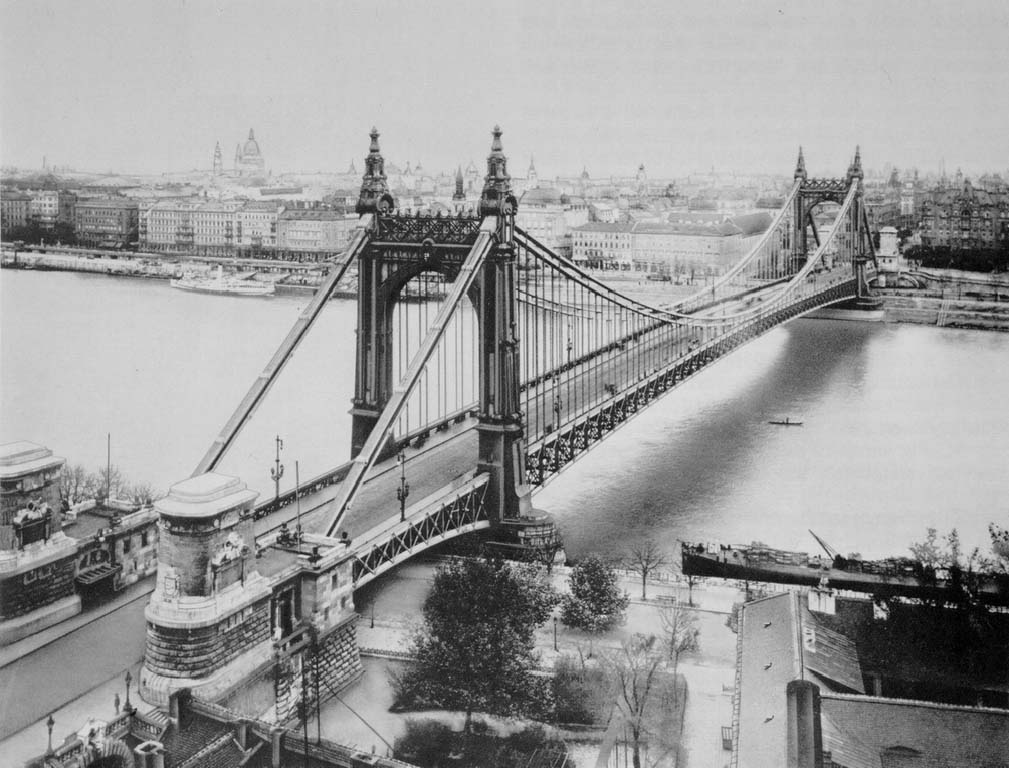
Most Elżbiety

Rosnące miasta wymagały odpowiedniej przeprawy przez Dunaj. Pierwszy most – Łańcuchowy – istniał już od 1849 r. Jego wykończenie przerwał wybuch rewolucji, ale w styczniu 1849 r. posłużył on wojskom austriackim do przeprawienia się przez Dunaj w celu zajęcia Pesztu. W 1899 r. otrzymał imię hr. Széchenyiego, który był pomysłodawcą budowy mostu i sprawował pieczę nad realizacją planu.
Dodatkową inwestycją do Mostu Łańcuchowego był tunel pod Wzgórzem Zamkowym (Alagút). Został oddany do użytku w 1857 r., a do 1918 r. przejazd nim był płatny. Wjazd od strony Dunaju ma kształt monumentalnej bramy, jest zbudowany w stylu eklektycznym.
W latach 70. Most Łańcuchowy stał się na tyle przeciążony, że trzeba było zbudować następny. W 1876 r. oddano do użytku most, który przebiegał nad południowym cyplem Wyspy Małgorzaty (na nim opiera się środkowy filar – w tym celu most musiał zostać nieco wygięty ku północy) – dlatego od razu nazwano go Most Małgorzaty w Budapeszcie|Mostem Małgorzaty. W 1879 r. ułożono na nim szyny tramwajowe – do 1894 jeździł tam tramwaj konny, później elektryczny. Dodatkowo w 1900 r. oddano do użytku zjazd na wyspę, prowadzący od środkowego filaru. Most Małgorzaty łączył Budę z północnym końcem dużej obwodnicy (Nagykörút).
Wciąż jednak mostów było za mało, dlatego w 1893 r. wydano rozporządzenie o budowie dwóch następnych. Pierwszy został oddany do użytku most, który łączył południowy koniec dużej obwodnicy z podnóżem Góry Gelerta (1896). Otrzymał imię Franciszka Józefa (według starej pisowni Ferencz József híd). Imię to nosił do 1946 r., gdy (po odbudowie) został przemianowany na Most Wolności (Szabadság híd). Most, mimo że przypomina Most Łańcuchowy, nie jest mostem wiszącym, ale mostem z dźwigarem kratownicowym z jezdnią środkiem. Na moście poprowadzono też szyny tramwajowe.
Jako drugi ze wspomnianej „pary” został oddany do użytku most między Mostem Łańcuchowym a Mostem Franciszka Józefa (1903). Został nazwany Mostem Elżbiety (Erzsébet híd) na cześć żony cesarza, zamordowanej w 1898 r. w Genewie przez anarchistę-szaleńca. Był to most wiszący, łańcuchowy (obecnie jest wantowy), który w chwili oddania do użytku miał najdłuższe na świecie przęsło. Mostem również poprowadzono szyny tramwajowe, ale tramwaje pojechały nim dopiero w 1914 r.

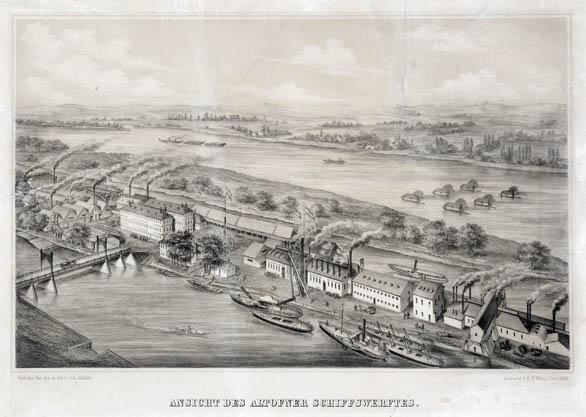
Stocznia na wyspie Óbuda

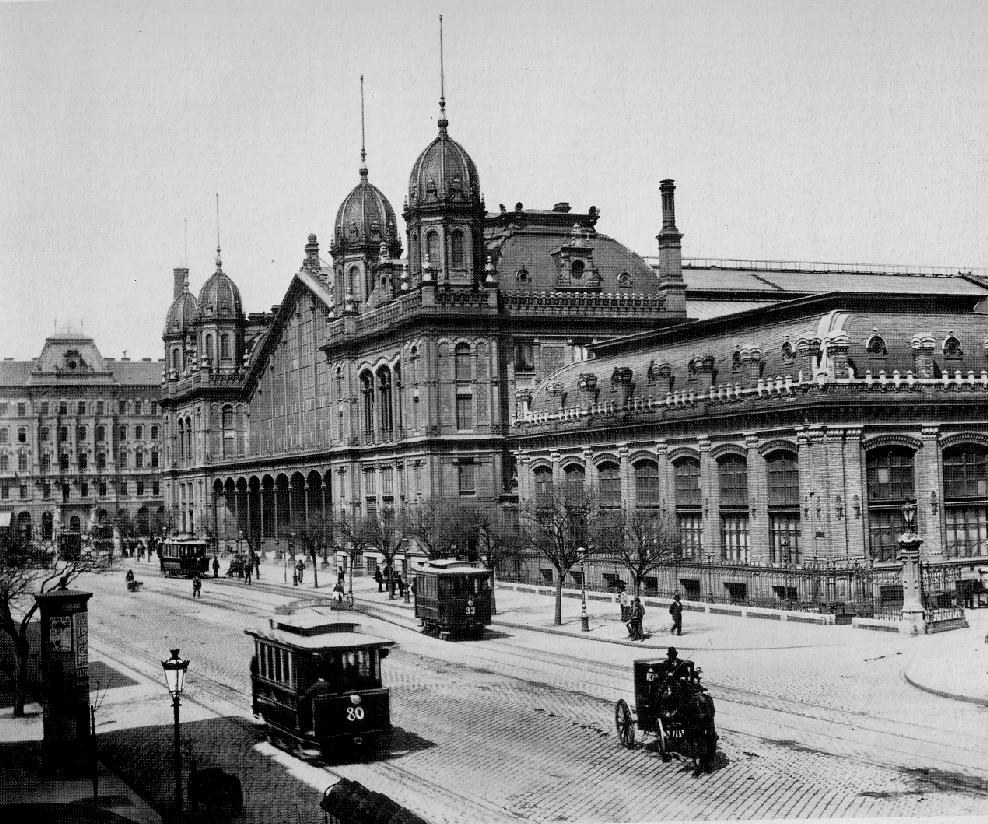
Dworzec Nyugati pod koniec XIX w., wraz z pierwszymi tramwajami

#### Przemysł
Budapeszt był jednym z najważniejszych ośrodków przemysłowych Austro-Węgier – przede wszystkim przemysłu ciężkiego. Najważniejsze zakłady to:
- stocznia na wyspie Óbuda (od 1836 r.),
- Ganz – od 1845 r. produkował wagony, maszyny, dźwigi, statki, a od 1878 także generatory, transformatory, mierniki elektryczne, później pojazdy drogowe i szynowe (np. ciężarówki we współpracy z włoskim Fiatem)[33]. Firma miała zakłady w wielu miejscach (oryginalnie w II dzielnicy, k. obecnego Mostu Małgorzaty)[48]
- Láng Gépgyár – przedsiębiorstwo założone w 1868 r. przez Lájosa Lánga przy Váci út, w XIII dzielnicy (Angyalföld). Produkowało maszyny parowe, turbiny, silniki wysokoprężne[49].
- MÁVAG – przedsiębiorstwo założone w 1870 r., choć akronim pozostał ten sam, jego rozwinięcie wielokrotnie się zmieniało. Zajmowało duży obszar koło dw. Józsefvárosi. Początkowo produkowała wagony i lokomotywy (stąd pierwsza nazwa Magyar Királyi Államvasutak Gép- és Kocsigyára – Fabryka Maszyn i Pojazdów Węgierskich Królewskich Kolei Państwowych), potem również konstrukcje stalowe (Magyar Királyi Állami Vasgyárak – Węgierskie Królewskie Fabryki Żelaza). Profil firmy odzwierciedlała dopiero nazwa przyjęta w 1925 r. – Magyar Királyi Állami Vas-, Acél- és Gépgyárak (Węgierskie Królewskie Fabryki Żelaza, Stali i Maszyn). Lokomotywy i wagony firmy były wysokiej jakości, wysyłano je również masowo na eksport. Z konstrukcji stalowych należy wymienić budowę konstrukcji nośnej Mostu Małgorzaty[44], remont Mostu Łańcuchowego w latach 1913-1915[50], a w okresie międzywojennym i powojennym – budowę i odbudowę wszystkich mostów istniejących przed 1990 r. Fabryka miała nawet swoją kolonię w VIII dzielnicy, przy al. Kőbánya – grodzoną, z domem kultury.
- Weiss Manfréd Acél- és Fémművek (Zakłady Stalowe i Metalowe Manfreda Weissa) – przedsiębiorstwo założone w 1882 r., podczas I wojny światowej drugie pod względem wielkości zakłady zbrojeniowe Austro-Węgier. Siedzibę miały na wyspie Csepel. Oprócz amunicji produkowały wyroby hutnicze, odlewane, spawane[51].

#### Komunikacja

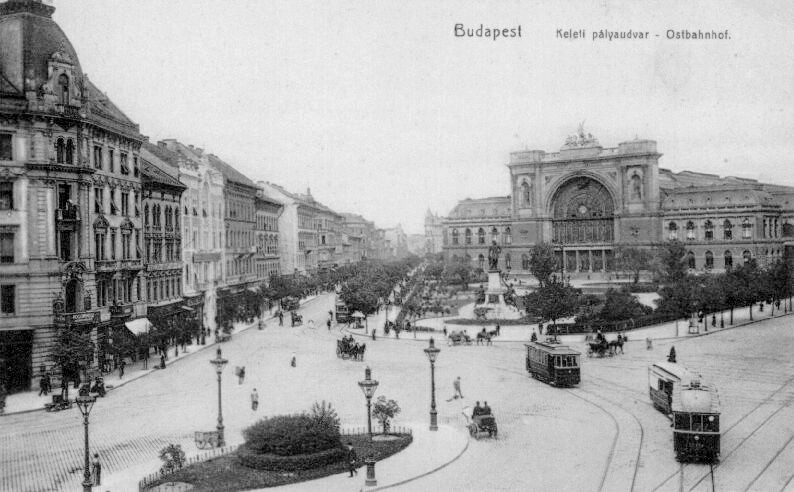
Dworzec Keleti pod koniec XIX w.

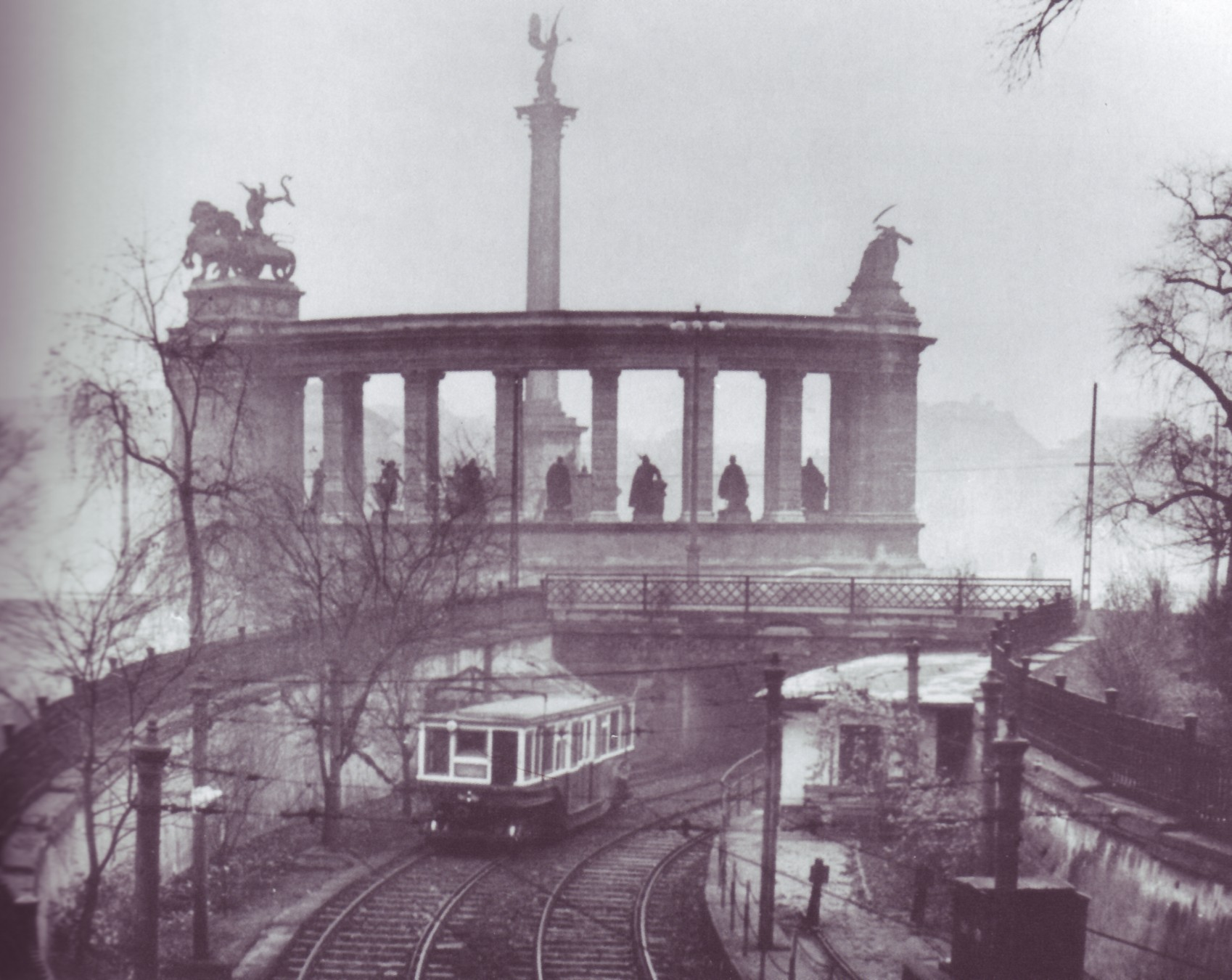
Milenijna Kolej Podziemna – wjazd od strony pl. Bohaterów

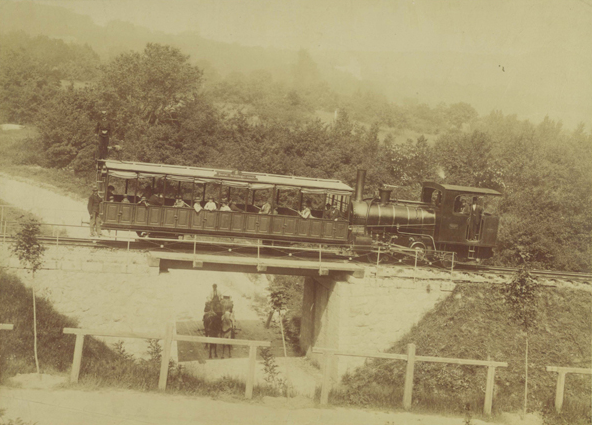
Kolejka zębata na Górę Széchenyiego w 1890 r.

Okres rozbudowy miasta przypadł na czas rozkwitu kolei. Do Pesztu kolej doprowadzono jeszcze przed wybuchem rewolucji – pierwszy dworzec i linię do Vác wybudowano w 1846 r., drugą linię – do Szolnok przez Cegléd rok później. W 1850 r. stały się one własnością austriackich linii kolejowych. W 1851 r. ostatecznie zakończono budowę linii do Wiednia – z Vác przez Preszburg. W związku z budową w latach 70. dużej obwodnicy (Nagykörút), przy której stał dworzec, postanowiono też, że powstanie bardziej reprezentacyjny jego budynek. Otwarto go w 1877 r. – wybudowało go przedsiębiorstwo Gustave Eiffela, a stalowa konstrukcja budynku od początku stanowiła sensację. W 1891 r. dworzec zyskał nazwę Nyugati – Zachodni; jednocześnie nowszy, powstały w 1884 r., inny dworzec nazwano Keleti – Wschodni.
Jednak aż do 1885 r. funkcję dworca głównego w Budapeszcie pełnił dw. Józsefváros. Oddano go do użytku w 1867 r. – był to pierwszy dworzec, stanowiący własność MÁV (Węgierskich Kolei Państwowych), był początkiem linii Pest-Salgótarján. Dworzec znajduje się bardzo blisko obecnego Dw. Keleti. W 1872 r. podjęto decyzję o przekwalifikowaniu go na dworzec towarowy – i takim się stał od chwili otwarcia dw. Keleti aż do lat 30. XX w.
W Budzie natomiast dworzec kolejowy powstał w 1861 r. – jako dworzec końcowy linii Buda-Nagykanizsa. Był własnością spółki Déli Vasút („Południowa Linia Kolejowa”). Dworzec oddano do użytku wraz z tunelem pod Górą Gellerta. Po połączeniu miast zmieniono nazwę dworca na Déli (Południowy) – przy czym nazwa odzwierciedlała nie położenie na mapie miasta, ale nazwę spółki.
Te trzy linie kolejowe, należące do trzech różnych spółek, nie były ze sobą połączone. Pod koniec lat 60. zaprojektowano więc łączącą je linię, wraz z mostem. Otwarto ją dla ruchu w 1877 r. – powstały most miał konstrukcję kratownicową. Z powodu rosnącego ruchu kolejowego i słabej jakości materiałów, w 1913 r. zastąpiono go nowym mostem, postawionym 12 metrów na północ.
Linia łącznikowa dochodziła do Południowej Linii Kolejowej w dzielnicy Kelenföld (centrum ob. XI dzielnicy). W 1877 r., wraz z otwarciem linii łącznikowej, powstał dworzec o tej samej nazwie. Był to pierwszy dworzec w mieście, który nie był dworcem czołowym (takim, na którym kończy się linia kolejowa). Był własnością MÁV, mimo że stał na trasie Południowej Linii Kolejowej. Obecnie jest to jeden z najruchliwszych dworców miasta.
Z kolei po stronie peszteńskiej taką stacją łącznikową stał się dworzec Ferencvárosi, ok. 1,5 km na wschód od mostu. Przyjeżdżały tam pociągi z nizin węgierskich, które dowoziły większość żywności dla miasta. W 1882 r. otwarto prowadzącą stamtąd linię do Suboticy (a docelowo do Belgradu). Obecnie jest to największa stacja w Budapeszcie, ale obsługuje praktycznie tylko ruch towarowy.
Linia łącznikowa była początkiem linii obwodowej (Körvasút), którą pod koniec lat 80. MÁV postanowiły połączyć istniejące linie kolejowe. W 1892 r. zbudowano dwie części tej linii – po obu stronach Dunaju. Elementem zamykającym linię od północy był most kolejowy Újpesti (1896), otwarty wraz z linią kolejową do Ostrzyhomia (początkowo jako linia HÉV).
W 1866 r. rozpoczyna się historia budapeszteńskich tramwajów. Uruchomiono wtedy pierwszy konny tramwaj – jeździł z Pesztu, z obecnego pl. Kalwina (na małej obwodnicy – Kiskörút, początek Üllői út) do Újpestu (do obecnego mostu kolejowego Újpesti) przez Váci út. Obecnie również jest to jedna z głównych linii tramwajowych miasta. Z kolei pierwsza linia tramwaju elektrycznego powstała w 1887 r. – nie przez elektryfikację którejś z linii istniejącego tramwaju konnego, ale przez budowę całkowicie nowej linii. Biegła ona po dużej obwodnicy, od dw. Nyugati do skrzyżowania z al. Królewską i była to pierwsza linia tramwaju elektrycznego w Europie w centrum miasta. Wkrótce po pierwszym przejeździe tramwaju powstał poprzednik dzisiejszego Budapeszteńskiego Przedsiębiorstwa Komunikacyjnego (BKV) – Budapesti Városi Vasút („Budapeszteńska Kolej Miejska”).
Na obchody 1000-lecia państwa węgierskiego pod al. Andrássyego oddano do użytku kolejkę podziemną (budowaną od 1894 r.), która stała się pierwszą linią metra w kontynentalnej części Europy. Obecnie jest to linia metra M1. Początkowo biegła ona od pl. Vörösmarty (wówczas pl. Gizella) do północnej krawędzi parku Városliget (dziś jest tam łaźnia Széchenyiego) – miała 4 km długości. Przebiega tuż pod jezdnią.
Od lat 60. XIX w. rozwijały się też zachodnie przedmieścia Budy – położone na wzgórzach osiedla, których mieszkańcy żyli głównie z uprawy winorośli, ale piękny krajobraz tych okolic przyciągał też mieszczan, artystów i pisarzy, którzy budowali tam sobie wille. Rosnący ruch wymusił otwarcie linii tramwaju konnego (1868), który jeździł od Mostu Łańcuchowego do Zugliget (pod najwyższą górą Budapesztu – Górą Jana). Natomiast w 1874 r. uruchomiono kolej zębatą, która jeździ do dziś (Fogaskerekű vasút – jako linia tramwajowa „60”). Jej początek jest ok. kilometra na zachód od pl. Kálmána Szélla (do maja 2011 – pl. Moskiewski, Moszkva tér), zaś koniec był początkowo na Szwabskiej Górze (Svábhegy), a w 1890 r. doprowadzono linię na Górę Széchenyiego.
Nieco wcześniej (1870) zbudowano kolejkę zębatą na Wzgórze Zamkowe (Budavári Sikló) – celem było udogodnienie połączenia wzgórza z resztą miasta (dopiero w 1928 r. zaczął tam jeździć autobus). Była to druga tego typu kolej w Europie (po lyońskiej). Obecnie znajduje się na liście światowego dziedzictwa kulturowego UNESCO.
Aby poprawić komunikację w obrębie niewielkich regionów, a w szczególności pomiędzy większymi miastami a miejscowościami w ich aglomeracjach, od 1877 r. zaczęto budować w całym kraju koleje lokalne (HÉV – Helyiérdekű Vasút). W 1887 r. uruchomiono pierwszą taką linię w Budapeszcie. Zaczynała się ona między dworcem Ferencvárosi a południowym mostem kolejowym i prowadziła do Soroksár (ob. XXIII dzielnica). Do 1892 r. przedłużono ją do Ráckeve na wyspie Csepel. Obecnie jest to linia HÉV nr 6. Następne linie uruchomiono w 1888 r. – z Óbudy (na pd. od ruin Aquincum) do Szentendre (ob. część linii nr 5) oraz z dw. Keleti do Cinkota (ob. w XVI dzielnicy – w 1911 r. przedłużona do Gödöllő, dziś linia 8). W 1889 r. otwarto linię HÉV z dw. Nyugati do Lajosmizse, w 1896 zaś do Ostrzyhomia – obie te linie są obecnie własnością MÁV. Do 1914 r. otwarto jeszcze 4 następne linie, które obecnie nie istnieją.
W 1915 r. uruchomiono pierwszą linię autobusową, ale zrezygnowano z pomysłu w 1917 r. z powodu trudności w zaopatrzeniu w części. Z kolei w 1913 r. rozpoczęto budowę pierwszego budapeszteńskiego lotniska – w Mátyásföld (ob. XVI dzielnica), a wraz z nim – fabryki samolotów i silników samolotowych. W czerwcu 1918 r. wystartował pierwszy samolot na linii Budapeszt-Wiedeń.

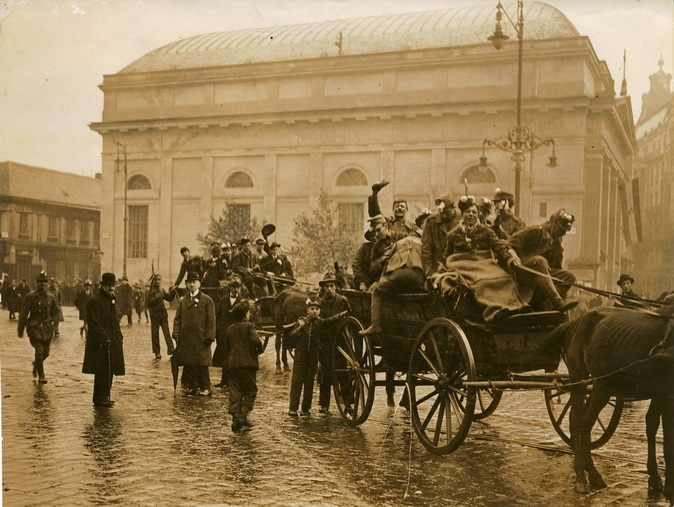
Rewolucja astrów – żołnierze węgierscy na pl. Ferenca Deáka

## Królestwo Węgier
28 czerwca 1914 r. serbski student, Gavrilo Princip, zastrzelił w Sarajewie austriackiego następcę tronu, arcyksięcia Franciszka Ferdynanda. Wywołało to natychmiastową ostrą reakcję cesarza wobec Serbii, a w Wiedniu i Budapeszcie wystąpienia antyserbskie. 3 sierpnia wybuchła wojna. W jej trakcie jednak Budapeszt pozostawał z daleka od większych wstrząsów i od linii frontu.

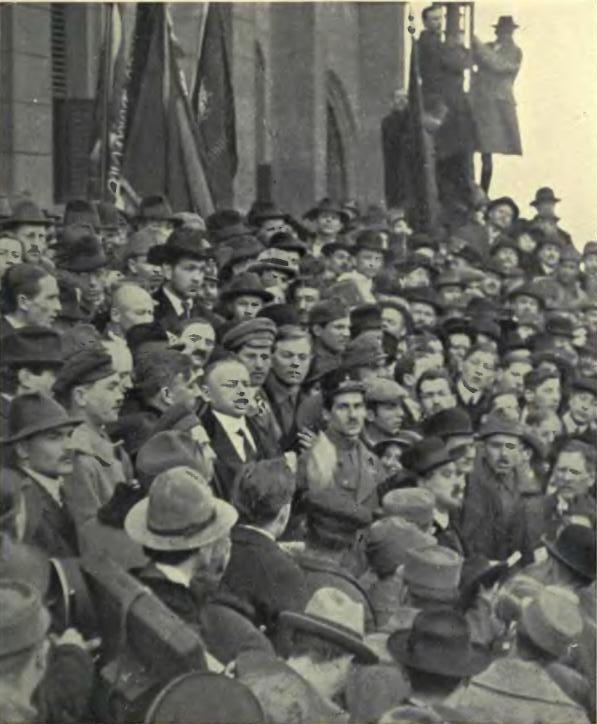
Béla Kún (w środku) proklamuje Republikę Rad przed budynkiem Parlamentu w Budapeszcie

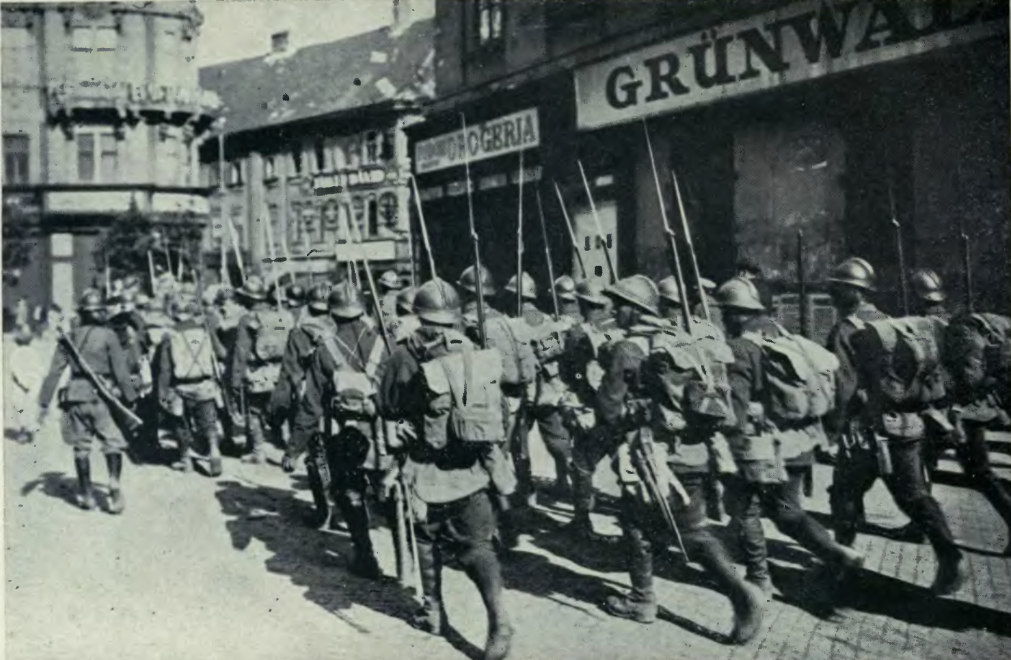
Wojska rumuńskie na ulicach Budapesztu

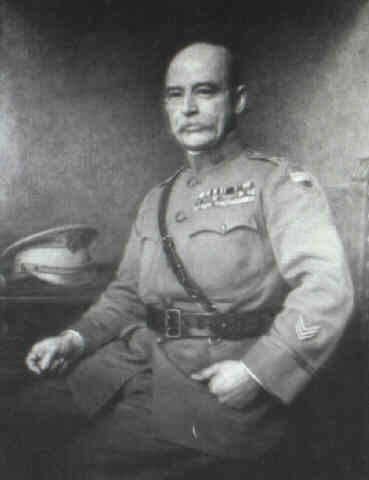
Harry Hill Bandholtz

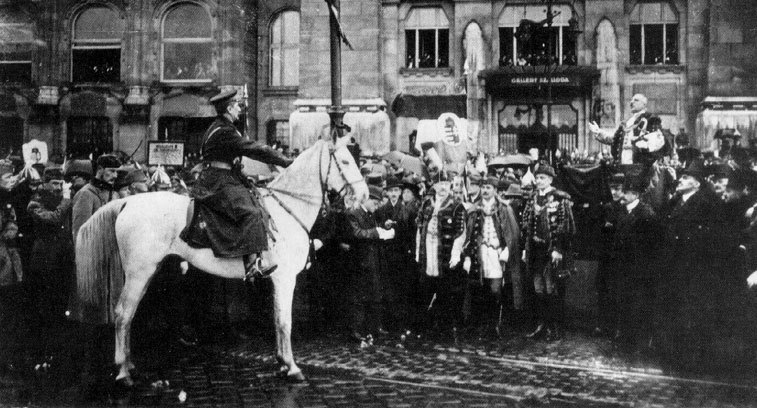
Przywitanie Miklósa Horthyego (na koniu) przed Hotelem Gellért 16 listopada 1919 r. (przemawia burmistrz, Tivadar Bódy)

Jednak gdy na początku 1918 r. stawało się powoli jasne, że państwa centralne przegrają wojnę, w kwietniu w Rzymie przedstawiciele Ententy uchwalili, że na miejsce rozpadających się Austro-Węgier mają powstać zorientowane profrancusko państwa narodowe. Karol, chcąc ratować sytuację, oświadczył w październiku (manifest „Do moich ludów”), że Austria stanie się państwem związkowym, w którym każdy naród stworzy swoje państwo składowe.
24 października trzy partie węgierskie powołały w Budapeszcie Węgierską Radę Narodową z Mihályem Károlyim jako przewodniczącym oraz kandydatem na premiera. Cesarz w celu uspokojenia sytuacji powołał gen. ks. Józefa Augusta Habsburga na głównodowodzącego węgierskiej armii i swojego regenta na Węgrzech. Ks. Józef zamierzał powołać na stanowisko premiera Jánosa Hadika. Aby go od tego odwieść, 28 października stronnicy Károlyiego w liczbie ok. 1000 osób pomaszerowali w stronę Zamku budańskiego, gdzie rezydował regent. Drogę zastąpiła im na Moście Łańcuchowym policja konna, która szarżowała w tłumie i płazowała protestujących szablami, a ostatecznie żandarmi stojący na końcu mostu oddali salwę. Zginęło 5 osób, ponad 50 zostało rannych.
Wydarzenia te zyskały miano „bitwy na Moście Łańcuchowym” (Lánchídi csata) – choć sensu stricto bitwą nie były, ale były brzemienne w skutki. Następnego dnia do Węgierskiej Rady Narodowej przyłączyła się policja, a 30 października powstała Rada Wojskowa, której oddziały zajęły ważniejsze punkty stolicy oraz uwolnili więźniów politycznych z więzienia w Józsefváros. Zaczęła się rewolucja, która przyjęła nazwę „rewolucji astrów” (Őszirózsás forradalom) – od astrów wpinanych w czapki żołnierzy.
31 października regent Józef wycofał kandydaturę J. Hadika i mianował premierem M. Károlyiego, który stworzył tzw. rząd ludowy z trzech partii wchodzących w skład Rady Narodowej. Tego samego dnia żołnierze zabili byłego premiera Istvána Tiszę, największego przeciwnika politycznego nowo mianowanego premiera, we własnym domu w Budapeszcie. Károlyi zarządził śledztwo, potem kontynuowane przez Horthyego – ale nie przyniosło ono rezultatów. Rewolucja astrów zakończyła się – w zasadzie bezkrwawo: jej jedynymi ofiarami śmiertelnymi były owe pięć osób zabitych podczas „bitwy na Moście Łańcuchowym” oraz b. premier Tisza.

### Republika i okupacja rumuńska
13 listopada cesarz Karol I, a jednocześnie król Węgier Karol IV, abdykował, czym uznał republikański charakter nowego państwa węgierskiego. Trzy dni później została proklamowana republika. Prezydentem został Mihály Károlyi. Ponieważ jednak w marcu 1919 r. Ententa wysunęła propozycję granicy z Rumunią, której rząd nie mógł zaakceptować (Węgry miały stracić cały Siedmiogród), prezydent wraz z rządem złożyli dymisję. Władzę przejęli komuniści (Béla Kun) i socjaldemokraci (Sándor Garbai), którzy 20 marca utworzyli republikę rad. Organem rządzącym była Rządząca Rada Rewolucyjna, na czele której stanął Garbai. Wkrótce Rada Rewolucyjna wprowadziła „czerwony terror”, który miał jej pomóc w zwalczeniu problemów wewnętrznych (np. bunty chłopskie) i zewnętrznych (obca interwencja). W samym Budapeszcie (a w mniejszym stopniu i w innych miastach) komanda dokonywały „rekwizycji” i brały zakładników. Pod naciskiem socjaldemokratów zaprzestano tych działań, ale Republika Rad i tak straciła resztki poparcia, jakie miała. Jednym z przejawów niezadowolenia był bunt wojskowy, który wybuchł 24 lipca w Budapeszcie: okręty floty ostrzelały siedzibę rady komisarzy ludowych (rządu), zbuntowali się też kadeci akademii wojskowej. Bunt został krwawo stłumiony. Najgroźniejszym zaś problemem zewnętrznym była interwencja armii rumuńskiej, która w lipcu znalazła się na przedmieściach Budapesztu. Widząc beznadziejność sytuacji, komuniści oddali władzę socjaldemokratom i uciekli do Wiednia.
3 sierpnia awangarda wojsk rumuńskich osiągnęła Budapeszt – w ciągu pół dnia 400 żołnierzy z dwiema armatami opanowało miasto – a dzień później miasto zostało zajęte mimo protestów Ententy: armia przeszła defiladą przez centrum miasta z dowódcą, gen. Traianem Moșoiu, na czele. Część armii kontynuowała marsz aż do Győr. Rumuni rozbroili brygady robotnicze i Czerwoną Straż, aresztowali też niektórych działaczy. Byli na tyle pewni siebie, że kazali Węgrom przekazać sobie całe uzbrojenie i amunicję, poprzeć Rumunię przeciw Jugosławii w sporze o Banat oraz zawrzeć unię personalną, w której król rumuński zostałby też królem węgierskim. Ultimatum udało się odrzucić z pomocą dowódcy misji wojskowej państw sprzymierzonych na Węgrzech, amerykańskiego generała Harry’ego H. Bandholtza. Gen. Bandholtz zresztą miał kilka innych zasług, np. 25 sierpnia uratował wyposażenie Państwowych Zakładów Kolejowych przed zrabowaniem i wywiezieniem do Rumunii. Zaś 5 października nastąpił incydent w budapeszteńskim Muzeum Narodowym. Oddział żołnierzy rumuńskich zamierzał wywieźć stamtąd rekwizyty w tym celu przyjechał 14 ciężarówkami, ale Bandholtz, dowiedziawszy się o tym, zjawił się tam czym prędzej w towarzystwie dwóch oficerów i korzystając z autorytetu dowódcy misji, a w znacznej mierze ze swojego porywczego charakteru, przepędził Rumunów oraz zapieczętował wejście do Muzeum w imieniu państw sprzymierzonych. Za zasługi w 1936 r. postawiono mu pomnik, który stoi naprzeciwko ambasady USA.
6 sierpnia nastąpił zamach stanu: prawicowa organizacja kontrrewolucyjna, Zrzeszenie Towarzyszy Broni „Biały Dom”, z pomocą oddziału 50 żandarmów przy bezczynności okupacyjnych wojsk rumuńskich, obaliło rząd socjaldemokratyczny i przejęło władzę. Do kraju wrócił regent Józef Habsburg, mianował szefa Zrzeszenia, Istvána Friedricha, premierem i wprowadził stan wojenny w kraju. Regent nie ukrywał, że ma na celu przywrócenie swojego kuzyna, byłego cesarza Austrii i króla Węgier Karola, na tron węgierski. Rumuni protestowali, a Ententa ich poparła, oświadczając, że nie pozwoli na to, aby Habsburgowie powrócili na tron, i zażądała od Józefa zniesienia stanu wojennego. Regent był zmuszony złożyć dymisję – przekazał dowództwo nad armią admirałowi Miklósowi Horthyemu. 16 listopada z Budapesztu wycofały się rumuńskie wojska okupacyjne (plądrując wszystko, co się dało), a Horthy wprowadził się do hotelu „Gellért”, gdzie urządził swoją kwaterę główną. Premierem mianował Károly Huszára. 25 i 26 stycznia 1920 r. odbyły się wybory, a 1 marca parlament wybrał go nowym regentem.

### Rządy Miklósa Horthyego

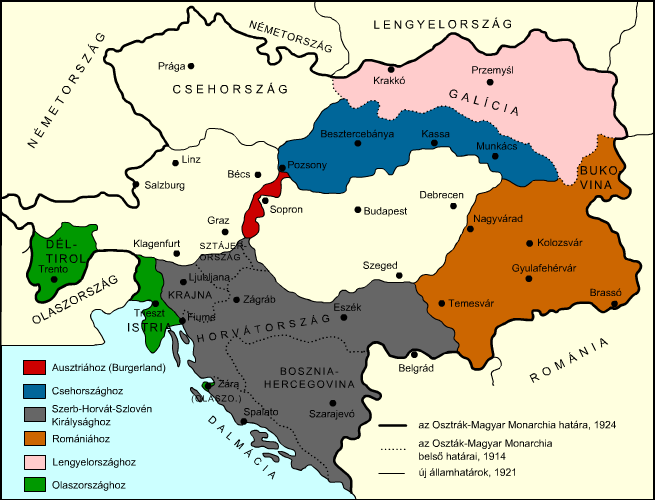
Straty terytorialne Węgier po traktacie w Trianon

Pierwszym sprawdzianem, z którym musiał poradzić sobie nowy regent, był traktat w Trianon, który odbierał Węgrom 2/3 terytorium. Drugim zaś – próby powrotu Karola IV na tron węgierski. Po raz pierwszy Karol przyjechał na Węgry z tą myślą w marcu 1921 r.: wówczas tuż po przekroczeniu granicy państwa, w Szombathely, dał się namówić Horthyemu do opuszczenia Węgier, bo nie był skłonny do użycia siły. Jednak drugi raz Karol już tak łatwo nie dał się przekonać. 23 października dotarł na przedmieścia stolicy na czele swoich oddziałów, które starły się rano pod Budaörs z awangardą Horthyego. Wielu żołnierzy Horthyego zginęło, byli oni niedoświadczonymi nowicjuszami, słuchaczami akademii medycznej, z czego Karol nie zdawał sobie początkowo sprawy. Nie chcąc dalszego rozlewu krwi, nie podejmował dalszych działań, tylko dość naiwnie czekał na klucze od stolicy, po które wysłał swojego człowieka do dowódcy obrony Budapesztu. W tym czasie Horthy zdążył zebrać siły i po południu odbił Budaörs. Karol został internowany w opactwie Tihany nad Balatonem, a następnie wydalony z kraju.

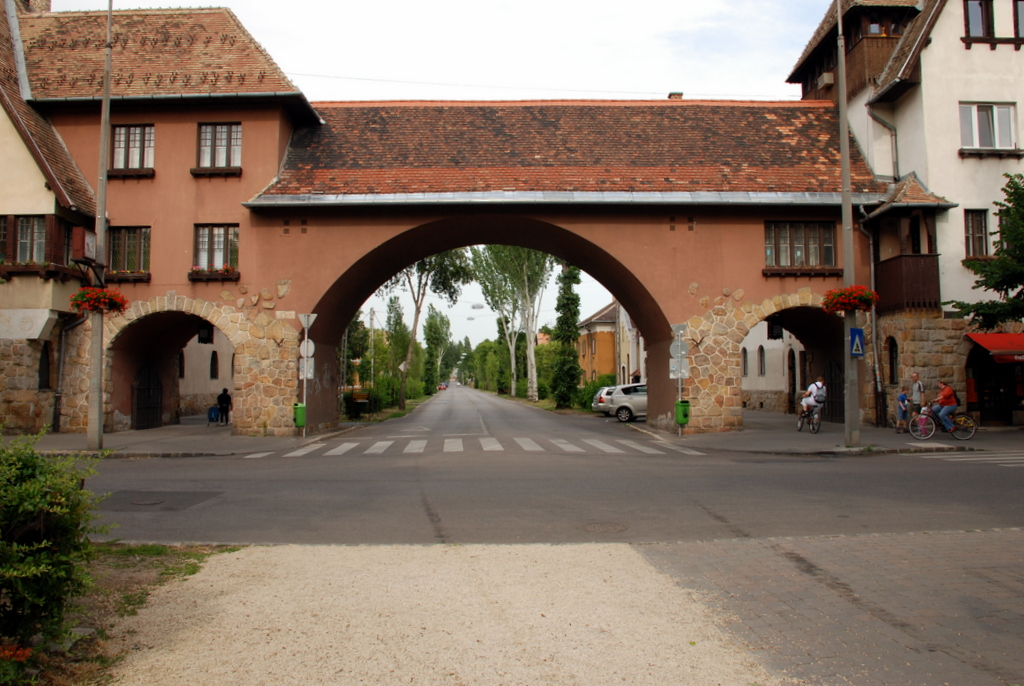
Osiedle Wekerletelep w Kispest

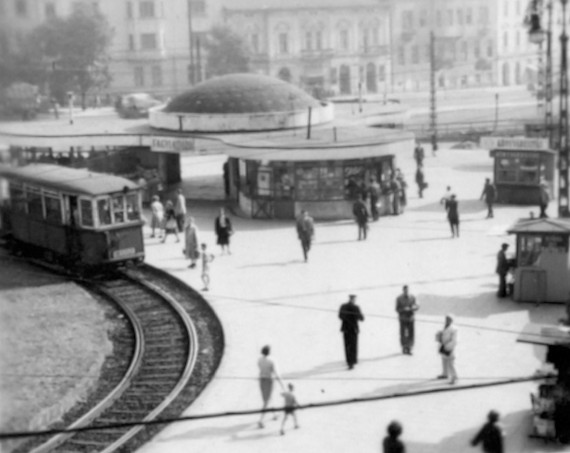
Plac Kálmána Szélla w latach 20.

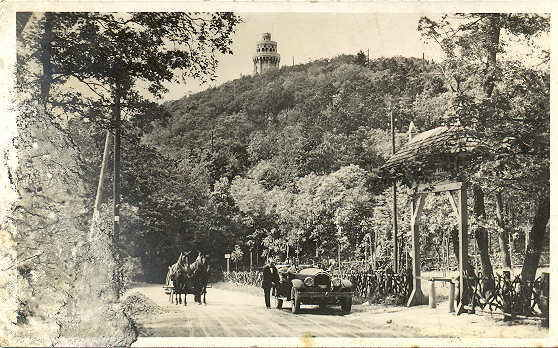
Góra Jana (János-hegy) z wieżą widokową Erzsébet-torony w latach 20.

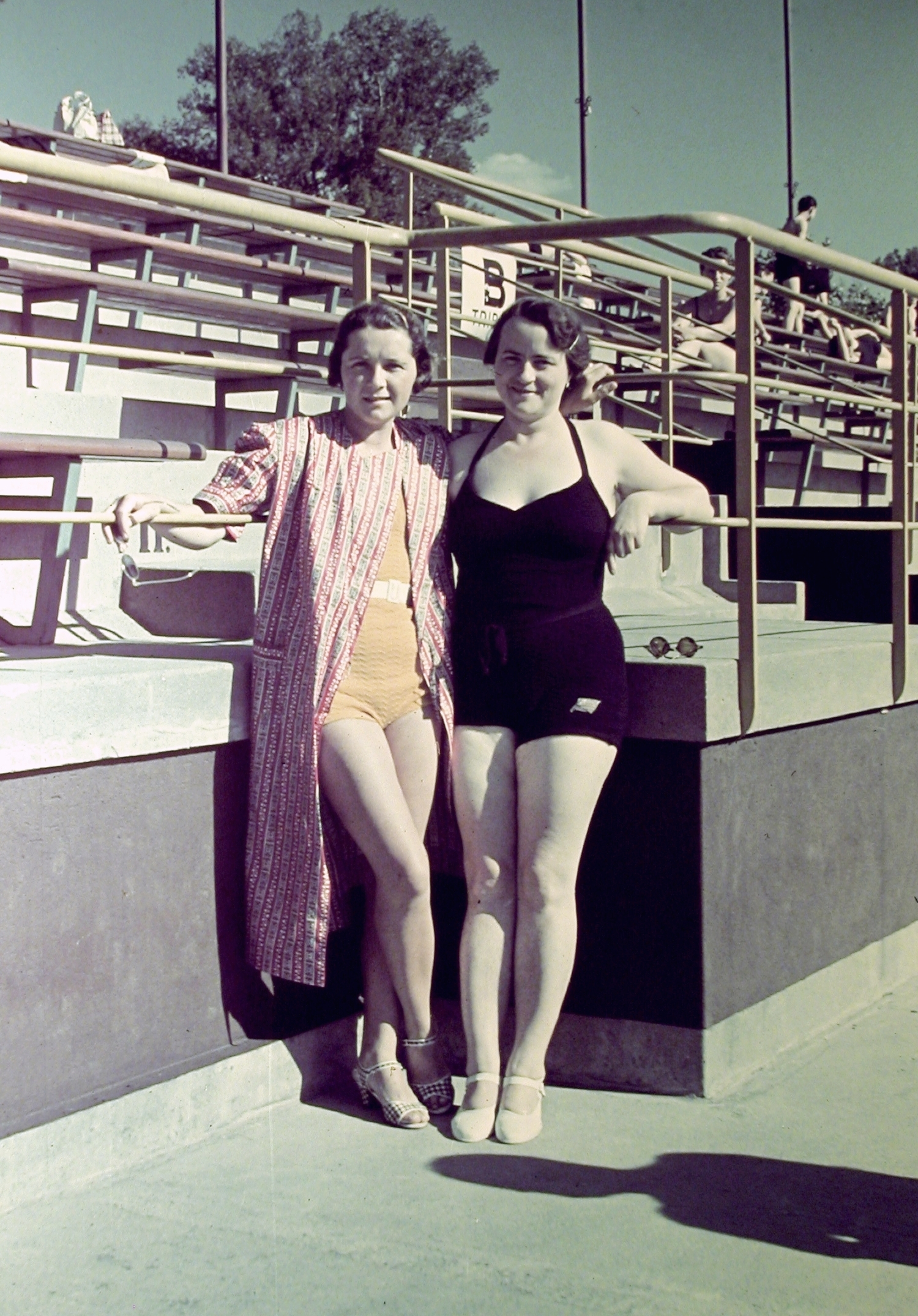
Beztroski wypoczynek na basenie im. Alfréd Hajós w Budapeszcie w 1938

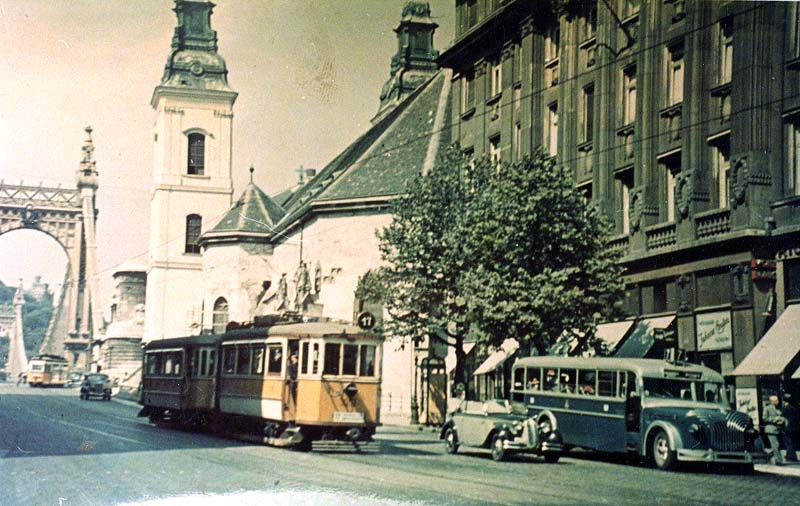
Peszteński przyczółek Mostu Elżbiety – lata 40.

Za rządów Miklósa Horhtyego znów znacznie wzrosła ludność Budapesztu: w latach 1920-1930 z 930 tys. do miliona, a w latach 1930-1940 – do 1 160 000. W pierwszym okresie główną przyczyną był napływ ludności z terenów utraconych po traktacie trianońskim. Aby umożliwić nowo przybyłym ziomkom znalezienie pracy, parlament pod naciskiem Horthyego wprowadził na większość uniwersytetów zasadę numerus clausus, która w przeważającym stopniu dotknęła Żydów. Zasada została wycofana w 1928 r. Z kolei w drugim dziesięcioleciu przyczyną wzrostu ludności był światowy kryzys, który wyganiał ludzi z prowincji do stolicy w poszukiwaniu lepszego zarobku. Wzrost ludności w całym dwudziestoleciu wymuszał budowę nowych osiedli mieszkaniowych, często poza granicami administracyjnymi miasta (np. w Kispest, ob. XIX dzielnica).
W maju 1930 r. utworzono cztery nowe dzielnice – po dwie na każdym brzegu Dunaju. Dzielnicę XI i XII wydzielono z dotychczasowej I dzielnicy; XI (wówczas Szentimreváros, obecnie Újbuda) zaczęła funkcjonować od 1934 r., XII (Hegyvidék) – od 1940. Dzielnice XIII i XIV utworzono w ten sposób, że z dotychczasowych dzielnic V, VI, VII i X wycięto obszar ograniczony od pd.-wsch. obecną al. György Dózsa, od południa ul. Kerepesi, od pn.-wsch. północną koleją obwodową, a od zachodu Dunajem, a następnie podzielono go na część zachodnią (dzielnica XIII, działająca od 1938 r.) i wschodnią (dzielnica XIV, działająca od 1935 r.). Linia podziału biegła na linii kolejowej dworzec Nyugati – Vác.

#### Infrastruktura i przemysł
W 1921 r. uruchomiono ponownie linie autobusowe, a w 1924 r. autobusy pojawiły się w Budzie: linia kursowała z pl. Vörösmarty (stacja końcowa linii metra M1) przez Most Łańcuchowy i tunel pod Wzgórzem Zamkowym do Krisztinaváros (koło Dw. Déli). Z kolei w 1933 r. pojawił się pierwszy (i jedyny przed II wojną światową) trolejbus – kursował w Óbudzie (linia od okolic obecnego Mostu Arpada do cmentarza przy linii kolejowej do Ostrzyhomia), do 1944 r.
W latach 20. uzdatniano dla ruchu statków wschodnią odnogę Dunaju (Soroksári-Duna, Ráckevei-Duna). W związku z tym należało zlikwidować śluzy przy stacji Pesterzsébet linii HÉV do Ráckeve i przy północnym krańcu wyspy Csepel. Zamiast tych śluz zbudowano mosty: w pierwszym miejscu w 1924 r. (Gubacsi híd), w drugim – w 1927 r. (Kvassay híd). Mostem Gubacsi puszczono na wyspę także odnogę HÉV, która do tej pory biegła śluzą.
W 1937 r. Budapeszt zyskał nowy most. Postawiono go między Mostem Franciszka Józefa a południowym mostem kolejowym. Nazwano go mostem Miklósa Horthyego. Poprowadzono na nim także linię tramwajową. Obecnie most nosi imię Sándora Petőfiego. Stalową konstrukcję mostu budował MÁVAG
W 1939 r. rozpoczęto budowę Mostu Arpada (przy północnym krańcu Wyspy Małgorzaty), ale z powodu wojny w 1943 r. przerwano budowę.
W 1937 r. lotnisko w Mátyásföld zostało przeniesione do Budaörs. Nowe lotnisko było na europejskim poziomie. Uruchomiono m.in. kursy do Warszawy, co uznano za ważne wydarzenie, bo z Warszawy można było lecieć dalej do Helsinek, a stamtąd do Sztokholmu, przez co Budapeszt stał się centrum ruchu północ-południe. Jeszcze w 1939 r. zaczęto budowę lotniska Ferihegy.
Z zakładów przemysłowych powstałych po I wojnie światowej można wymienić:
- Orion Villamossági Rt. – założona w 1924 r. fabryka produkująca żarówki, radioodbiorniki, ale także opakowania próżniowe (ampułki, termosy)[76],
- fabryka karoserii i pojazdów braci Uhri, założona w 1933 r. – poprzednik Ikarusa.

Działały też prężnie także inne zakłady, powstałe przed wojną. W związku z demilitaryzacją przemysłu węgierskiego, wymuszoną przez traktat w Trianon, zakłady zbrojeniowe musiały przejść na produkcję cywilną. Dotknęło to też Zakłady Stalowe i Metalowe Manfreda Weissa: po wojnie zaczęły produkować obrabiarki, maszyny do szycia, piekarniki, rury, później silniki lotnicze, rowery, traktory.

## II wojna światowa

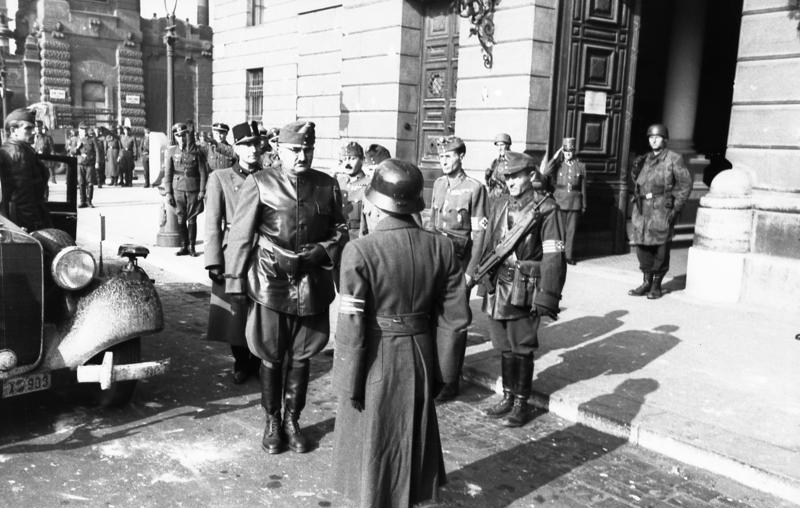
Węgierski generał przed wejściem do Zamku (po prawej – żołnierze strzałokrzyżowców)

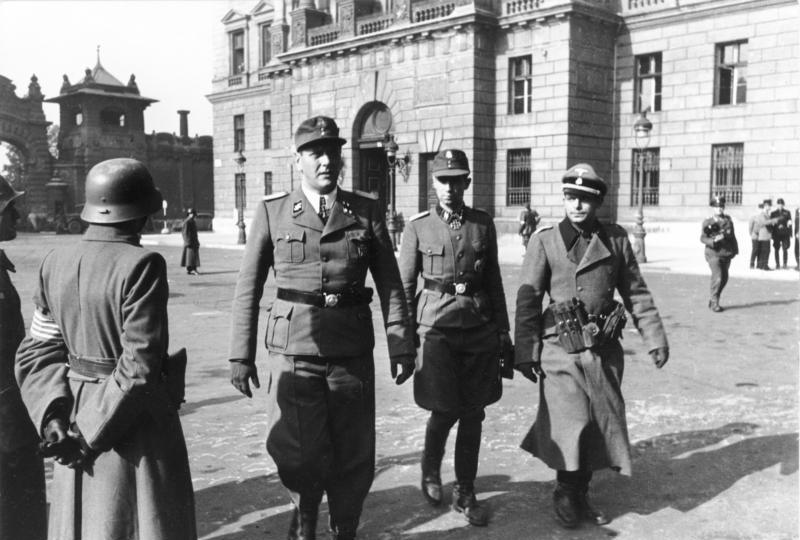
Otto Skorzeny (po lewej) na zamku w Budapeszcie

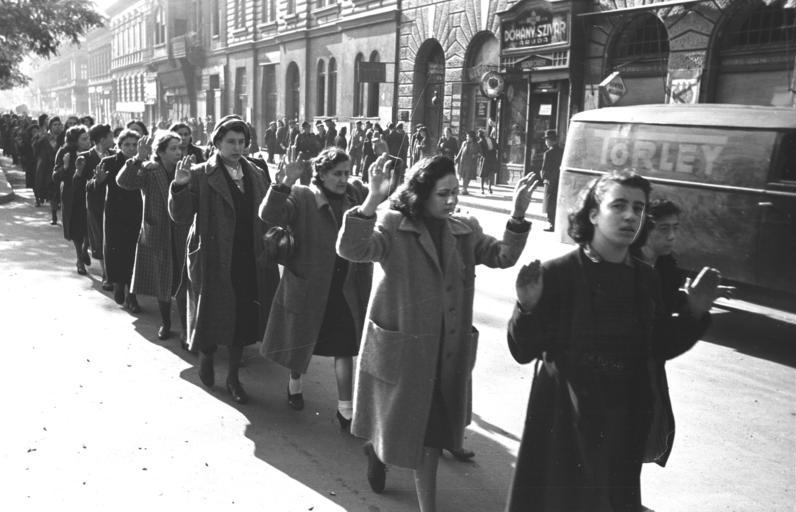
Wywóz Żydówek z getta

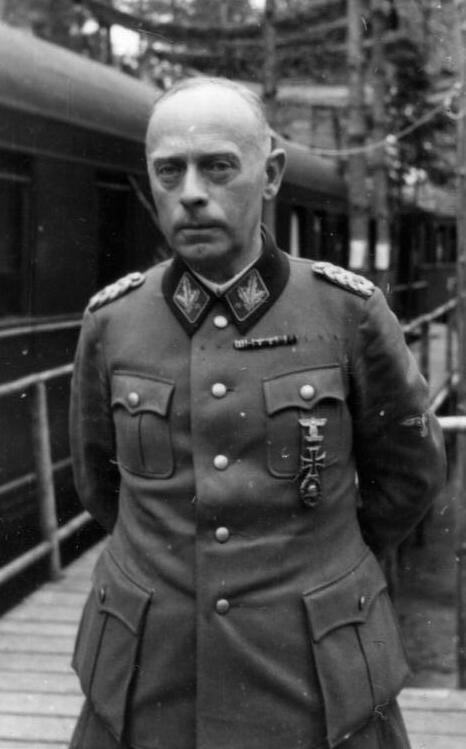
SS-Obergruppenführer Karl Pfeffer-Wildenbruch

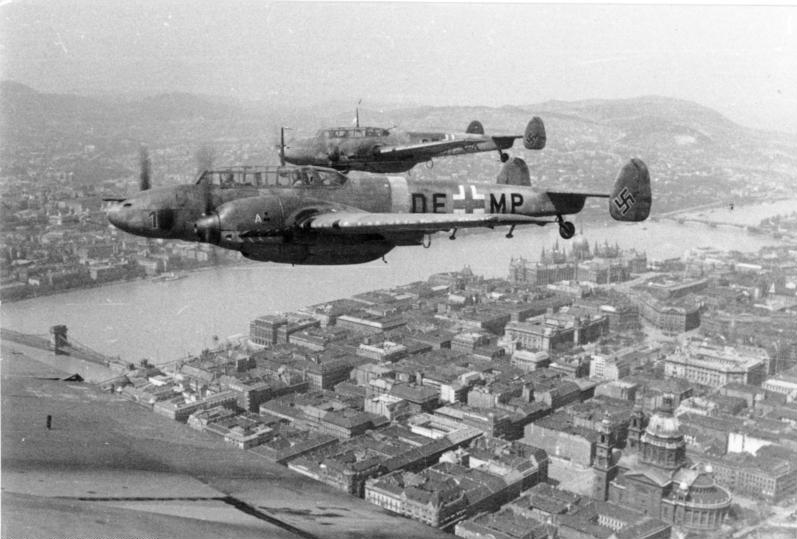
Messerschmitt 110 nad Budapesztem

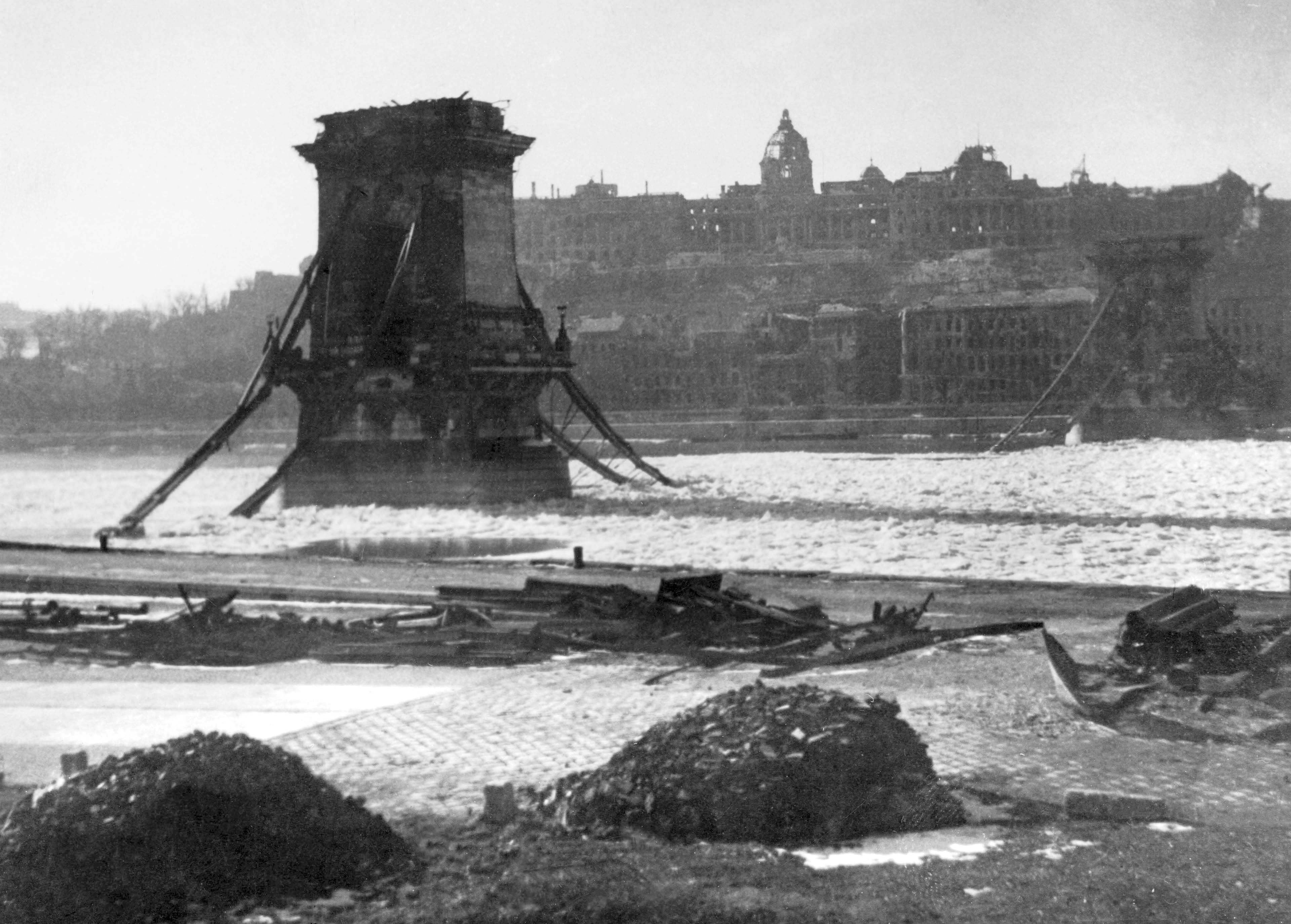
Zniszczony Most Łańcuchowy w skutym lodem Dunaju; zniszczony Most Elżbiety

Podczas II wojny światowej Węgry oficjalnie stały po stronie Trzeciej Rzeszy, choć działania agresorskie podejmowały głównie po to, żeby odzyskać ziemie zabrane na mocy traktatu w Trianon (południowa Słowacja, Zakarpacie, Siedmiogród). Nie zgodziły się jednak z całą mocą na pomoc Hitlerowi pod jakąkolwiek postacią w inwazji na Polskę, a po zawarciu układu o przyjaźni z Jugosławią początkowo również nie chciały pomagać Hitlerowi w inwazji na to państwo (minister spraw zagranicznych Pál Teleki popełnił samobójstwo, nie chcąc uginać się pod żądaniami Hitlera). Horthy, panicznie bojąc się komunizmu, wziął też udział w napaści na ZSRR w czerwcu 1941 r., wysłał też jedną armię pod Stalingrad (gdzie w lutym 1943 r. została unicestwiona).
Widząc jednak postępy aliantów oraz słabość swojej armii, właśnie od początku 1943 r. Horthy podejmował tajone przed Hitlerem (choć niezbyt skutecznie) próby wycofania się z wojny lub przynajmniej przystąpienia do sojuszu z Wlk. Brytanią. Na początku 1944 r. nie dało się już dłużej lawirować, zaś Niemcy nie dały się dłużej zwodzić. Z wojny po stronie Niemiec wycofały się Włochy (październik 1943), Niemcy ponosiły porażki w Rosji (w początku marca ruszył front ukraiński), w pn.-wsch. Węgrzech walczyła już Armia Czerwona – Hitler musiał zająć Bałkany. 19 marca armia niemiecka wkroczyła na Węgry.
Do głosu coraz silniej dochodziły ugrupowania faszystowskie, m.in. strzałokrzyżowcy. Na Węgrzech coraz śmielej poczynali sobie hitlerowcy (mogli np. urządzać łapanki), Żydzi musieli naszywać na ubrania żółte, sześcioramienne gwiazdy. 8 października Niemcy porwali dowódcę obrony Budapesztu. Wtedy Rosjanie byli już nad Cisą. Horthy poczuł się zmuszony rozpocząć z nimi negocjacje. 11 października przedstawiciel Węgier podpisał w Moskwie warunki zawieszenia broni.
Dowiedziawszy się o tym, Niemcy postanowili działać: 15 października rano mały oddział specjalny pod dowództwem Otto Skorzenego (tego samego, który rok wcześniej uwolnił Mussoliniego) po krótkiej wymianie ognia porwał z zamku budańskiego syna regenta, również Miklósa (akcją alternatywną miało być ostrzelanie zamku). Od imion syna i ojca pochodzi nazwa akcji – operacja Mickey Mouse. O godz. 10:30 regent na posiedzeniu rządu ogłosił zawieszenie broni, zaś po pierwszej – przez radio. Wiadomość wywołała radość na ulicach Budapesztu, Żydzi zrywali nawet gwiazdy z ubrań – jednak nie dotarła tam, gdzie powinna, czyli do wojsk na froncie. Wycofanie się z wojny nie powiodło się.
Niemcy zaś aresztowali dowódców wiernych Horthyemu. Czołgi wjechały na główne ulice Budapesztu. Hitlerowcy zajęli strategiczne punkty, m.in. mosty, radio i pocztę. Otoczyli zamek. Wraz z Niemcami miasto opanowali strzałokrzyżowcy. Następnego dnia regent został zmuszony do rezygnacji z władzy, wycofania zawieszenia broni i mianowania premierem wodza strzałokrzyżowców Ferenca Szálasiego – zrobił to za cenę życia swojego syna, który został przewieziony do obozu koncentracyjnego w Mauthausen (w maju 1945 r. dostał się w ręce Amerykanów). Sam regent zaś został internowany w zamku w Jeleniej Górze, a w maju 1945 r. także dostał się w ręce Amerykanów.
Na Węgrzech zaś zapanował faszyzm. Już 15 października wieczorem strzałokrzyżowcy zwieźli na Most Łańcuchowy i Most Małgorzaty wielu Żydów służących w jednostkach „służby przymusowej” i zestrzelili ich do Dunaju. Między dworcami Keleti a Józsefvárosi pewna liczba takich Żydów stawiła zbrojny opór – po uporaniu się z nimi, faszyści węgierscy i niemieccy zabili wszystkich Żydów z okolicy. Po mieście grasowały bez żadnej kontroli bandy strzałokrzyżowców, złożone z 15-16-letnich wyrostków. Po kilku dniach władze same zabroniły takich akcji, bo chciały uniknąć sytuacji, w której miastem rządzi uzbrojony tłum. Zapowiedziały, że „kwestia żydowska” musi być rozwiązana przez państwo. Jedno z takich „rozwiązań” nastąpiło 8 listopada – strzałokrzyżowcy zgromadzili w obozie przejściowym w Óbudzie 70 tys. Żydów (również kobiety i dzieci) i pognali ich pieszo do obozów koncentracyjnych w Austrii. Resztę Żydów stłoczono w getcie, które powstało w okolicach pl. F. Deáka (wokół synagogi) Do końca stycznia 1945 r. faszyści wywozili stamtąd ludzi i rozstrzeliwali ich na brzegach Dunaju – zamordowali w ten sposób ok. 20 tys.
4 listopada 1944 r. połowa Mostu Małgorzaty łącząca wyspę z Pesztem wyleciała w powietrze – nieoczekiwanie, w trakcie największego nasilenia ruchu. Śledztwo wykazało, że zawinili saperzy niemieccy, którzy podczas wiercenia otworów pod ładunki wybuchowe w celu ewentualnego wysadzenia mostu przed nacierającą Armią Czerwoną, uszkodzili rurociąg z gazem.
Na początku listopada 1944 r. Armia Czerwona doszła do wschodnich przedmieść Budapesztu (Rosjanie chcieli zdobyć miasto w rocznicę rewolucji październikowej – 7 listopada, ale zatrzymał ich silny opór obrońców). U boku Rosjan walczyły też wojska rumuńskie – kraj ten od sierpnia uczestniczył w wojnie po stronie aliantów. 5 grudnia wojska sowieckie zaczęły przeprawiać się przez Dunaj, jednocześnie silnie ostrzeliwując miasto. „Wódz narodu” Ferenc Szálasi uciekł do Szombathely. 26 grudnia Rosjanie, zdobywając od północy Székesfehérvár, zamknęli oblężenie stolicy. Następnego dnia dowództwo Schutzpolizei wprowadziło stan oblężenia. W mieście przebywało 70 tys. żołnierzy niemieckich (dowódca – SS-Obergruppenführer Karl Pfeffer-Wildenbruch) i węgierskich (gen. Iván Hindy), atakowało je zaś ok. 180 tys. wojsk radzieckich (marsz. Rodion Malinowski i marsz. Fiodor Tołbuchin) i rumuńskich (gen. Nicolae Şova). W mieście przebywało też 800 tys. cywilów. Mimo takiej przewagi, Hitler jednak nie dopuszczał myśli o poddaniu miasta – już 23 listopada ogłosił je twierdzą (Festung Budapest), co oznaczało, że ma być bronione do ostatniego człowieka.
30 grudnia rozpoczął się atak rosyjski. Rosjanie korzystali z szerokich alej Pesztu i posuwali się szybko. Często też używali snajperów, powszechne też były walki w kanałach ściekowych (sześciu żołnierzom sowieckim udało się nawet dostać kanałami na zamek i porwać oficera niemieckiego).
Niemcy wysadzili oba mosty kolejowe. 1 stycznia 1945 r. podjęli pierwszą próbę przerwania oblężenia, wysyłając wojska w kierunku wzgórz Pilis (od północnego zachodu miasta) i wzgórz budańskich (od zachodu). 6 stycznia, po przegranym starciu pod Bicske (niecałe 20 km na zachód od Zamku), Niemcy musieli się wycofać. Druga ofensywa ruszyła już 7 stycznia – kierowała się od zachodu. Została zatrzymana dwa dni później. Trzecia próba została podjęta 19 stycznia i miała na celu dotarcie do Budapesztu od Balatonu przez Székesfehérvár; miasto to zostało zdobyte, ale dalej Niemcy nie doszli, a nawet wkrótce je stracili.
15 stycznia Rosjanie zdobyli Dw. Nyugati, następnie wyspę Csepel. Niemcy wysadzili Most Horthyego i Franciszka Józefa. 17 stycznia Hitler zgodził się wycofać z Pesztu resztki żołnierzy do obrony Budy. Następnego dnia Niemcy zniszczyli pozostałe mosty, mimo protestów oficerów węgierskich.
Od strony zachodniej Rosjanie już w grudniu doszli do okolic pl. Kálmána Szélla. Zdobywanie Budy przez Sowietów było jednak utrudnione przez górzysty charakter miasta. Góra Macieja (Mátyás-hegy) sześciokrotnie zmieniała „gospodarza” w ciągu kilku dni. Niezdobyta wydawała się Cytadela na Górze Gellerta, a także prowizoryczne lotnisko w parku Vérmező koło dw. Déli Do momentu zniszczenia mostów, jako strefa zrzutów dla spadochroniarzy służyła też Wyspa Małgorzaty.
Jednak braki w żywności stawały się coraz bardziej dotkliwe – oblężone wojska musiały zjadać własne konie.
Między 5 a 11 lutego Rosjanie zdobyli lotnisko na Vérmező i wszystkie wzgórza – jako ostatnie Górę Gellerta. Jednostki niemiecko-węgierskie zostały zamknięte na Wzgórzu Zamkowym. Hitler jednak wciąż zabraniał poddania miasta. Mimo to, 11 lutego gen. Pfeffer-Wildenbruch zgodził się na opuszczanie wzgórza – żołnierze zaczęli wychodzić wraz z cywilami, pchającymi przed sobą wózki z dobytkiem i brnącymi przez śnieg. Na uciekających czekały jednak jednostki sowieckie koło pl. Kálmána Szélla (w latach 1951-2011 – pl. Moskiewski), niektórym jednak się udało ze względu na panującą mgłę i ciemności. Pozostałe na wzgórzu jednostki poddały się 13 lutego.
80% budynków Budapesztu było zniszczonych, wśród nich Zamek wraz ze starówką. Miasto utraciło ok. 70 tys. osób zabitych w getcie i następne 100 tys. zabitych wskutek bombardowań, gwałtów ze strony nazistów i Armii Czerwonej, głodu albo terroru strzałokrzyżowców. Kobiety były gwałcone i porywane do kwater Armii Czerwonej, nie ominęło to nawet personelu ambasad państw neutralnych.

## Komunizm

### Odbudowa miasta (1945-56)

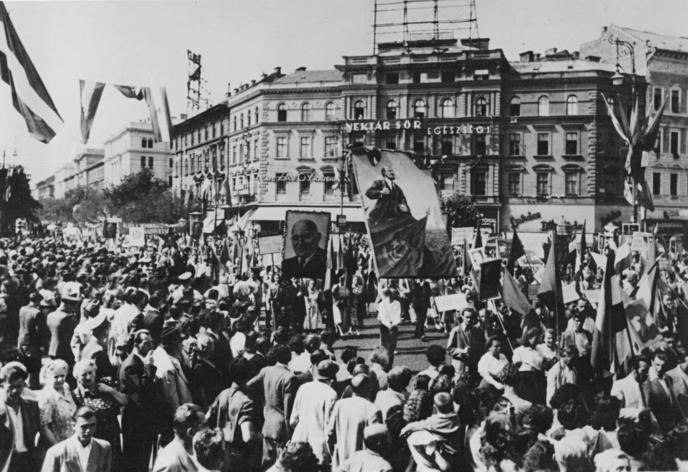
II Światowy Festiwal Młodzieży – Budapeszt 1949

Okres stalinizmu na Węgrzech to dla Budapesztu również okres odbudowy. Rozpoczęto odbudowę Zamku i Starego Miasta (trwała do lat 60.), kościoła Macieja (1950-70), bazyliki św. Stefana. Budynek Parlamentu na szczęście był na tyle mało zniszczony, że sejm mógł od razu po wojnie rozpocząć tam obrady – co więcej, przeniósł się tam też rząd. Ogromną stratą było natomiast wywiezienie Korony Św. Stefana, która od początku powstania budynku była tam przechowywana (wróciła w 1978 r.). Nie odbudowano w dawnym kształcie Cytadeli na Górze Gellerta – wskutek spadku jej roli wojskowej od lat 60. przeznaczono ją na atrakcję turystyczną, więc otwarto tam hotel i restaurację, częściowo zburzono mury. Natomiast w 1947 r. postawiono obok niej monumentalny Pomnik Wolności.
Już w 1945 r. postawiono trzy tymczasowe mosty drogowe i jeden kolejowy. W styczniu 1946 r. kra lodowa zniosła te mosty. 15 marca 1946 r. otwarto pierwszy stały most po wojnie – zbudowany w ciągu 7 miesięcy Most Kossutha. Obecnie nie istnieje – stał między pl. Batthyánya a pl. Kossutha (przy Parlamencie). Został zaplanowany na 10 lat, miał ograniczoną nośność – w 1960 r. został zburzony. W ciągu następnych miesięcy po wojnie obudowywano na oryginalnych miejscach kolejno:
- 20 sierpnia 1946 – most Franciszka Józefa, nazwany Mostem Wolności[46],
- 1 sierpnia 1948 – Most Małgorzaty (choć jeden pas ruchu oddano już na jesieni 1947 r.)[44],
- 6 września 1948 – północną część południowego mostu kolejowego[56],
- 20 listopada 1949 – Most Łańcuchowy[31],
- 22 listopada 1952 – Most Miklósa Horthyego, który przemianowano na Most Petőfiego[73],
- 22 lipca 1953 – południową część południowego mostu kolejowego[56],
- 21 maja 1955 – północny most kolejowy (Újpesti)[57].

Ponadto w 1947 r. odbudowano mosty na wyspę Csepel: Gubacsi i Kvassaya (na miejscu tego ostatniego przez rok był tymczasowy most drewniany).
Oprócz tego 7 listopada 1950 r. oddano do użytku nowy most, którego budowę zaczęto jeszcze przed wojną i którego budowę przerwano w 1943 r. Oryginalnie miał się nazywać Mostem Arpada, ale nazwano go Mostem Stalina. Do momentu oddania do użytku północnego mostu kolejowego szyny tramwajowe na Moście Stalina wykorzystywano też do towarowego transportu kolejowego. Nazwę oryginalną mostu przywrócono w 1958 r. Konstrukcję stalową mostu budował MÁVAG.
Szybko zaczęły działać zakłady przemysłowe – zniszczenia naprawiono, a wyposażenia nie wywieziono do państw zwycięskich w wojnie (w przeciwieństwie do sytuacji po I wojnie). Niektóre jednak przeszły na pewien czas pod własność ZSRR jako część reparacji wojennych (np. stocznia w Óbudzie), wszystkie natomiast upaństwowiono (większość w 1948 r.). Ze względu na podobny profil produkcji, już w okresie odwilży, w 1959 r., połączyły się firmy Ganz i MÁVAG.
W 1949 r. fabryka karoserii i pojazdów braci Uhri, założona w 1933 r., połączyła się z fabryką części zamiennych do pojazdów i samolotów. W ten sposób powstały zakłady Ikarus. Pierwszy autobus – Ikarus 30 – wyjechał stamtąd w 1951 r., zaś rok później – pierwszy trolejbus.
W 1949 r. przywrócono ruch trolejbusów (linia 70 – na 70. urodziny Józefa Stalina).
W 1951 r. uruchomiono ostatnią już linię HÉV – spod Mostu Petőfiego (po stronie peszteńskiej) na Csepel. Linia biegła przez most Kvassaya, miała charakter pośpieszny.
W 1947 r. zdecydowano o budowie lotniska w Ferihegy dla celów cywilnych. Oddano je do użytku w maju 1950 r. Początkowo latały stamtąd samoloty tylko do „bratnich krajów socjalistycznych”. W lecie 1956 r. uruchomiono pierwszy lot do Wiednia.
W 1947 r. zadecydowano też o budowie jednej z dzisiejszych atrakcji Budapesztu – kolejki dziecięcej (Gyermekvasút). Do użytku oddawano ją odcinkami – od kwietnia 1948 r. do sierpnia 1950 r. Jest to kolejka, w której od początku sprzedażą biletów, obsługą konduktorską, a także kierowaniem ruchem (odprawa pociągów na stacjach, dawanie sygnału do odjazdu) zajmowały się dzieci w wieku 10-14 lat (dorośli są tylko maszynistami, pracownikami technicznymi i kierownikami stacji). Kolejka jest wąskotorowa, biegnie wzgórzami budańskimi wzdłuż granicy miasta od Góry Széchenyiego do Erzsébettelek. Początkowo obsługiwali ją pionierzy. Zgodnie z ówczesną ideologią, praca w kolejce była narzędziem wychowania socjalistycznego. Jednak dzieci sprawiające tzw. problemy wychowawcze do tej pracy nie trafiały, wręcz przeciwnie – brano dzieci wyróżniające się, z dobrymi stopniami (z żadnego przedmiotu w szkole nie mogły mieć ani jednej trójki).

### Rozszerzenie granic miasta
Patrz: Dzielnice Budapesztu

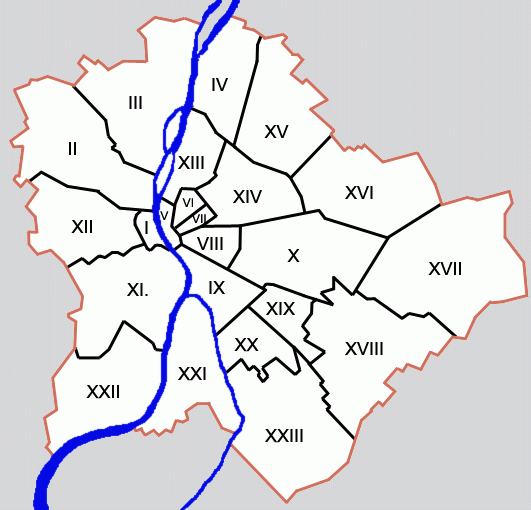
Dzielnice Budapesztu

1 stycznia 1950 r. przyłączono do Budapesztu 7 miast na prawach komitatu i 16 gmin, następnie 3 obszary wydzielone z trzech innych gmin (na jednym z nich powstało lotnisko Ferihegy). Tak powstałe miasto było 2,5 razy większe od dotychczasowego, a liczba ludności wzrosła 1,5 raza. Miasto podzielono na 22 dzielnice. Dotychczasową IV skasowano, granice pozostałych 13 w różnym stopniu zmieniono. Spośród przyłączonych obszarów cztery dołączono do istniejących dzielnic, z pozostałych 22 utworzono 9 nowych dzielnic. Numer IV otrzymał leżący najbardziej na północ Újpest, pozostałe ponumerowano od XV do XXII. Numeracja jest zgodna z ruchem wskazówek zegara zaczynając od środka.

### Rewolucja węgierska 1956
Rosnące niezadowolenie społeczne oraz sukces robotników poznańskich w walce o swoje prawa wywołały w październiku 1956 r. masowy ruch, który od demonstracji pod pomnikiem Józefa Bema w Budapeszcie (23 października) przekształcił się w powstanie zbrojne. Główną rolę w tym powstaniu odgrywał właśnie Budapeszt. Powstańcy doprowadzili do mianowania na stanowisko premiera swojego faworyta, Imre Nagya (27 października). Trzy dni później Nagy ogłosił koniec systemu jednopartyjnego, zaś powstańcy rozbili komitet partyjny stolicy i zlinczowali wielu jego obrońców. Gdy 1 listopada premier ogłosił wystąpienie Węgier z Układu Warszawskiego, ZSRR podjął decyzję o interwencji zbrojnej. Interwencja miała miejsce w dn. 4-11 listopada i zakończyła się klęską powstańców. Zwycięscy komuniści w sfingowanych procesach skazali wielu przywódców rewolucji oraz powstańców, ale po rewolucji represyjność systemu na Węgrzech znacznie spadła („gulaszowy komunizm”).

## Odwilż

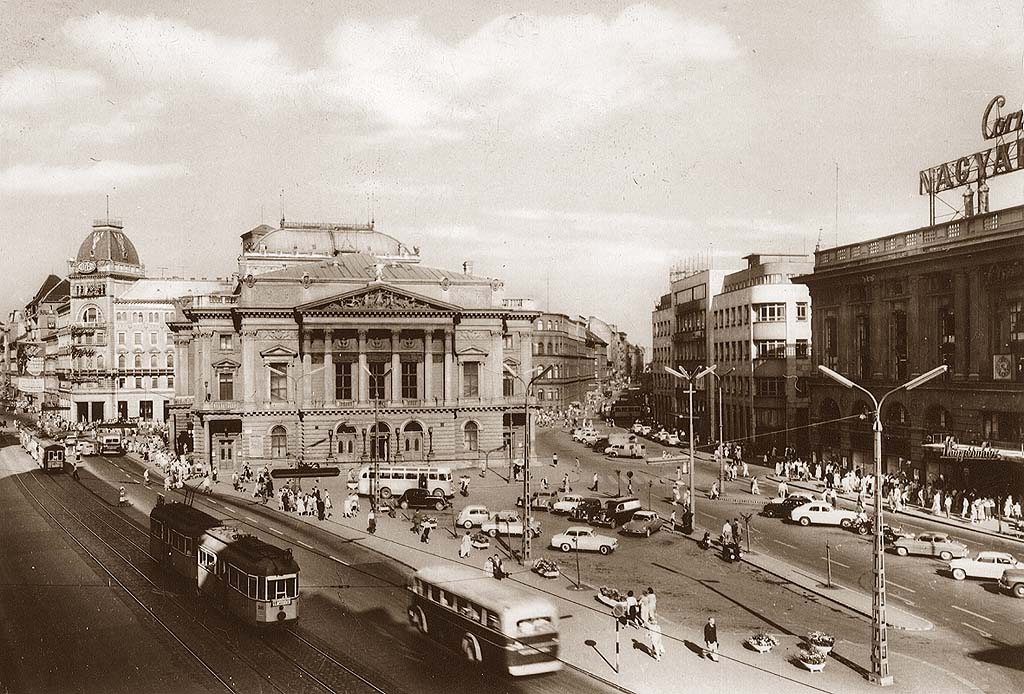
Pl. Blaha Lujza tér w 1963 r. – na zdjęciu widać Teatr Narodowy, zburzony rok później, ponieważ jego konstrukcję osłabiła budowa 2. linii metra

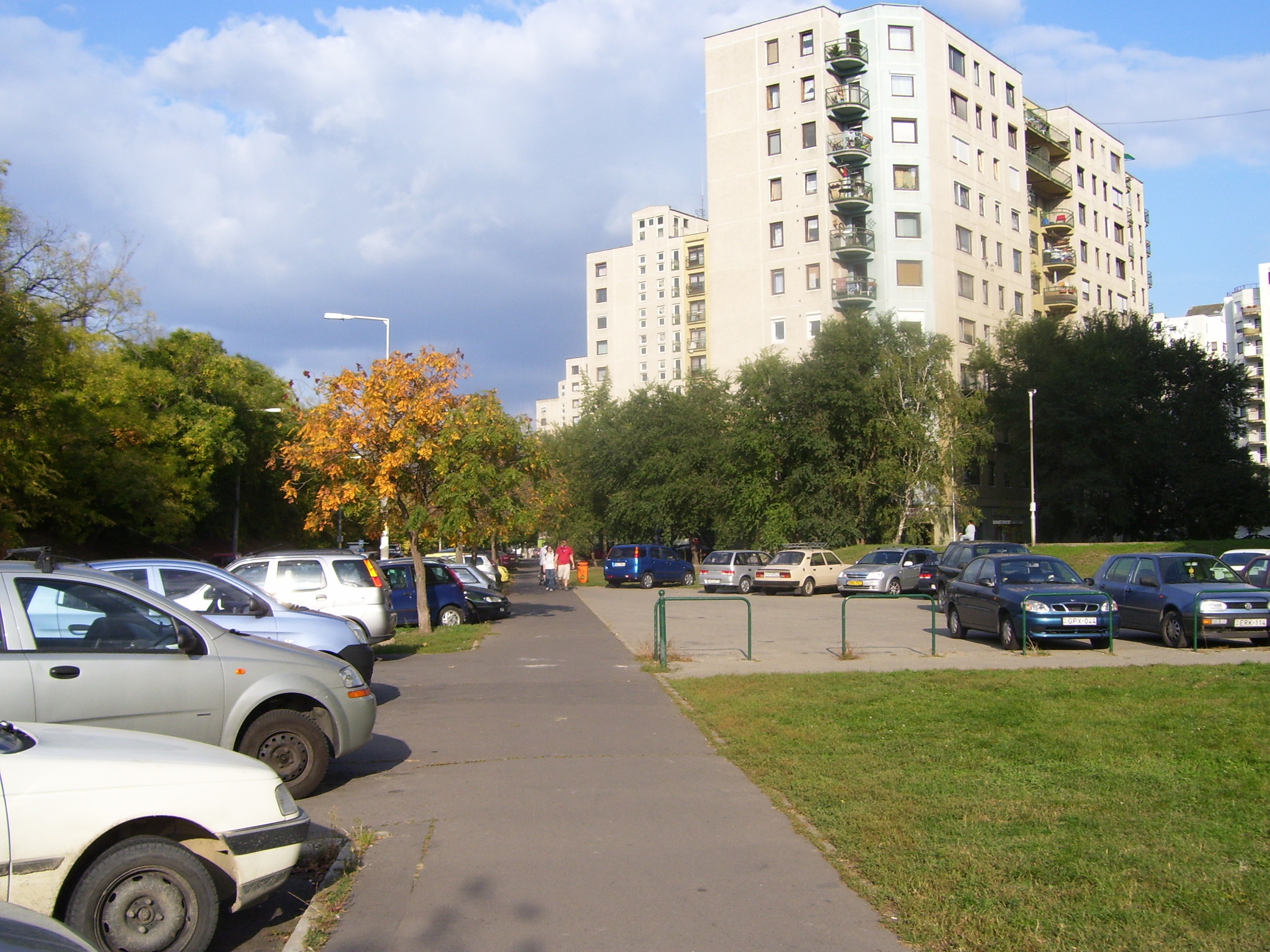
Osiedle Kaposztásmegyer (pn. granica Pesztu)

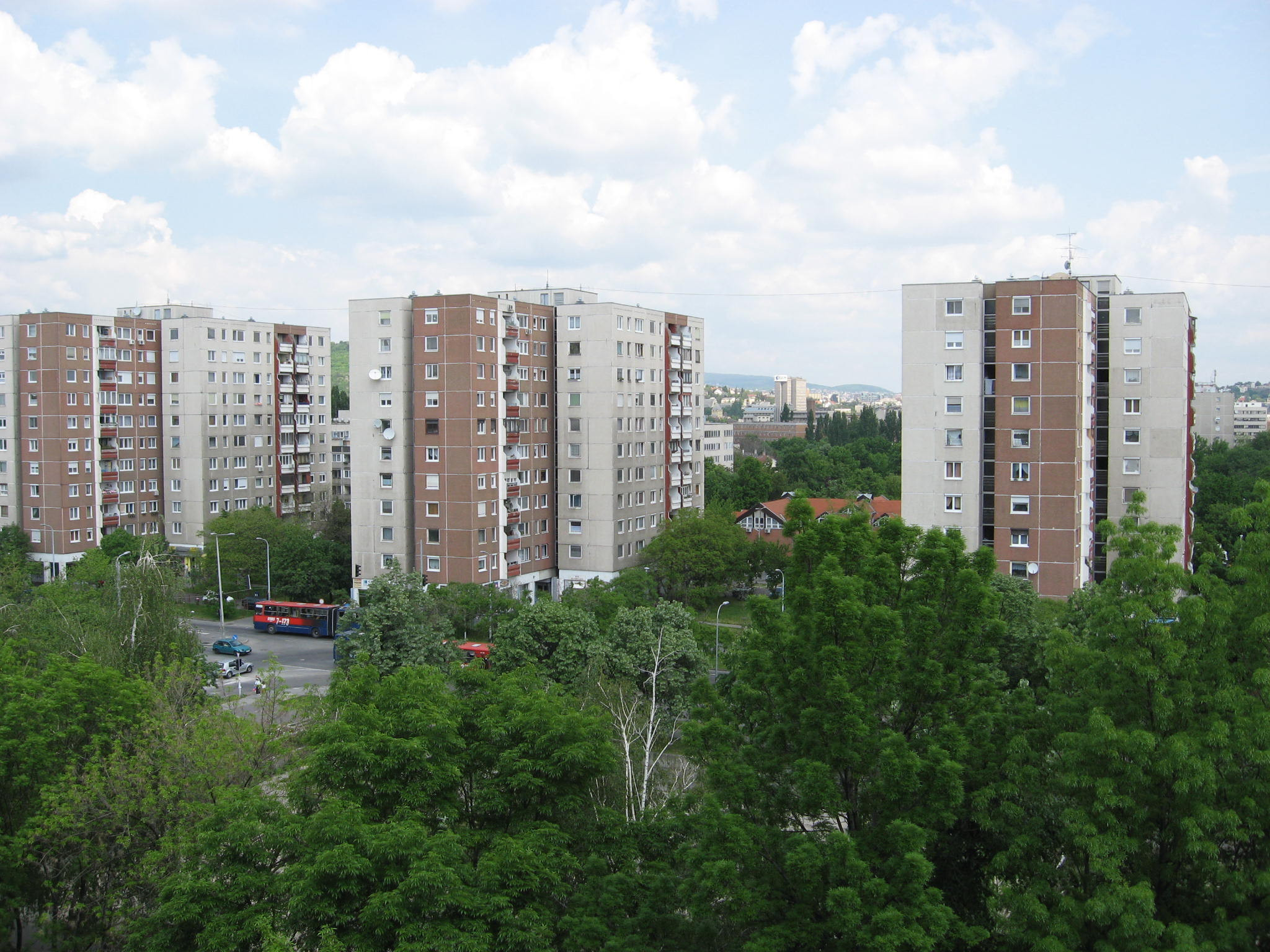
Osiedle Kelenföld

Czasy „gulaszowego komunizmu” to drugi po latach 1873-1918 okres rozkwitu Budapesztu. Liczba ludności stale wzrastała – startując od 1,5 mln w 1950 r., w 1980 r. osiągnęła 2 mln i utrzymała ten poziom aż do początku lat 90. Rosnąca liczba ludności wymuszała budowę wielkich osiedli mieszkaniowych – głównie na terenach przyłączonych w 1950 r., choć nie tylko. Powstały wtedy blokowiska w Békásmegyer (na północ od Óbudy), Újpest, Kelenföld, Újpalota (północno-wschodni Peszt), Gazdagrét (na zachód od Kelenföld). Zasiedliły je głównie młode małżeństwa z centrum stolicy.
Nowe osiedla wymagały dobrego połączenia z centrum miasta. Boom gospodarczy lat 60. i 70. umożliwił:
- wybudowanie dwóch linii metra: M2, tzw. czerwonej (lata 1950-73), oraz M3, tzw. niebieskiej (lata 1966-90),
- odbudowę Mostu Elżbiety (1964)[94],
- wybudowanie na nowo dworca Déli (1973)[95],
- budowę autostrad: M0, M1, M3, M5, M7 (jako pierwsze oddano do użytku początkowe odcinki M7 nad Balaton – pod koniec lat 60.).

Oprócz inwestycji czysto użytkowych, powstawały też budowle służące celom bardziej rozrywkowym. Była to np. kolejka linowa na Górę Jana (1970), kolejka zębata na Wzgórze Zamkowe (odbudowywana w latach 1965-1986), czy też tor Formuły 1, Hungaroring (1986 r. – jedyny tego typu tor za „żelazną kurtyną”).
Jednym z symboli względnego dobrobytu lat 70. była hala handlowa Skála Budapest, otwarta w kwietniu 1976 r., w Lágymányos (XI dzielnica, koło południowego mostu kolejowego). Dziś na tym miejscu stoi centrum handlowe Allee.

## Po 1990 roku
W lutym 1986 r. Michaił Gorbaczow zainicjował politykę pieriestrojki. 15 marca na Moście Łańcuchowym przeszedł pochód dla uczczenia rocznicy wybuchu rewolucji w 1848 r., który rozpędziła milicja. We wrześniu 1987 r. powstała pierwsza partia opozycyjna na Węgrzech – Węgierskie Forum Demokratyczne (MDF). 15 marca 1988 r., w następną rocznicę rewolucji, w Budapeszcie odbyły się w trzech miejscach demonstracje opozycji: na pl. Kossutha, w miejscu egzekucji Batthyánya i przy pomniku Bema. Domagano się na nich wolności prasy i zgromadzeń oraz prawdziwych reform. Od tego momentu lawinowo powstają partie opozycyjne (m.in. Fidesz, SzDSz). W maju z funkcji przywódczych zrezygnował János Kádár. W następnym roku mają miejsce następne liczne demonstracje. 16 czerwca dokonano ponownego pochówku Imre Nagya na pl. Bohaterów. 10 października rozwiązała się Węgierska Socjalistyczna Partia Robotnicza, a 23 października w południe tymczasowy prezydent Mátyás Szűrös na tarasie Parlamentu ogłosił powstanie III Republiki Węgierskiej.
21 czerwca 1990 r. rozpoczęła działalność giełda budapeszteńska.
31 października 1990 r. nadburmistrzem Budapesztu został Gábor Demszky, działacz opozycji demokratycznej.
Jak we wszystkich krajach postkomunistycznych, po upadku komunizmu szybko pojawiły się problemy społeczne i gospodarcze. Już 25 października rząd o 85% podniósł ceny benzyny, na co zaprotestowali taksówkarze, zbierając się najpierw pod Parlamentem. Gdy żądania odwołania podwyżki nie odniosły skutku, następnego dnia zablokowali wiele punktów miasta, głównie mosty. Na Moście Arpada policja siłą chciała rozpędzić blokadę, ale po skutecznym oporze taksówkarzy i na polecenie ministra spraw wewnętrznych wycofała się. 28 października taksówkarze odblokowali miasto, gdy zmniejszono wysokość podwyżki.
Okazało się też, jak niedoinwestowane są zakłady przemysłowe, które przegrywały konkurencję z zakładami zachodnimi. Ganz-MÁVAG już w 1988 r. został rozbity na mniejsze firmy, skupione w holdingu Ganz Holding Rt. (bez części „MÁVAG” w nazwie). W 1999 r. zlikwidowano stocznię w Óbudzie – najstarszą stocznię rzeczną w Europie. Láng Gépgyár był prywatyzowany od 1990 r., zniknął z rynku w 2000 r. (jego prawnym następcą jest Alstom Hungária Zrt.). Huta na wyspie Csepel (dawne Zakłady Manfreda Weissa) od 1993 r. przeszła w ręce węgierskiej spółki Csepeli Femmű Rt., odlewnia żelaza i stali – w ręce amerykańskie, zaś pod marką Manfreda Weissa działa fabryka rur Csepeli Acélcső Kft. Ikarus w 1991 r. stał się spółką akcyjną, której 30% stało się własnością rosyjskiej grupy Atex. Potem kupił go francusko-włoski Irisbus (1998). Jednak kolejne oddziały zamykano i w 2007 r. firma – jak się wydawało – zniknęła na dobre. Ale w 2010 r. zaczęła ponownie produkcję pod nazwą Ikarusbus Kft., we współpracy z firmą Rába Nyrt., wypuszczając model ARC. Producenta sprzętu elektronicznego (m.in. telewizorów), Orion, w 1997 r. kupił singapurski Thakral. Producent żarówek, Tungsram, należy w większości do General Electric.
Trudności lat 90. odbiły się na liczbie ludności. Od 1990 r. do 2005 systematycznie ona spadała – od ponad 2 mln poniżej 1,7 mln. Było to wynikiem przeprowadzek ludzi, zmęczonych wielkim miastem, do miejscowości podstołecznych (tzw. suburbanizacja), a z drugiej strony, ogólny ujemny przyrost naturalny na Węgrzech. Od kilku lat jednak liczba ludności miasta powoli rośnie.
W 1994 roku z obszaru dotychczasowej XX dzielnicy Pesterzsébet wydzielono jako osobne osiedle Soroksár, które stworzyło dzielnicę XXIII. Była to, jak dotychczas, ostatnia zmiana w podziale administracyjnym Budapesztu.
Rozwój infrastruktury w dwudziestoleciu 1990-2010:
- 1990 r. – otwarto Most Ferenca Deáka (początkowo Hárosi), który łączy obecną XXII dzielnicę z wyspą Csepel i stanowi część autostrady M0[105],
- 1995 r. – otwarto most Lágymányosi – wzdłuż południowego mostu kolejowego[106]; od 2011 r. nosi nazwę Mostu Rakoczych[107],
- 2004 r. – rozpoczęto budowę 4. linii metra, którą przerwano w 2008 r. z powodów finansowych,
- 2005 r. – rozpoczęto budowę autostrady M4 do granicy rumuńskiej (k. Oradei)
- 2006 r. – otwarto pierwszy odcinek autostrady M6 (docelowo ma prowadzić na Chorwację p. Mohacz)
- 2008 r. – otwarto most Megyeri, łączący północny kraniec Újpestu z miastem Budakalász; stanowi on część autostrady M0,
- 2010 r. – otwarto pierwszy odcinek autostrady M2 (docelowo ma prowadzić do granicy słowackiej w Hont).

W 2002 r. wybory wygrała partia socjalistyczna – MSzP. Dwa lata później premierem został Ferenc Gyurcsány. Partia wygrała także wybory w 2006 r. Miesiąc po nich na zamkniętym posiedzeniu partii premier wyznał w wulgarny sposób, że wybory zostały wygrane wskutek kłamstw w kampanii wyborczej. Po ujawnieniu taśm z tego posiedzenia 18 września rozpoczęły się wielotysięczne demonstracje, głównie w Budapeszcie. Tłum zebrał się na pl. Kossutha (przed Parlamentem) oraz przed gmachem telewizji państwowej. W wielu miejscach doszło do bijatyk między policją a demonstrującymi, podpalono też budynek telewizji. Zamieszki trwały do 22 września. Również w październiku odbywały się demonstracje – niektóre zakłócały obchody 50. rocznicy powstania węgierskiego z 1956 r. (23 października).
Demonstracje odbyły się również w rocznicę tych zamieszek. Protestujący zebrani przed Parlamentem chcieli zablokować Parlament i ministerstwa, a następnie zażądać dymisji rządu i rozwiązania sejmu. Wskutek różnicy zdań między protestującymi zablokowano tylko trzy ministerstwa, ale policja szybko te blokady rozpędziła. Następnego dnia kilkaset osób pojawiło się też przed gmachem telewizji, następnie przeszli na pl. Lujza Bláha i rozeszli się pod hotelem Astoria. Później, 26 października, skrajnie prawicowy portal kuruc.info zorganizował nielegalną blokadę Mostu Elżbiety – rano demonstrujący zeszli z chodnika w celu zablokowania ruchu, ale rozpędziła ich policja.
W wyborach samorządowych w październiku 2010 r. o urząd nadburmistrza nie ubiegał się już Gábor Demszky, który sprawował urząd przez 20 lat. Mimo że za jego rządów Budapeszt rozwijał się najszybciej ze wszystkich stolic Europy Środkowej, Demszky kończył urzędowanie w atmosferze niejasności, związanych z finansami przedsiębiorstwa komunikacyjnego BKV oraz z poczuciem nieudanej inwestycji dotyczącej budowy 4 linii metra. Nowym nadburmistrzem został István Tarlós.

## Źródła internetowe
- http://budapestcity.org – portal miasta
- http://sulinet.hu/oroksegtar/data/tudomany_es_ismeretterjesztes/A_budapesti_duna_hidak/pages/000_konyveszeti_adatok.htm Imre Gall, A budapesti Duna-hidak (Mosty budapeszteńskie na Dunaju), Budapest, 2004, wyd. internetowe na portalu sulinet.hu
- http://web.archive.org/web/20021116192324/http://www.budapest.hu/Engine.aspx?page=tortenelem Historia Budapesztu na portalu www.budapest.hu
- http://www.holokausztmagyarorszagon.hu – Strona poświęcona holokaustowi na Węgrzech
- https://web.archive.org/web/20131102013806/http://users.atw.hu/mc-bubu/lapjaim/ikarus/ikarus_tortenet.html – strona poświęcona Ikarusowi
- http://mek.niif.hu/02100/02185 István Kollega Tarsoly (red.) Magyarország a XX. században (Węgry w XX wieku), Szekszárd, 1996–2000, wyd. Węgierskiej Biblioteki Internetowej (MEK)
  - http://mek.niif.hu/02100/02185/html/9.html A konszolidáció útján (Na drodze do konsolidacji) początki rządów Horthyego
  - http://mek.niif.hu/02100/02185/html/35.html Az utolsó esély a háborúból való kiválásra (Ostatnia szansa wycofania się z wojny)
  - http://mek.niif.hu/02100/02185/html/6.html A vereség ára (Cena klęski) lata 1918-19
  - http://mek.niif.hu/02100/02185/html/7.html A proletárdiktatura (Dyktatura proletariatu)
  - http://mek.niif.hu/02100/02185/html/34.html Magyarország német megszállása (Okupacja niemiecka)
  - http://mek.niif.hu/02100/02185/html/72.html Budapest ostroma (Oblężenie Budapesztu)
- http://epa.oszk.hu/00400/00458/00098/2005honap2cikk884.htm Tamás Kovács, Budapest ostroma (Oblężenie Budapesztu), w:Korunk (Nasze czasy), 2/2005 (czasopismo historyczno-kulturalne, wyd. Biblioteki Széchényiego OSzK)
- http://mek.niif.hu/01900/01948/html/index8.html Lovagkirályok. Az Anjou- és Zsigmond-kor Magyarországon 1301-1437 (Królowie-rycerze. Czasy Andegawenów i Luksemburgów na Węgrzech 1301-1437), Budapest, 1997, wyd. Węgierskiej Biblioteki Internetowej
- http://lexikon.katolikus.hu Magyar Katolikus Lexikon (Węgierski Leksykon Katolicki), wyd. internetowe
- http://epa.oszk.hu/00000/00003/00004/nagy.htm Zsuzsa Nagy, A főváros román megszállás alatt (Stolica pod rumuńską okupacją), art. w Budapesti Negyed 4/1994, wyd. Biblioteki Széchényiego (OSzK),
- https://web.archive.org/web/20110912005046/http://www.orszagjaras.net/hu Portal turystyki krajoznawczej Országjárás
- http://www.mek.iif.hu/porta/szint/egyeb/lexikon/pallas/html/bongesz.htm, Pallas Nagy Lexikona (Wielki Leksykon Pallas), 1893-97. Wyd. Węgierskiej Biblioteki Internetowej (MEK)
- http://mek.niif.hu/03400/03410 Vilmos Pecz (red.) Ókori lexikon (Leksykon starożytności), 2001, Wyd. Węgierskiej Biblioteki Internetowej (MEK)
- http://www.euprojektek.hu – strona poświęcona projektom wspieranym przez Unię Europejską
- http://hampage.hu/kozlekedes/e_index.html hampage.hu – historia tramwajów w Budapeszcie
- http://www.vasutallomasok.hu Magyarország vasútállomásai és megállóhelyei – strona poświęcona węgierskim dworcom i stacjom kolejowym
- http://www.hvg.hu/magyarmarka Strona internetowa czasopisma hvg poświęcona węgierskim markom przemysłowym
- http://www.muemlekem.hu – strona poświęcona węgierskim zabytkom architektury i techniki